# Les Thibault
Vous lisez un « article de qualité » labellisé en 2016.
Pour les articles homonymes, voir Les Thibault (homonymie).
Les Thibault est une suite romanesque de Roger Martin du Gard, composée de huit volumes d'inégale longueur dont la publication s'est étalée de 1922 à 1940. C’est tout particulièrement pour cette œuvre, et bien qu'il lui restât encore à en écrire l'Épilogue, que Roger Martin du Gard reçut, en novembre 1937, le prix Nobel de littérature.
Le cycle se compose de huit romans : Le Cahier gris (1922), Le Pénitencier (1922), La Belle Saison (1923), La Consultation (1928), La Sorellina (1928), La Mort du Père (1929), L'Été 1914, en trois volumes (1936) et Épilogue (1940).
À travers les destinées de deux familles bourgeoises, les Thibault et les Fontanin, est évoquée la France de la Belle Époque qui va sombrer dans le premier conflit mondial. L'ensemble du cycle est surtout centré sur les deux fils du riche notable catholique Oscar Thibault, deux frères que tout oppose : Antoine, l'aîné, médecin sûr de lui, esprit rationnel et plutôt conformiste, et son cadet de neuf ans, Jacques, idéaliste et tourmenté, en révolte contre les valeurs de la société bourgeoise puis militant socialiste. Mais l'amitié de Jacques pour Daniel de Fontanin introduit en contrepoint la famille de celui-ci, de confession protestante. Les deux premiers volumes voient Jacques et Daniel passer de l'adolescence à l'âge d'homme, tandis que les quatre suivants s'élargissent aux vicissitudes et hypocrisies de la vie bourgeoise, à l'ébranlement religieux et moral de ce début de XXe siècle : « le roman familial se transforme en fresque sociale ». L'Été 1914 et l'Épilogue sont consacrés à la Grande Guerre, à son déclenchement comme à ses conséquences tragiques. « Je voudrais surtout ressusciter l'atmosphère du temps. L'agitation pacifiste internationale, autour de Jacques ; la vie bourgeoise, autour d'Antoine », écrit l'auteur à son ami André Gide en 1933 : dès lors « on passe de la fresque sociale à la fresque historique ».
Héritier de la tradition réaliste-naturaliste et en particulier de la forme du roman familial, Martin du Gard brosse un tableau sans complaisance de la société tout en mettant au premier plan le vécu et les pensées des protagonistes, saisis avec une grande finesse psychologique dans le tissu des détails qui font le quotidien. Si l'organisation d'ensemble de ce roman-fleuve suit chronologiquement la vie et l'évolution intellectuelle et affective des héros, entourés d'une galerie de personnages secondaires variés voire pittoresques, ses différentes parties permettent à l'auteur, athée et matérialiste, d'aborder de manière plus ou moins autonome, mais toujours rattachée au contexte historique, des questions éthiques, sociales, politiques ou idéologiques — culminant avec celles de la guerre et du pacifisme. Grâce aux destins croisés des Thibault et des Fontanin et grâce au clivage entre les deux frères Thibault, Roger Martin du Gard, témoignant sa compréhension profonde des crises de son époque, combine « roman de sentiments » et « roman d'idées ».

## Genèse et réception de l'œuvre

### Première «fabulation»
Au sortir de la guerre, renonçant aux expériences théâtrales menées depuis 1913 avec Jacques Copeau, l'auteur de Jean Barois revient au roman, « et, plus précisément, vers le roman de longue haleine, à personnages nombreux et à multiples épisodes » dont la lecture du Tolstoï de Guerre et Paix lui avait très jeune donné le goût, ainsi qu'il le notera dans ses Souvenirs autobiographiques et littéraires.
En janvier 1920, une note intitulée « Deux Frères » pose les bases de l'œuvre à venir : l'histoire de « deux êtres de tempéraments aussi différents, aussi divergents que possible, mais foncièrement marqués par les obscures similitudes que crée [un] atavisme commun ». Au printemps, Roger Martin du Gard a déjà dressé un synopsis en quarante pages qu'il nomme la Fabulation générale des Thibault, plan détaillé complet écrit au fil de la plume sans titres ni chapitres, qui ambitionne de conduire les héros, au prix de rebondissements plus ou moins mélodramatiques, du début du siècle jusqu'aux années 1940, et que suivront effectivement les six premiers tomes. La première page, conservée à la Bibliothèque Nationale, esquisse ainsi les personnages principaux et secondaires autour des familles Thibault et Fontanin (seul Daniel n'a pas encore son prénom définitif), et amorce l'intrigue du Cahier gris. Roger Martin du Gard note dans son Journal à la date du 26 mai 1920 : « Je n'ai plus qu'à marcher, en suivant mon plan, sûr d'arriver au bout, sûr que ce travail morcelé obéit à une loi d'ensemble, que mon livre aura l'unité de l'œuvre d'art ». Et au mois de juin, il achète dans le village de Clermont, dans l'Oise, une « bicoque » qui lui permet durant plusieurs années de travailler toute la semaine au calme, loin de l'effervescence parisienne.
À ce stade, montre René Garguilo, les événements historiques servent de simple toile de fond, et les personnages, « détachés du Temps et de l'Histoire, se trouv[ent] ramenés à leur seule dimension psychologique », que l'auteur s'attache à rendre par leurs menus faits et gestes. Certes il dédie Les Thibault « à la mémoire fraternelle de Pierre Margaritis dont la mort, à l'hôpital militaire, le 30 octobre 1918, anéantit l'œuvre puissante qui mûrissait dans son cœur tourmenté et pur » ; mais la guerre n'est encore envisagée que sous l'angle de ses répercussions sur la destinée des héros, très différente de ce qu'elle deviendra plus tard. La question des responsabilités étatiques et du positionnement des socialistes n'est pas soulevée — la chronologie d'ailleurs saute de 1912 à décembre 1914, puis à 1916, 1920, etc. L'individu peut être détruit par la guerre, mais « l'interrogation du romancier et de ses personnages sur le sens de la vie et de l'avenir ne semble pas en dépendre ».
La rédaction proprement dite, entamée dès le mois de juillet 1920, se poursuit à un rythme régulier, si bien que les trois premiers tomes paraissent en 1922 et 1923, obtenant un succès immédiat. Des soucis personnels ou des contre-temps, comme le décès de ses parents ou son emménagement au château du Tertre, à Sérigny, juste à l'est de Bellême dans l'Orne, éloignent un temps Martin du Gard de sa suite romanesque. Mais il s'y remet au début de l'année 1927, publiant entre 1928 et 1929 les trois volumes suivants, très bien accueillis aussi.

### Deuxième «fabulation»

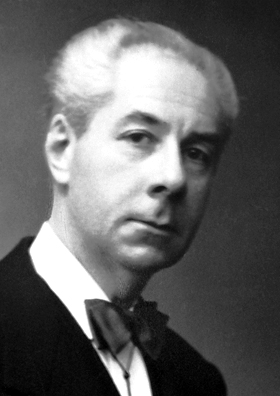
Roger Martin du Gard en 1937, l'année du Prix Nobel.

Survient alors une crise morale et idéologique plus sérieuse dans la vie de l'auteur. Outre des ennuis de santé et des difficultés financières, il est durablement affecté par le mariage de sa fille Christiane avec son vieil ami Marcel de Coppet ; et deux ans plus tard, en janvier 1931, le grave accident de voiture dont il est victime avec sa femme l'amène à reconsidérer son œuvre avec plus de recul. Il réalise d'abord que son scénario initial le conduirait à une saga proprement démesurée, peut-être au-dessus de ses forces et risquant surtout « de compromettre irrémédiablement ce à quoi [il] attachai[t] grand prix : l'unité et l'équilibre ». Par ailleurs il se met à douter de son intérêt au regard de l'actualité internationale (montée du nazisme) : il détruit dès sa sortie de clinique le manuscrit déjà très avancé de L'Appareillage qui faisait suite aux six premiers tomes, n'en conservant que quelques scènes en vue de L'Été 1914.
Pour arrondir ses revenus et se remettre de cet « holocauste », il travaille à des nouvelles et à un scénario de film, avant de revenir aux Thibault en février 1932. Conscient que la Grande Guerre a marqué une rupture sans retour dans la civilisation, il imagine une fin très différente pour ses héros, comme il le note à ce moment-là dans son Journal : « Les Thibault disparaissent, anéantis dans la guerre. Et c'est toute une société, toute une forme de la bourgeoisie que la guerre anéantit avec eux. Du coup, mon œuvre, Les Thibault, acquiert une profonde signification. La peinture d'un monde en décadence, et la fin de ce monde dans la sanglante catastrophe ». L'analogie qu'il trouve ensuite entre la situation à la veille du premier conflit mondial et les menaces que fait planer sur l'Europe la prise du pouvoir par Hitler en 1933 le conforte dans cette voie. Retiré à Cassis, puis à Nice, il suit dès lors un plan et une orientation qui lui imposent de rassembler une abondante documentation — à quoi l'a habitué d'ailleurs depuis longtemps sa formation de chartiste. « Le destin des personnages est désormais directement lié à l'Histoire », à la guerre qui le détermine ; et Martin du Gard, toujours profondément pacifiste, écrit L'Été 1914 avec l'idée de servir la paix. Un tel remaniement n'est pas sans poser problème au romancier, car il ne s'agit pas de plaquer des éléments historiques ou idéologiques sur des personnages déjà existants dont cela ruinerait la cohérence psychologique. Des critiques feront remarquer par ailleurs quelques invraisemblances, comme le fait que personne dans le public, en juillet 14, ne pouvait disposer des informations diplomatiques et militaires dont sont obscurément informés les militants pacifistes entourant Jacques Thibault. Malgré quelques polémiques le livre connaît à sa parution en 1936 un retentissement considérable, et son auteur reçoit le Prix Nobel de littérature dans la foulée.
Roger Martin du Gard repasse toute l'année 1938 dans sa propriété du Tertre, où il achève en février 39 l'Épilogue (commencé dès l'été 37), notant avec euphorie dans son Journal le 6 juin : « Les Thibault forment un tout, existent comme un organisme vivant et complet. Ce à quoi j'ai consacré le meilleur de ma vie se détache enfin de moi comme un enfant viable ». Mais le livre ne paraît pas avant le 5 février de l'année suivante, à la suite des tergiversations de l'équipe de la NRF sur l'opportunité de le publier en temps de guerre. Les critiques se partagent de fait entre ceux qui, oubliant sa valeur historique et esthétique, le jugent démoralisant, voire défaitiste, et ceux qui ont compris que Martin du Gard a voulu incarner dans son héros Antoine un état d'esprit non pas pessimiste mais avant tout favorable à la paix. Le dernier tome des Thibault rencontre néanmoins un franc succès.
Pour l'auteur, « Les Thibault ont ainsi occupé toute la période de l'entre-deux-guerres. Ce gros roman-somme, où l'écrivain « a fait passer tout ce qu'il avait à dire », a réellement joué un rôle important dans la réflexion de ses lecteurs sur les grands problèmes idéologiques et politiques contemporains », rappelle André Daspre. Il reste que la situation internationale n'a cessé de s'assombrir et que Roger Martin du Gard semble avoir perdu le bonheur d'écrire qui l'avait, bon an mal an, habité durant vingt ans : les mémoires du Lieutenant-colonel de Maumort (personnage secondaire de la première « Fabulation » des Thibault) demeureront inachevés.

## Résumé

### Le Cahier gris

#### Aperçu
Le roman s'ouvre sur une fugue de Jacques Thibault et de son ami Daniel de Fontanin, mettant en contact les deux familles : la générosité de Mme de Fontanin, respectueuse des actes et des pensées de son fils, contraste avec la sévérité inquisitoriale et implacable d'Oscar Thibault. Sur fond d'antagonisme religieux entre catholiques et protestants dans une France qui se laïcise, les rapports entre parents et enfants, les questions d'éducation, et surtout les tourments de l'adolescence font l'objet de ce premier volume.

#### Résumé

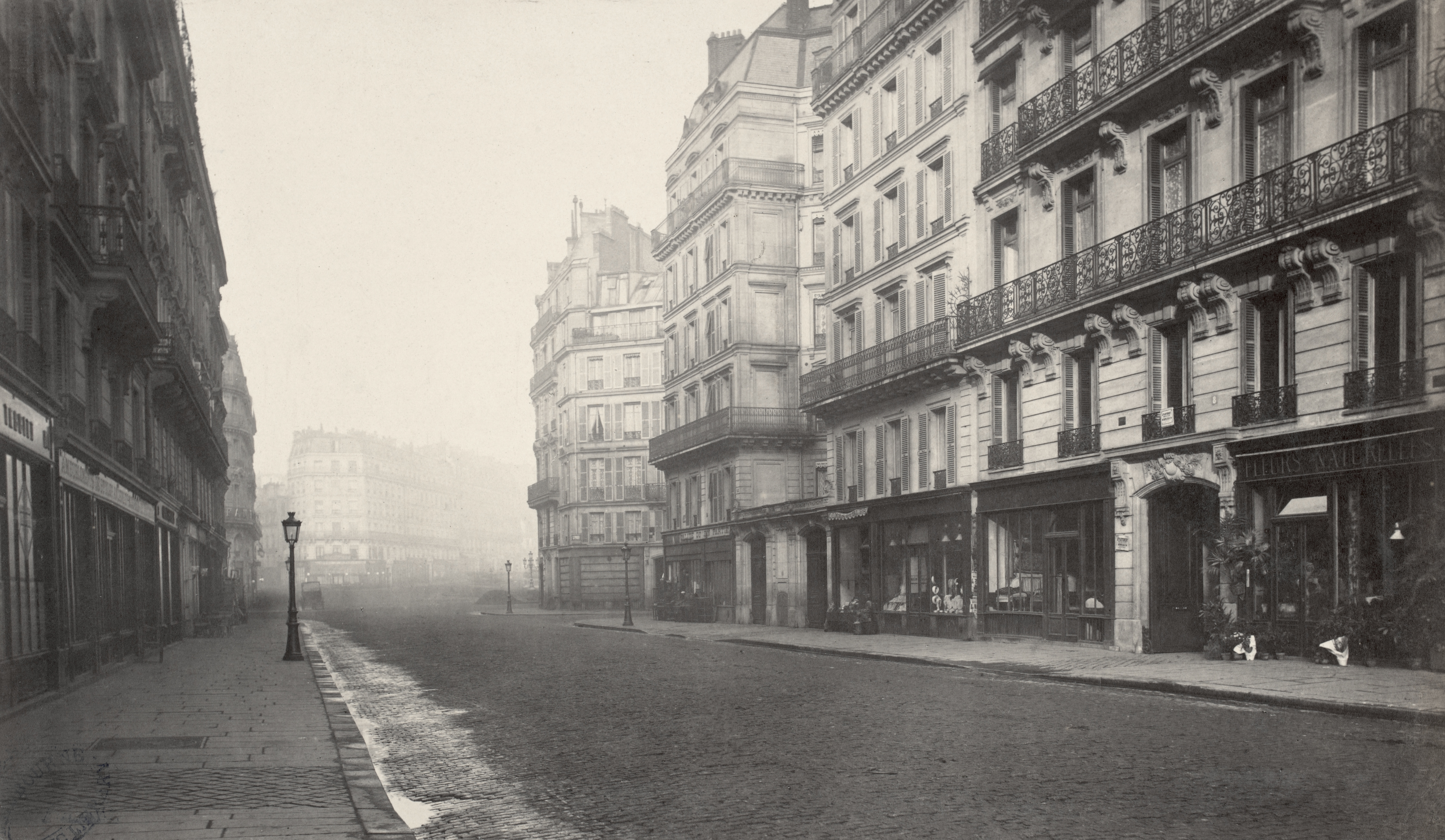
Les Thibault habitent près du boulevard Saint-Germain, dans le VIIe arr. (photographié avant 1870).

Paris, 1904. Antoine Thibault, brillant interne en pédiatrie, accompagne son père à l'institution catholique où Jacques, son frère cadet disparu depuis le matin, est demi-pensionnaire tout en suivant sa Troisième au lycée.

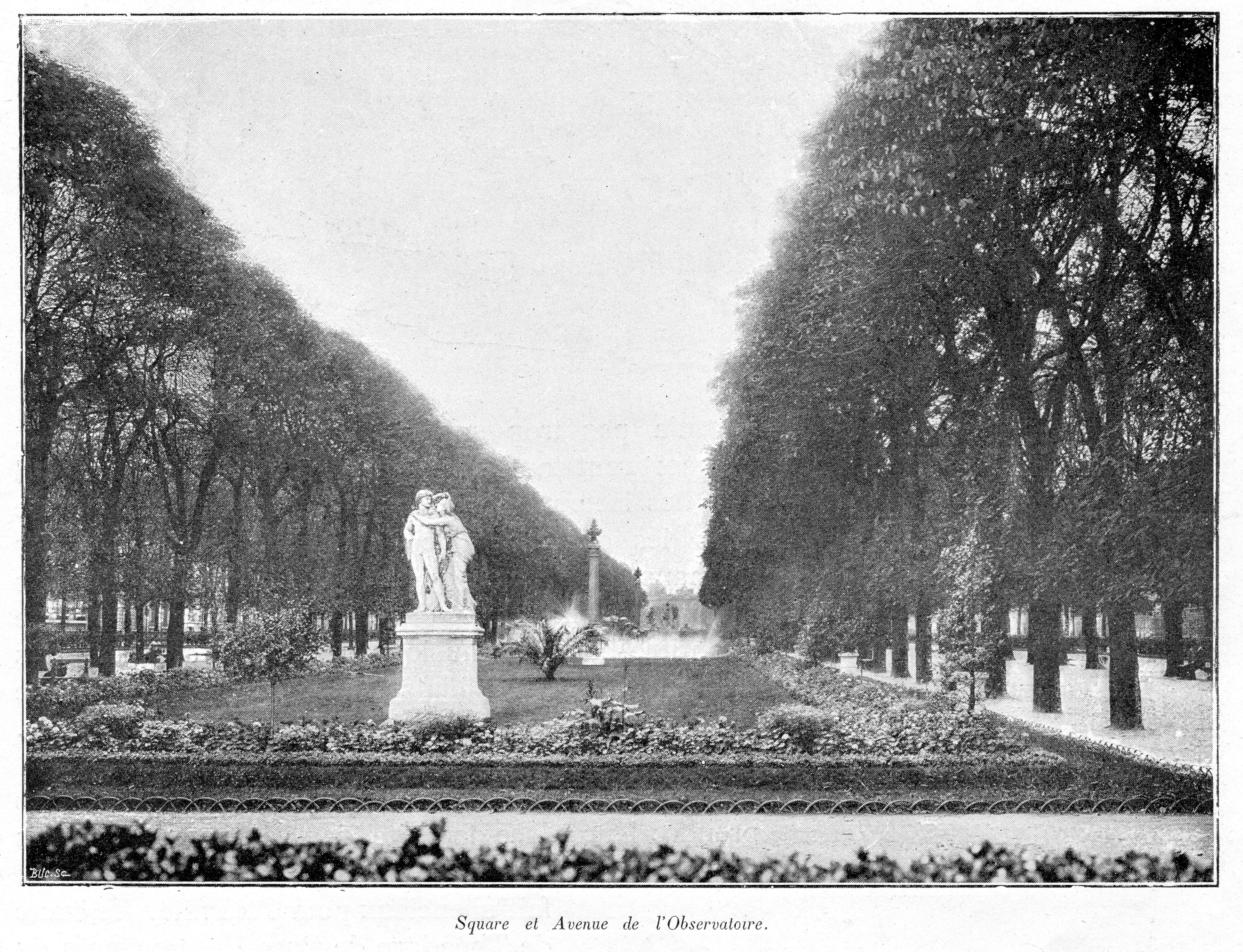
L'appartement des Fontanin donne sur les jardins de l'Observatoire, dans le VIe arr. (photographie de 1897).

 Or on avait confisqué à l'adolescent (il a quatorze ans) un cahier gris, dans lequel il correspondait avec son camarade de classe Daniel de Fontanin en des termes si exaltés que les abbés soupçonnent entre eux une relation coupable. Horrifié, Oscar Thibault s'en prend évidemment à l'« hérésie » protestante, et reçoit très froidement Mme de Fontanin, venue lui proposer d'unir leurs recherches. Un courant de sympathie passe en revanche entre Thérèse de Fontanin et Antoine qui, en quête d'indices, vient l'interroger ainsi que sa fille Jenny, enfant très farouche. Alors que Thérèse, pour tenter de joindre Jérôme, son époux volage absent du domicile conjugal, est réduite à remonter la filière de ses dernières maîtresses (dont sa propre cousine Noémie), Jenny, bouleversée par la fugue de son grand frère, tombe gravement malade : elle devra — apparemment — son salut aux oraisons illuminées du pasteur Gregory, un ami de sa mère.
Pendant ce temps, l'équipée des deux garçons les a menés jusqu'à Marseille, d'où ils comptaient embarquer pour l'Afrique. Ayant échappé de justesse à une arrestation, Jacques passe une nuit sur le port avec des clochards, tandis que Daniel découvre l'amour entre les bras d'une fille de petite vertu. S'étant retrouvés le lendemain, ils font route vers Toulon. Jacques confie à son ami — qui a déjà envie de rentrer — ses aspirations à la liberté et son rejet de la vie de famille, entre un père bon mais dur et rigide (sa mère est morte à sa naissance), un frère plus âgé pris par ses études, « Mademoiselle » (Mlle de Waize), leur vieille gouvernante, et Gise (Gisèle), sa nièce orpheline élevée sous leur toit.
Identifiés dans une auberge, les fugueurs sont ramenés à Paris par Antoine, Mme de Fontanin pardonne tout à son fils — mais non à son mari, aujourd'hui désireux de reprendre la vie commune. Jacques, près de s'ouvrir à Antoine, se rétracte en apprenant qu'il a lu le cahier gris, et refuse de demander pardon à leur père. Enfermé alors dans l'attente d'une terrible sanction, il jette par la fenêtre un mot d'adieu (timbré) à son ami Daniel.

### Le Pénitencier

#### Aperçu
Jacques, interne à la « Fondation Oscar Thibault », colonie pénitentiaire pour jeunes délinquants, ne se plaint de rien ; mais Antoine, mesurant à quel point il y est isolé, mal traité, dépressif, se bat pour obtenir que son père lui en confie la garde. Le retour de Jacques est difficile, ses rapports avec son frère et ses retrouvailles avec Daniel aussi. Ce volume, où le héros fait le deuil de son enfance, dénonce l'inhumanité des maisons de correction et de leurs défenseurs qui croient en toute bonne conscience faire œuvre pie.

#### Résumé

La colonie pénitentiaire de Mettray, où avait été enfermé son ami Pierre Margaritis, a inspiré à Martin du Gard le Pénitencier où croupit Jacques.

1905. Intrigué par les lettres stéréotypées et lénifiantes de son frère, Antoine se rend au pensionnat de Crouy, dans l'Oise, où il est rassuré par l'accueil aimable du directeur et par les conditions de vie décentes de Jacques, maintenu sur ordre de leur père à l'écart des autres et ne réclamant rien. Mais, revenu à l'improviste, Antoine peut faire la part de la mise en scène, et exige de se promener seul avec le garçon. Celui-ci, d'abord sur la réserve, finit par éclater en sanglots et lui avouer une partie de la vérité : on le nourrit mal, on ne lui enseigne rien, son gardien ne le sort pas mais l'oblige à exécuter des dessins obscènes… Pourtant, lorsque Antoine lui propose de le tirer de là en assumant lui-même son éducation, Jacques s'en veut de s'être ainsi livré : il s'était fait à ce vide solitaire où il ne pense plus à rien et ne doit rien à personne.
Grâce à l'entremise de son directeur de conscience, qui lui démontre que Jacques est dans un état de grande misère morale et qu'un scandale ruinerait sa propre élection à l'Académie des Sciences Morales, Oscar Thibault accepte d'aménager pour ses fils un logement indépendant, à la grande joie de Gise et de Mademoiselle. Antoine, tout en appréhendant soudain que cette responsabilité n'entrave sa liberté et sa carrière, reste fier de sa décision, de lui-même, et de ce qu'il pense faire la force des Thibault : « une combinaison exceptionnelle d'orgueil, de volonté et d'obstination ».
Jacques se ré-acclimate lentement, à la fois touché et importuné qu'on s'occupe de lui. Il noue une relation qui va rester longtemps chaste avec la nièce de la concierge, Lisbeth — chargée en fait par Antoine de le déniaiser. Bravant l'interdit paternel, les deux frères retournent chez les Fontanin. Mais Jacques et Daniel peinent à retrouver leur complicité : Daniel en particulier déçoit Jacques en ne lui parlant que de son désir frénétique pour Nicole, la fille de Noémie, qui vit chez eux depuis que sa mère l'a plantée là avec Jérôme pour suivre un autre amant. L'hostilité de Jenny envers Jacques n'arrange rien. Seuls Thérèse et Antoine, bien que celui-ci ne cache pas son athéisme de scientifique, continuent à s'estimer et s'entendre. Par ailleurs, cédant aux objurgations du pasteur Gregory, mais surtout parce qu'elle subit toujours le charme de son mari, Mme de Fontanin renonce à entamer une procédure de divorce.

### La Belle Saison

#### Aperçu
Saison de l'été et des amours. Thérèse prête à s'humilier par fidélité pour Jérôme, Daniel en train de s'engager sur les traces de son père dans la carrière de séducteur, Jacques passagèrement troublé par Gise, qui l'aime, mais attiré par une Jenny plus que jamais sur la défensive, Antoine qui vit une passion fulgurante avec la mystérieuse Rachel… : ce tome décline toutes les formes du sentiment amoureux, tout en promenant son lecteur dans des lieux et milieux divers.

#### Résumé

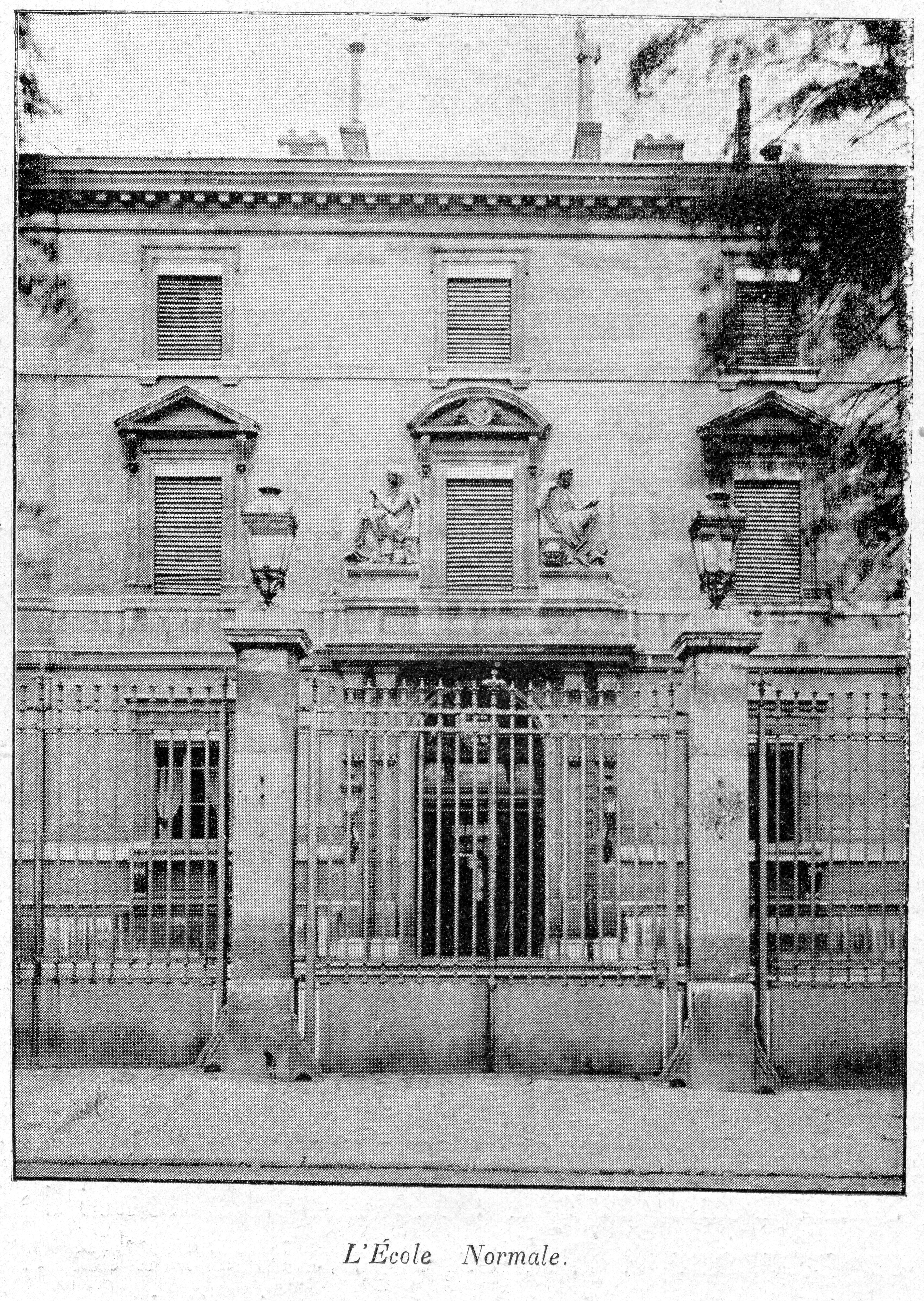
Jacques voit la rue d'Ulm (ici en 1897) comme un étouffoir.

1910. Jacques, qui attend les résultats du concours d'entrée à l'École normale supérieure de la rue d'Ulm, exprime sa haine de l'institution, des professeurs rassis et des chemins balisés, citant avec ferveur le Gide des Nourritures terrestres, dont Daniel lui a fait découvrir les audaces. Il consent néanmoins à célébrer son admission chez Packmell, un bar à la mode où se croisent bourgeois, artistes et filles entretenues, et où une certaine Rinette (naguère abandonnée par Jérôme) tombe avec un mélange de réticence et d'emportement dans les bras de Daniel. Entretemps Antoine a dû improviser sur une fillette accidentée (pupille du secrétaire de son père) une opération des plus délicates, qui la sauve. Au matin il rejoint chez elle la voisine qui l'a secondé, Rachel, et échafaude déjà des plans d'avenir, bien qu'elle se dise « libre » mais non totalement « disponible ».

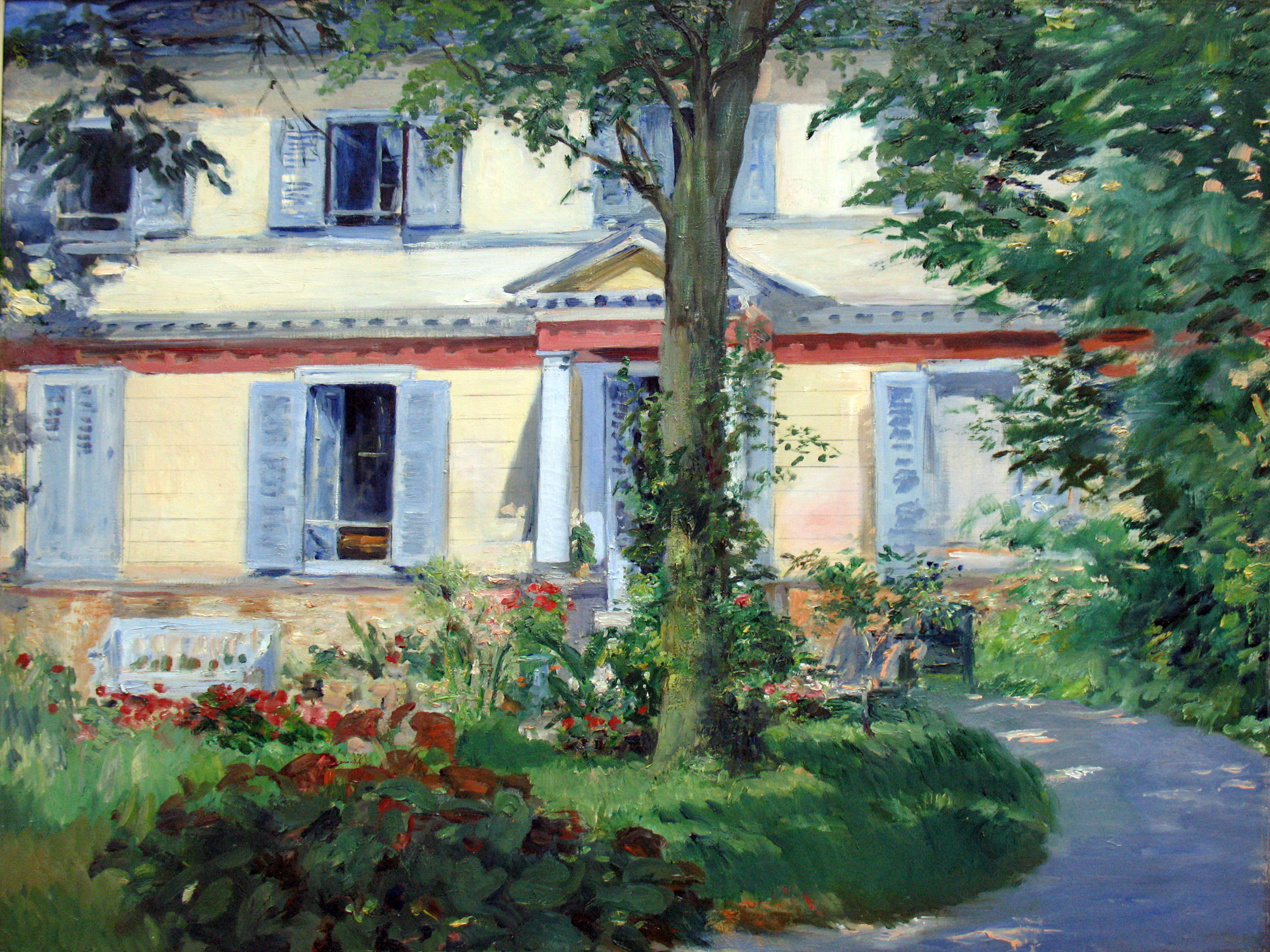
Manet, Maison à Rueil (1882). Celle des Thibault à Maisons est sise Pl. Wagram.

Fêté par tous dans leur propriété de Maisons-Laffitte, Jacques goûte avec la tendre Gise un moment de douceur un peu équivoque, avant que le père n'annonce pompeusement à ses fils qu'il a entrepris de faire changer leur nom en « Oscar-Thibault ». Les Fontanin sont aussi en villégiature à Maisons : Daniel multiplie les allers-retours à Paris pour une nouvelle conquête, Nicole est fiancée à un confrère d'Antoine, Héquet, et Jenny reste plus qu'ambivalente vis-à-vis de Jacques. Celui-ci de son côté se sent tellement nerveux en sa présence qu'il en devient presque grossier. Toutefois, au fur et à mesure de leurs rencontres, ils parviennent à se détendre, parlent de leurs lectures, de Daniel — devenu peintre —, d'eux-mêmes, et se découvrent une sensibilité assez proche. Jacques confie ainsi à la jeune fille son désir d'écrire pour révolutionner la littérature. Un soir il ose, comme elle le raccompagnait à la grille, baiser son ombre sur le mur du jardin : bouleversée mais outrée, elle se jure de ne plus jamais le revoir.
Soupçonnant comme son fils que la haine manifestée par Jenny envers Jacques, et qui se mêle d'un inexplicable chagrin, cache en fait de l'amour, Thérèse essaie sans succès de sonder les sentiments de sa fille. Au début de l'été, Mme de Fontanin avait non seulement secouru son mari à court d'argent, à Amsterdam où Noémie se mourait des suites d'un avortement clandestin, mais encore accepté qu'il revienne sous son toit. Bientôt de nouveau en chasse, il retombe sur Rinette, et s'offre l'illusion flatteuse d'une bonne action en lui promettant une petite rente (assurée au besoin par sa femme) si elle retourne sur l'heure dans son village de Bretagne.
Tout l'été Antoine vit intensément sa passion avec Rachel, dont le passé, révélé par bribes et demi-mensonges, demeure assez opaque : elle a perdu un enfant, raté une vocation de danseuse, beaucoup voyagé, vécu jusqu'en Afrique, et semble, malgré son violent amour pour Antoine, ne pouvoir se soustraire à l'empire qu'a conservé sur elle son ancien amant, un homme brutal nommé Hirsch. Début novembre, pourtant déchirée, Rachel fait ses valises pour le rejoindre. Antoine l'accompagne au Havre pour deux derniers jours d'une infinie tristesse.

### La Consultation

#### Aperçu
Jacques a disparu depuis trois ans. M. Thibault est atteint d'un cancer. Le Dr Antoine Thibault, pédiatre réputé, reçoit une clientèle essentiellement huppée, qu'on voit défiler dans son cabinet. Ce tome, retraçant la journée d'un médecin passionné par son art, induit une réflexion sur le rapport aux malades, l'inutilité de la souffrance, et les limites du pouvoir médical comme de la liberté individuelle.

#### Résumé

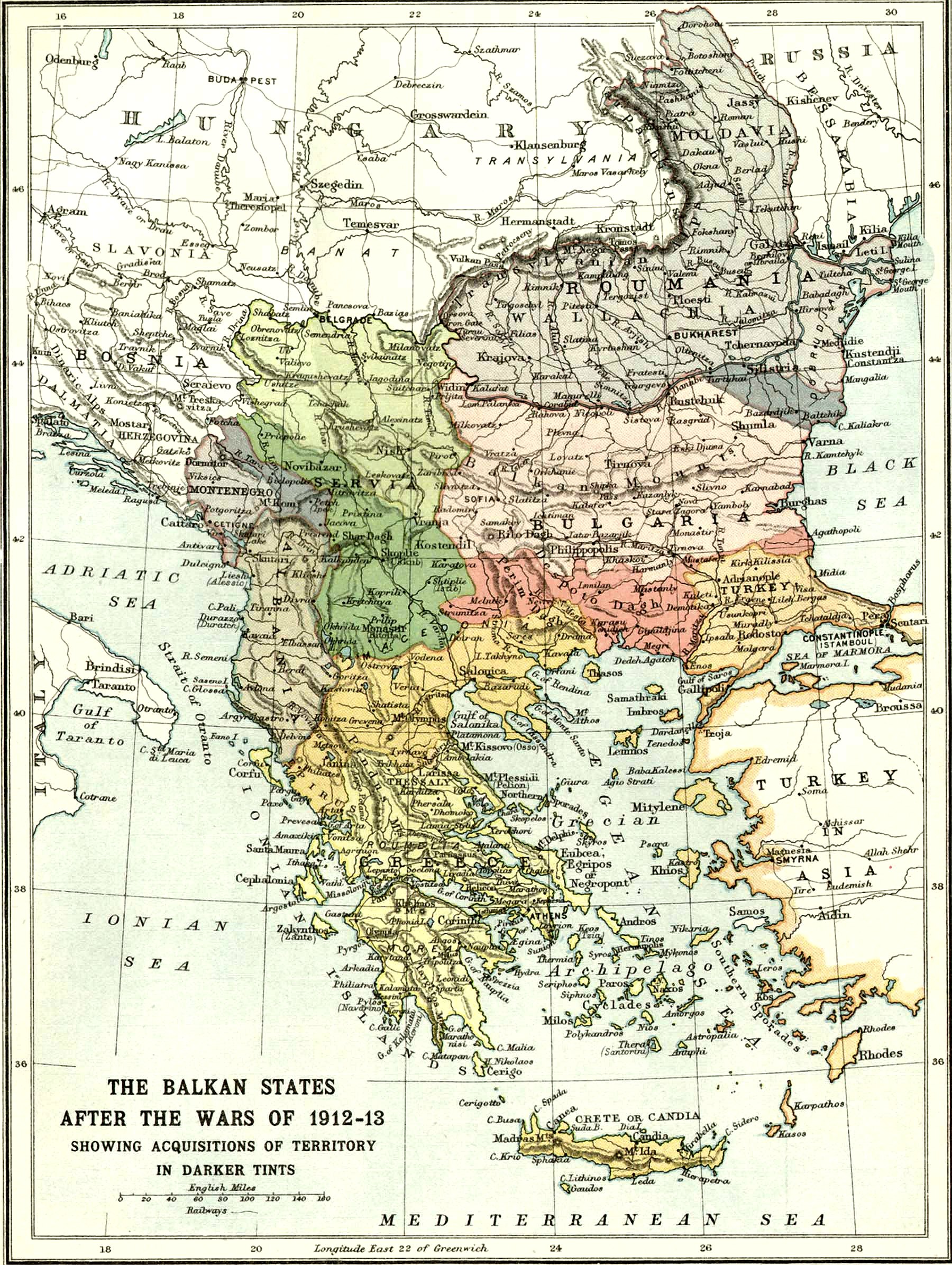
Antoine ne s'inquiète guère de la poudrière des Balkans...

Octobre 1913. Après avoir soigné Loulou, un petit orphelin que son frère, déluré et débrouillard, lui avait amené au culot, Antoine monte chez son père, rongé depuis un an par un cancer : une infirmière religieuse le veille jour et nuit mais on a dissimulé la gravité de son état à Mademoiselle, elle-même vieillie et toute courbée. De là, Antoine doit se rendre, avec le Dr Philip, son ancien patron, chez les Héquet, dont la petite fille, déjà malformée, a attrapé une grave infection : tous deux la jugent perdue.
De retour à son cabinet, Antoine reçoit de nombreux patients. Huguette de Battaincourt, belle-fille de Simon, un ancien ami de Jacques, souffre de tuberculose osseuse : mais sa mère, la belle Anne, dénuée d'affection pour sa fille, s'irrite surtout de voir ses propres charmes sans pouvoir sur le médecin, et lui renverra peu après — en vain — sa gouvernante anglaise, chargée de payer en nature s'il le faut une prescription de complaisance pour de la morphine. Un conseiller au Quai d'Orsay frappé d'une maladie honteuse, le suffisant Rumelles, expose à Antoine sceptique la situation très tendue dans les Balkans, où l'Allemagne est prête à soutenir les revendications autrichiennes. Un vieux professeur, à cause d'une syphilis jadis mal guérie, se croit responsable de l'aphasie de son jeune fils — Antoine choisira de mentir pour le rassurer. Les deux bonnes de M. Thibault consultent en catimini au sujet de leur mère, la vieille cuisinière de la famille. Et ainsi de suite jusqu'au soir…
À un moment, Gise, qu'il songe vaguement à épouser, descend rendre visite à Antoine. Mais elle ne pense qu'à regagner au plus vite l'Angleterre, où elle vient de passer six mois à la recherche de Jacques, disparu depuis l'automne 1910 : un bouquet de roses rouges expédié de Londres pour son anniversaire a persuadé Gise que Jacques s'y trouvait, et qu'il l'aimait… Un peu déconfit, Antoine retourne au chevet du bébé des Héquet, dont l'agonie est longue et douloureuse. Un ancien carabin ami d'Héquet, Isaac Studler, engage alors avec Antoine une discussion sur l'euthanasie qui fait prendre conscience au jeune médecin qu'il n'est pas aussi libre d'esprit qu'il le croyait, et qu'on ne peut s'affranchir facilement de la morale ni des règles sociales — même si lui s'accommode assez bien, somme toute, de sa solitude.

### La Sorellina

#### Aperçu
M. Thibault malade pense parfois avec remords à son fils disparu. Une lettre adressée chez eux à Jacques met Antoine sur la piste de celui-ci : installé en Suisse, il fréquente les milieux socialistes internationaux, qu'Antoine découvre avec un certain étonnement et auxquels il aura du mal à arracher son cadet. Cette partie plonge non seulement dans la mouvance révolutionnaire où sa révolte personnelle a conduit Jacques, mais encore une fois dans toute la complexité des liens affectifs.

#### Résumé

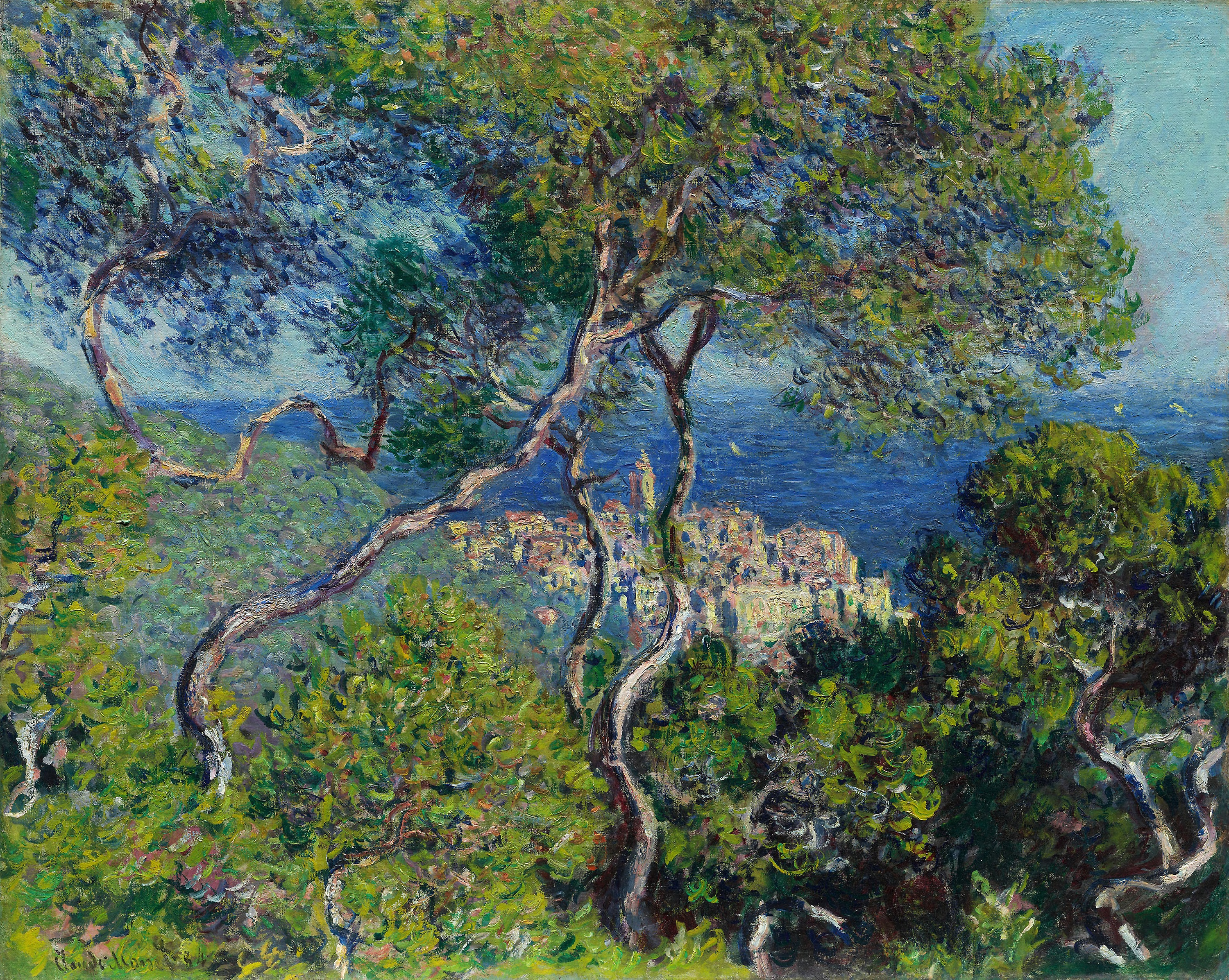
Monet, Bordighera (1884). Jacques situe en Italie, au bord d'un golfe, les amours de son double Giuseppe.

Novembre 1913. L'état d'Oscar Thibault, à qui l'on cache la vérité au prix de mensonges acrobatiques, empire. De son lit il gère encore ses œuvres de charité avec son secrétaire, M. Chasles, mais paraît par ailleurs tourmenté à la pensée de Jacques, doutant même d'avoir toujours bien joué auprès de lui son rôle de père. La sénilité commence à le gagner — ainsi lorsqu'il chantonne avec Mademoiselle un petit refrain de leur jeunesse.
C'est alors qu'arrive une lettre destinée à Jacques, au sujet d'une nouvelle intitulée La Sorellina, qu'il avait soumise à un professeur de la rue d'Ulm. Antoine plein d'espoir se précipite alors chez ce Jalicourt, qui lui révèle ses échanges avec Jacques au moment où celui-ci hésitait à intégrer l'École, et la récente parution de son texte dans une revue genevoise. Cette conversation fait resurgir toute la culpabilité d'Antoine : c'est pendant les deux jours qu'il avait passés au Havre avec Rachel que son cadet a disparu sans laisser de trace.

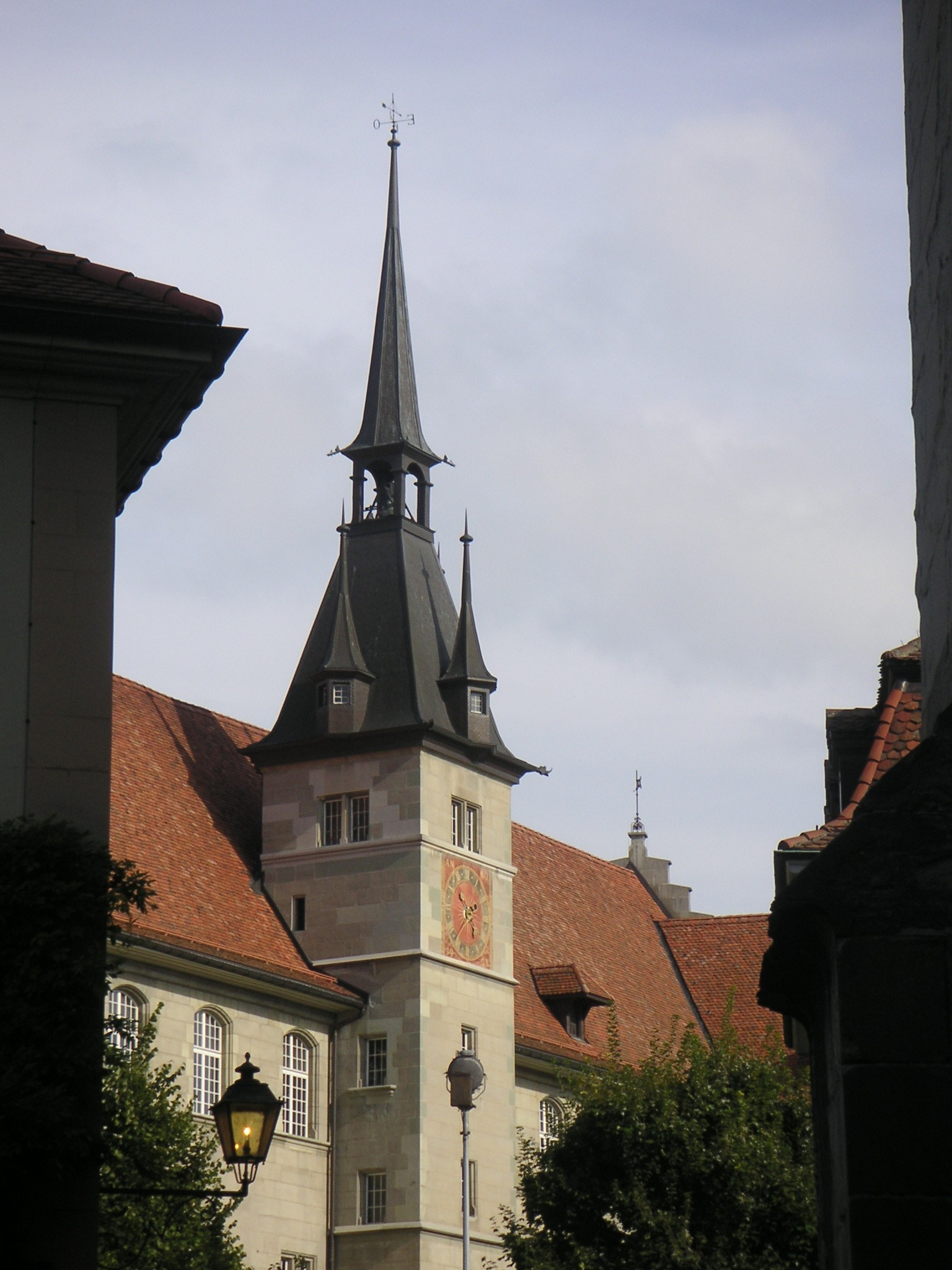
La fenêtre de Jacques à la pension Cammerzinn ouvre sur les toits du vieux Lausanne.

Antoine parcourt fébrilement le récit, irrité par son style mais bouleversé par ce qu'il y reconnaît d'autobiographique, transposé dans une noble famille italienne : un père puissant et autoritaire, un frère aîné lointain, le héros, Giuseppe, éperdu d'amour pour la fille de voisins anglais protestants, tout en ayant une relation incestueuse avec sa propre petite sœur (« sorellina ») — Gise ? Antoine ne peut y croire... La nouvelle se clôt, après une violente dispute entre le père et le fils, sur le départ de Giuseppe.
Informé par un agent privé que son frère réside à Lausanne, Antoine, très ému, prend le train pour aller le chercher dans sa modeste pension de famille. « Mais qu'est-ce qu'on me veut ? », ne cesse de répéter Jacques, qui s'est ménagé en Suisse la vie humble et libre qu'il rêvait, engagée dans la cause révolutionnaire dont Antoine décontenancé croise au cours de la journée plusieurs militants. Jacques ne confie rien à son aîné de ses difficultés matérielles durant ces trois années, ni de ses interrogations existentielles. Mais Antoine lui dit l'état de leur père, et lui raconte des anecdotes qu'il a apprises par hasard et qui prouvent à quel point celui-ci, derrière une façade endurcie, aimait ses deux fils et même la petite Gise. Jacques se décide presque malgré lui à suivre son frère.

### La Mort du Père

#### Aperçu
M. Thibault, révulsé à l'idée de mourir, mesure les hypocrisies de sa vie, les raideurs qui l'ont éloigné de ses fils, le néant qui l'attend : sa foi vacille. Antoine se résout à abréger ses souffrances physiques par une surdose de morphine. Les obsèques se déroulent en grande pompe à Crouy, sans Jacques, pourtant peut-être le plus touché. Poursuivant l'exploration des sentiments et des relations complexes au sein de la famille, ce tome repose avec acuité la question de l'euthanasie, et celle des limites du discours religieux.

#### Résumé
Oscar Thibault a compris qu'il allait mourir. Effrayé, il réalise qu'il n'a pas mené la vie exemplaire, détachée des biens et des honneurs de ce monde, qu'on lui prête, ni su aimer ou se faire aimer. Révolté, il prend conscience du peu de secours de la foi en cette circonstance. Il faudra toute l'onction de l'abbé Vécard pour lui faire de nouveau sentir les consolations de la prière et accepter l'idée qu'une mort chrétienne puisse racheter ses fautes.
Jacques, mal à l'aise de retrouver ces lieux qu'il a fuis, arrive avec Antoine en pleine crise d'urémie : le blocage du rein (l'autre a déjà été enlevé) provoque des convulsions atroces et une intoxication qui serait vite mortelle... à moins qu'il ne se remette à fonctionner, ce qui se produira plusieurs fois, retardant d'autant l'agonie. Antoine organise des tours de garde, imagine un dispositif pour donner un bain apaisant au malade. Mais la fréquence des crises, accompagnées de délire, le décident à lui administrer en cachette, avec l'accord tacite de son frère, une forte dose de morphine. Tandis que le vieillard s'éteint, Mademoiselle, qui le lui avait promis, psalmodie les « Litanies de la bonne mort ».
Gise, rentrée de Londres, constate avec douleur l'écart de sentiment entre elle et Jacques, exaspéré dès que surgissent certains spectres du passé — mais qui pense toujours à Jenny et lira avec joie une chaleureuse lettre de Daniel, en garnison à Lunéville. Antoine se plonge dans les papiers de son père, découvrant ses legs généreux, notamment à Gise, et des pans secrets de sa vie : correspondance intime avec leur mère, rédaction de maximes édifiantes, velléité de remariage... Oscar Thibault a souhaité que tous les pupilles de la Fondation et les représentants de ses œuvres assistent à son inhumation dans la chapelle de sa fondation de Crouy. Au cours de la cérémonie Antoine songe que, malgré tout, son « Père était une force [et] aurait pu être quelqu'un de grand » : à lui de relever le flambeau !
Jacques, venu sur la tombe peu après, ne remarque pas le bouquet déposé par une inconnue en deuil... Ayant voulu revoir la sombre façade du pénitencier, il manque le train où Antoine et l'abbé Vécard auront une longue discussion, courtoise mais animée, sur les mystères et la grandeur de la religion catholique.

### L'Été 1914

#### Aperçu

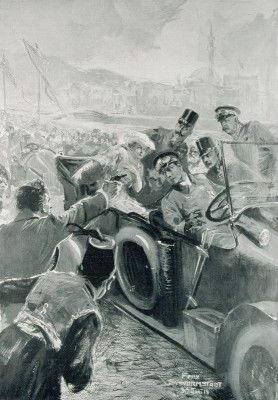
L'attentat du 28 juin 1914.

Ce tome volumineux déroule, presque au jour le jour, le film des événements du 28 juin au 10 août 1914, de l'attentat de Sarajevo à la mort de Jacques dans un accident d'avion probablement provoqué par le pilote, Meynestrel, alors qu'ils survolaient la ligne de front pour lancer des milliers de tracts appelant à la fraternisation des armées ennemies. Les dissensions au sein des milieux socialistes et pacifistes internationaux sur la question de la guerre, de son éventuelle opportunité pour une avancée révolutionnaire, et de la position à adopter face aux états bourgeois, puis sur le revirement des élus socialistes français après l'assassinat de Jean Jaurès, ont pour contrepoint l'évolution d'Antoine, mis au courant par son frère et informé officieusement par Rumelles des dessous de cette tragique course à la guerre. En parallèle se poursuit l'histoire privée des personnages, le suicide de Jérôme de Fontanin remettant Jacques en présence de Jenny, qui laisse enfin éclater sa passion pour lui et bientôt ne le quitte plus.

#### Résumé
28 juin 1914. Jacques à Genève, entre une séance de pose pour son ami peintre Paterson, un entretien avec Meynestrel — dit « le Pilote », leader révolutionnaire qui forme avec la soumise Alfreda un couple étrange — et une réunion de militants au « Local ». On échange sur la nature profonde du socialisme, les armes du Capital, les gains à attendre d'une politique réformiste, ou encore les moyens de développer la conscience de classe et les raisons de l'échec de la révolution russe de 1905... Jacques défend des positions nuancées : sans faire table rase du passé ni renier toute la culture bourgeoise humaniste, la révolution doit chercher sans violence à construire plutôt qu'à détruire. Dans la soirée tombe la nouvelle d'un attentat, en Bosnie, contre l'héritier du trône de l'Autriche-Hongrie.
12 juillet. Un camarade autrichien explique les menaces ignorées du public : l'Autriche-Hongrie, dont l'impérialisme se heurte au panslavisme russe, va prétexter le meurtre de l'héritier de la couronne pour attaquer la Serbie, soutenue en cela par l'Allemagne des militaristes, des grands industriels, peut-être même des socio-démocrates. Il faut par tous les moyens rallier les masses au pacifisme ! Meynestrel laisse les autres s'emballer : pour lui « l'important n'est pas d'empêcher la guerre », mais de remonter les futurs soldats contre les états qui l'auront déclenchée.
19 juillet. Le Dr Antoine Oscar-Thibault, qui a pour maîtresse Anne de Battaincourt, s'est agrandi et vit en parfait bourgeois dans l'appartement paternel luxueusement rénové de la rue de l'Université — Gise a pris pension dans un couvent, et Mademoiselle dans un asile de bon standing. Mais Jacques, en mission à Paris, est surtout sidéré par l'insouciance d'Antoine : son frère croit à une énième crise balkanique et au pacifisme des dirigeants français. Jacques entreprend de lui démontrer que les politiques se divisent entre ceux qui veulent la guerre et ceux qui la jugent inévitable ; et qu'ils s'y sont tous préparés de longue date (alliance franco-russe, armement massif, service militaire rallongé), jusqu'à susciter un regain de nationalisme et « une psychose de la guerre ». Face au scepticisme d'Antoine, Jacques ne peut que clamer sa foi dans l'Internationale socialiste, et motiver son rejet de l'exploitation capitaliste, qui détruit le travail et les rapports sociaux, en lui opposant une révolution radicale — à quoi Antoine, trouvant tout cela utopique et naïf, objecte la nature foncièrement mauvaise de l'homme. Surgit alors Jenny, tétanisée autant que lui de revoir Jacques : son père, poursuivi à Vienne pour des affaires véreuses, s'est tiré une balle dans la tête. Antoine court soutenir Thérèse et voir ce qu'il est encore possible de faire.

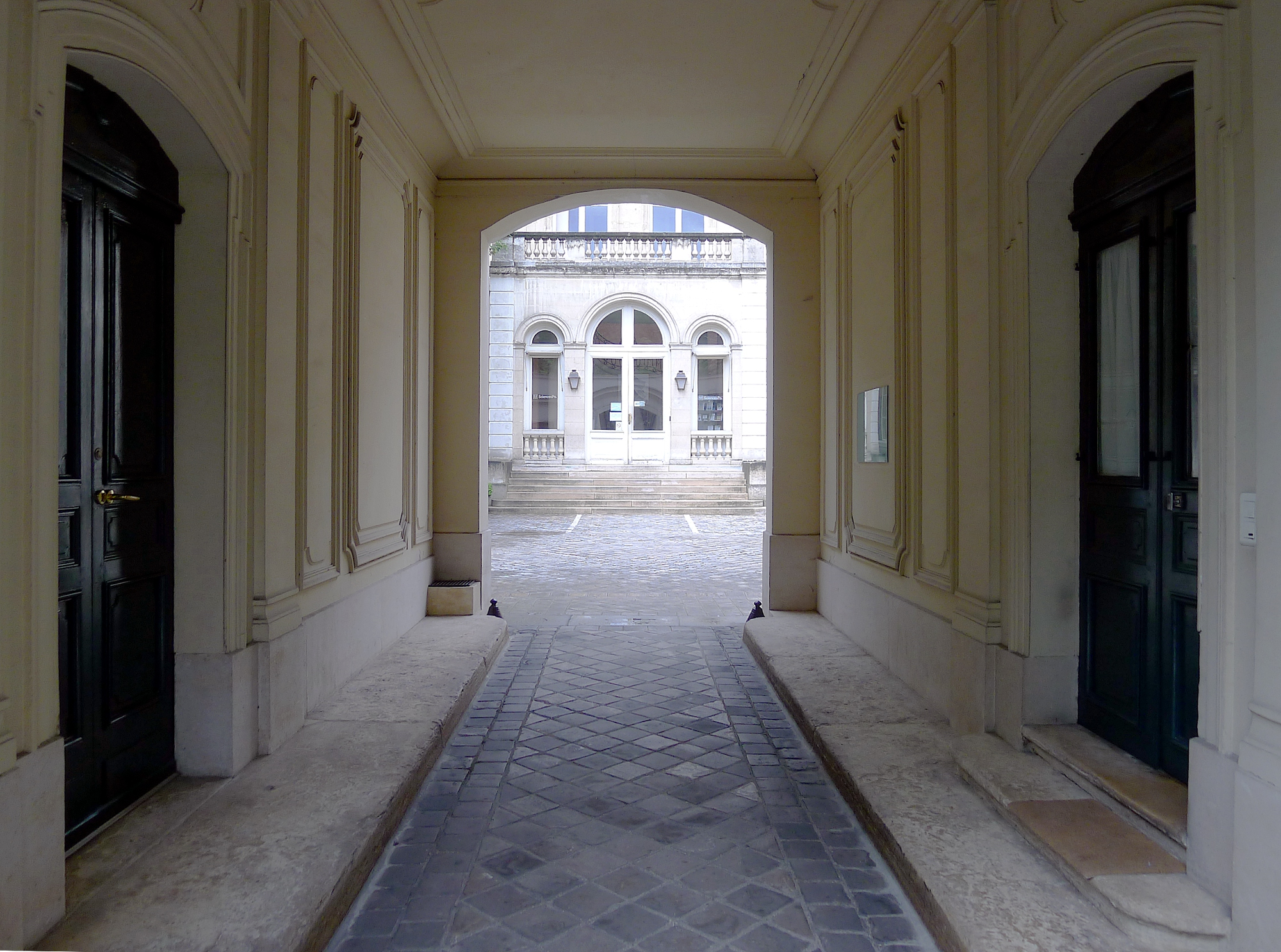
Porche d'un immeuble bourgeois de la rue de l'Université à Paris

20-24 juillet. Au siège de L'Humanité on ne doute plus du machiavélisme de l'Autriche : la « note » envoyée officiellement à la Serbie est un ultimatum que l'entourage de l'empereur — commanditaire de l'attentat  ? — sait inacceptable, et que soutiendrait le Kaiser allemand, malgré le risque d'un conflit généralisé par le jeu des alliances militaires entre puissances. Mais face aux gouvernements les militants socialistes misent sur la volonté pacifique des peuples et la menace de grève générale. Entretemps Jérôme de Fontanin est mort. Tandis que Thérèse médite auprès de la bière où repose l'unique amour de sa vie, Daniel commente le legs de son père : des dettes... et un insatiable désir des femmes. Mais Jacques, obsédé par la situation, ne peut supporter de l'entendre parler peinture alors qu'il doit retourner en garnison dans l'est.
25-27 juillet. Discussion chez Antoine : Manuel Roy, lecteur de l'Action française, voit la guerre comme une nécessité naturelle, voire salutaire ; Studler en dénonce les enjeux économiques. Rumelles révèle à Antoine qu'en marge des médiations chaque État s'apprête à mobiliser, laissant la presse s'alarmer afin de préparer l'opinion. Gare de l'Est, Jacques fait ses adieux à Daniel, puis accule Jenny à l'écouter : bien qu'il ait fui quatre ans plus tôt, il l'aime d'un amour absolu, fidèle, confiant. Vaincue, la jeune fille avoue l'aimer aussi. Sa mère étant partie pour Vienne après les obsèques régler les affaires de Jérôme, elle revoit Jacques, s'ouvre à lui, découvre sa générosité et son engagement ; il lui explique la surenchère de menaces entre les gouvernements, leur peur que les négociations soient des pièges, la mollesse d'une partie des socialistes... mais aussi les manifestations populaires dans tous les pays — comme celle qui sera dispersée à Paris par la Ligue des patriotes et la police montée.

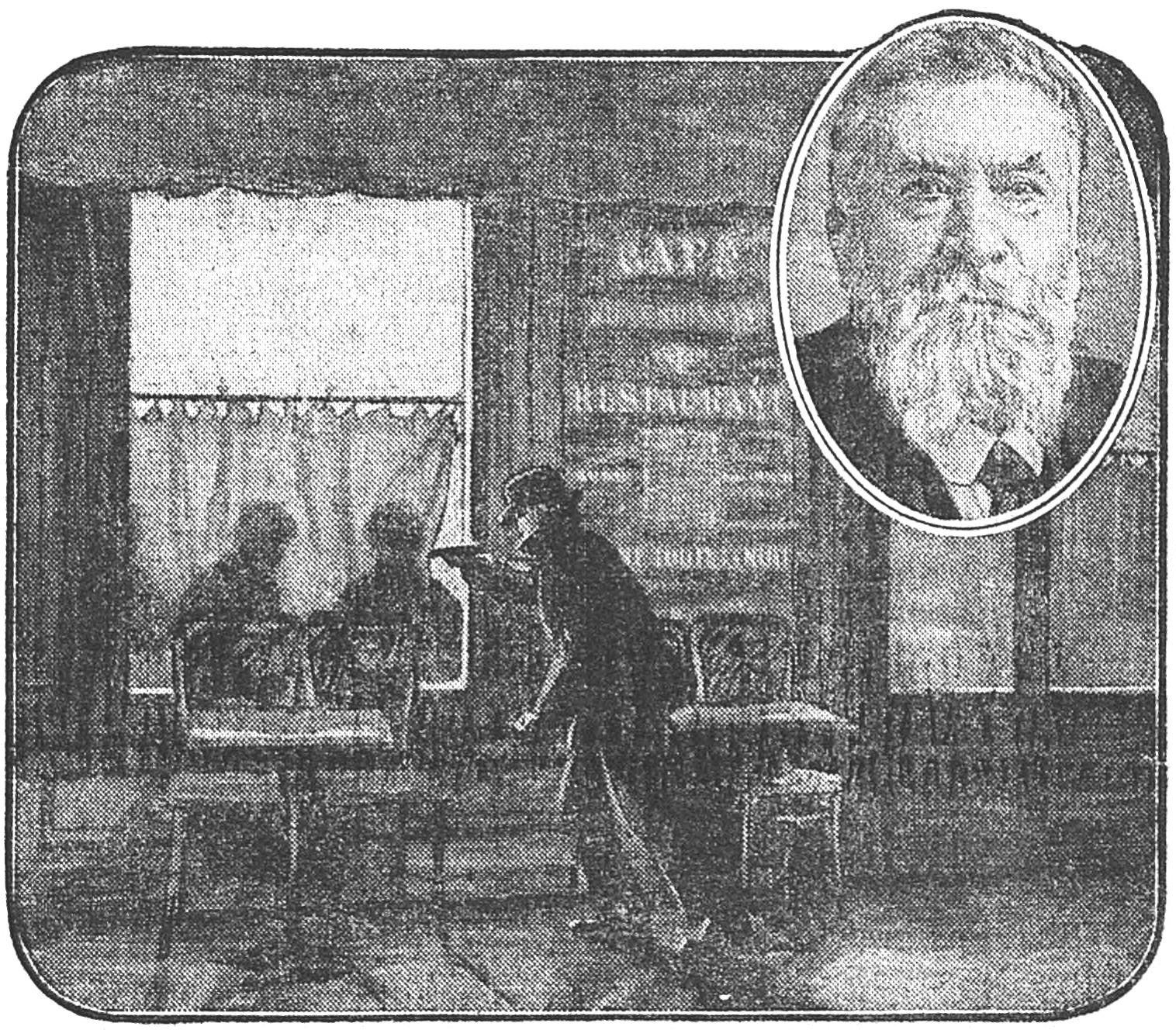
L'assassinat de Jaurès anéantit d'un coup les derniers espoirs de paix.

28-29 juillet. Envoyé à Berlin récupérer des documents subtilisés à un officier, Jacques repasse par Bruxelles, où se tient un meeting international auquel assiste Jaurès, qui veut soumettre la question de la guerre au Parlement français. Les papiers, remis à Meynestrel, prouvent indubitablement la complicité des états-majors allemand et autrichien, et la pression des partis bellicistes sur les deux empereurs : de quoi déclencher un scandale susceptible d'enrayer l'escalade. Mais le « Pilote », plus que jamais convaincu que de la guerre naîtra la révolution, en minimise l'importance. Jacques, qui survient alors qu'il allait se pendre, anéanti par le départ d'Alfreda avec Paterson, a un vague soupçon en reconnaissant dans la cheminée les documents consumés...
30-31 juillet. Jacques fait don de tout son héritage à l'Internationale, puis emmène Jenny de salles de rédaction en réunions, où elle détonne un peu. Il prend la parole à Montrouge pour démystifier les valeurs brandies par les États bourgeois dans leur défense des intérêts du capital et rappeler que le peuple en nombre est la force. Mais le désarroi gagne les militants : certains leaders, comme Gustave Hervé, ont déjà trahi la cause, d'autant que l'Allemagne a décrété l'état de siège. Nouvelle discussion chez Antoine — qui a rompu avec Anne et met de l'ordre dans ses papiers — sur la position ambiguë de l'Angleterre, et sur les devoirs du citoyen dont le gouvernement déclare une guerre qu'il réprouve : Antoine invoque le pacte social démocratique, Jacques réaffirme qu'il ne voit rien « qui puisse être pire pour un peuple que les maux de la guerre. Jenny et lui ont échangé leur premier baiser, et sont attablés au café du Croissant lorsque Jaurès est assassiné. La consternation est générale, mais les gens semblent s'être faits à la perspective de la guerre… Jenny et Jacques parviennent à s'endormir, chez elle, dans une chaste étreinte.
1er-2 août. Jacques est avec Jenny lorsque sonne le tocsin de la mobilisation générale. Désappointé par le fatalisme de la foule, effaré par les discours va-t-en-guerre de la presse contestataire elle-même, et par la récupération patriotarde de la figure de Jaurès, Jacques espère encore dans l'entrevue entre les représentants des socialistes allemands et français... qui s'engagent simplement à s'abstenir lors du vote des crédits de guerre. Ne reste-t-il donc plus qu'à tenter quelque chose depuis la Suisse ? Déboussolé — d'autant qu'Antoine réprouve son projet d'union avec Jenny —, Jacques rompt sa promesse à lui-même de ne pas toucher la jeune fille avant d'être à Genève : Mme de Fontanin, enfin rentrée de Vienne après un périple harassant, découvre leurs corps enlacés. Atterrée, elle échange des propos très durs avec sa fille, qui se drape dans son amour. Au milieu d'une cohue de soldats et de véhicules, Jacques a accompagné jusqu'à la gare Antoine, mobilisé le premier jour : les deux frères ont du mal à retenir leurs larmes. Prise de remords vis-à-vis de sa mère, Jenny renonce à prendre le train avec Jacques le soir même mais, quoique encore meurtrie dans sa chair, le suit à l'hôtel. Lui, en fait soulagé de partir seul pour agir, tourne autour de cette idée : « Si, brusquement, entre les deux armées, un éclair de conscience déchirait cette épaisseur de mensonge... ».

Affiche « Ordre de mobilisation générale » datée du 2 août 1914.

3-8 août. Jacques a trouvé : par avion, inonder les deux armées de tracts dénonçant la logique impérialiste et appelant les soldats à se mutiner, à fraterniser. Meynestrel, qui n'y croit pas mais y voit une issue à son propre désespoir, trouve un avion qu'il pilote. Jacques, apaisé à l'idée de quitter la vie dans un sacrifice généreux, travaille au texte, qui est imprimé clandestinement dans les deux langues : « Français ou Allemands, vous êtes des dupes ! [...] TOUS DEBOUT, DEMAIN, AU PREMIER RAYON DU SOLEIL !».
9-10 août. En Alsace, non loin du front, attente nocturne mêlée de mauvais rêves. L'avion s'envole au point du jour. D'abord grisé, Jacques s'inquiète des gestes bizarres de Meynestrel aux commandes, puis soudain, c'est la chute, vertigineuse : tout part en fumée dans un choc épouvantable. Jambes et mâchoire fracassées, langue sectionnée, Jacques est pris pour un espion allemand par des soldats français en pleine débandade après les premières offensives. Terrorisé, incapable de parler, brancardé sans ménagement de forêts en villages, il souffre le martyre, pleurant son lamentable échec. Pressés de fuir, les soldats finissent par l'abattre en le traitant de « fumier ».

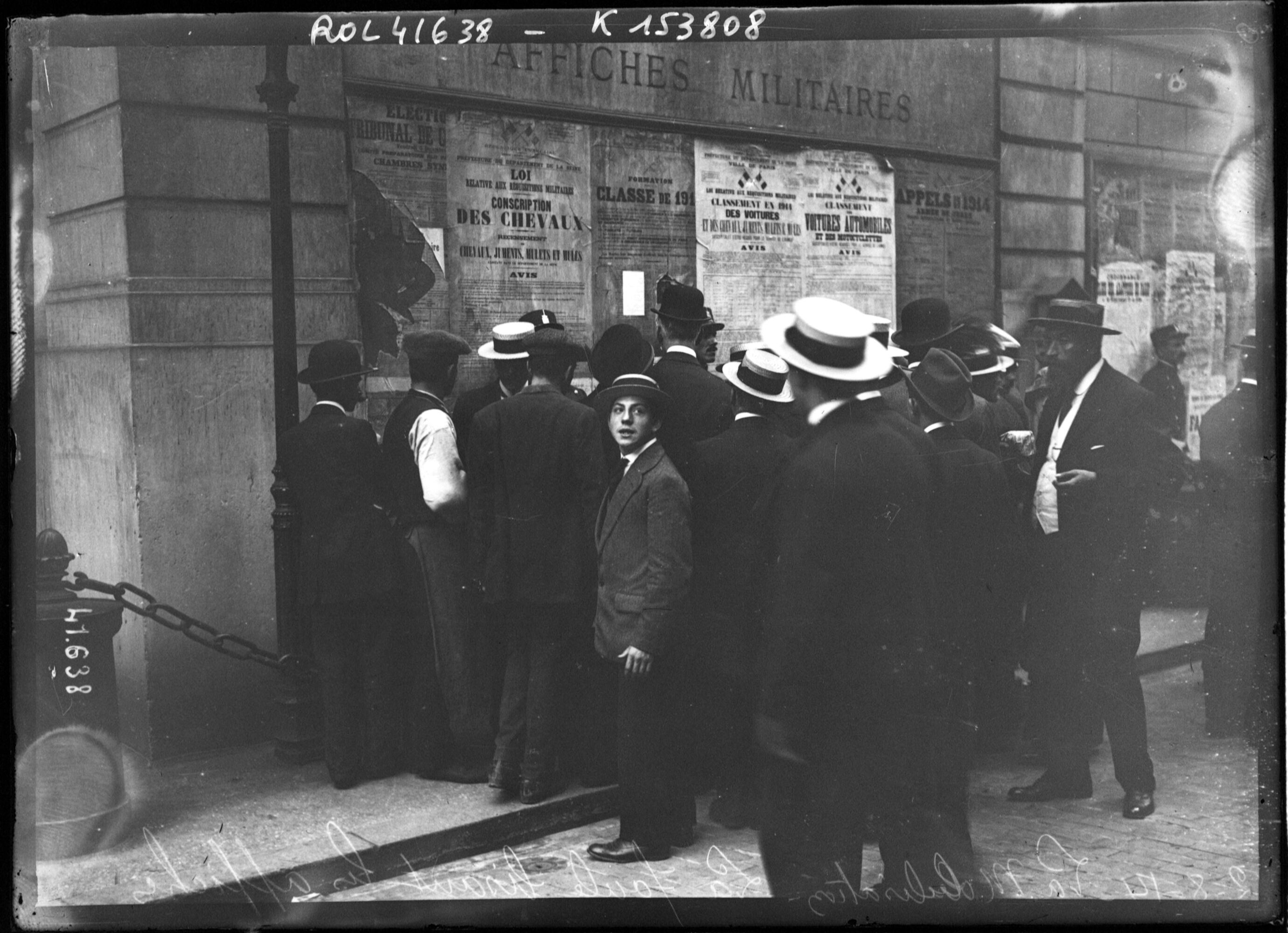
Lecture des affiches de mobilisation (2 août 14)
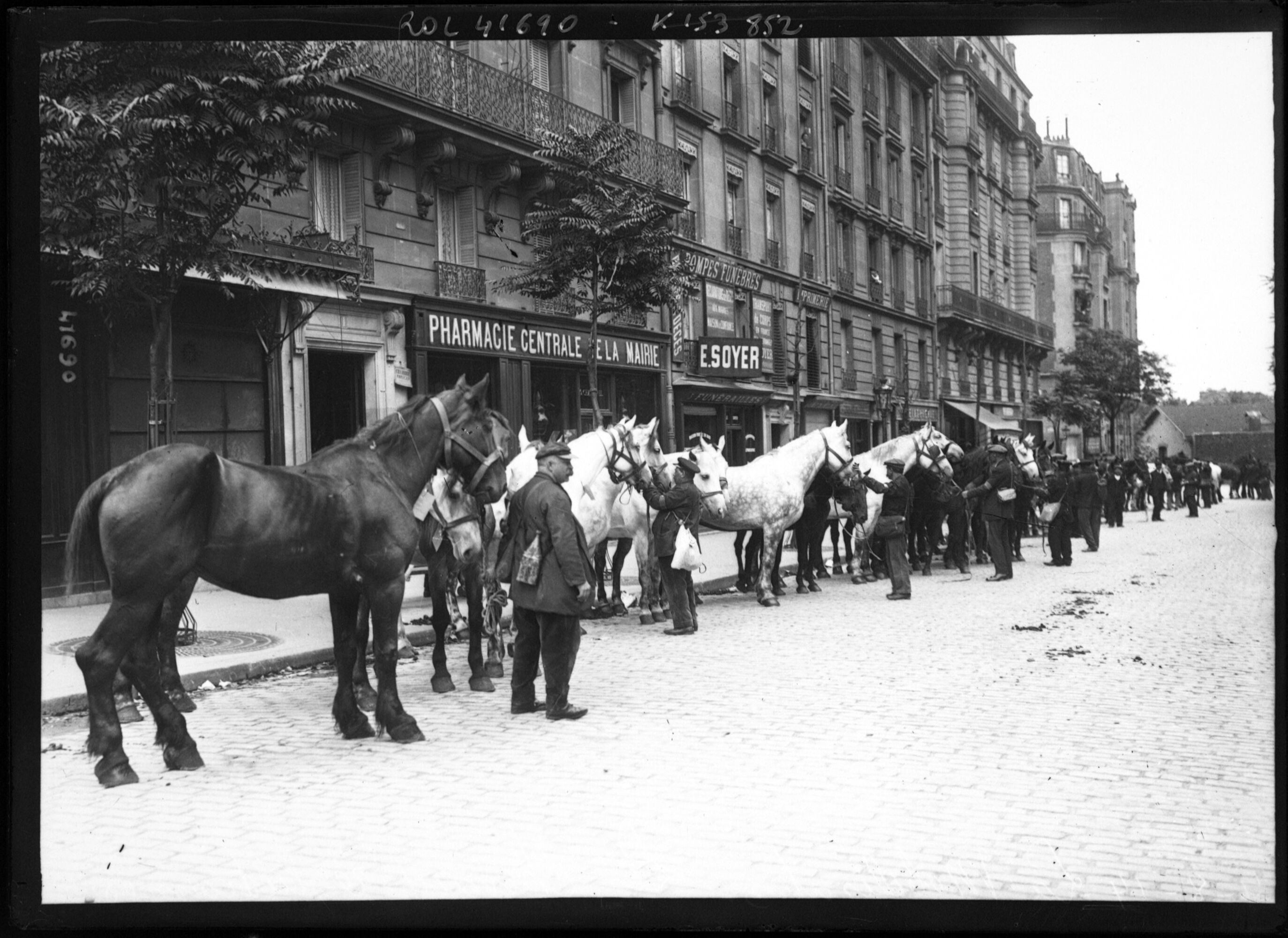
Réquisition des chevaux (4 août 14)
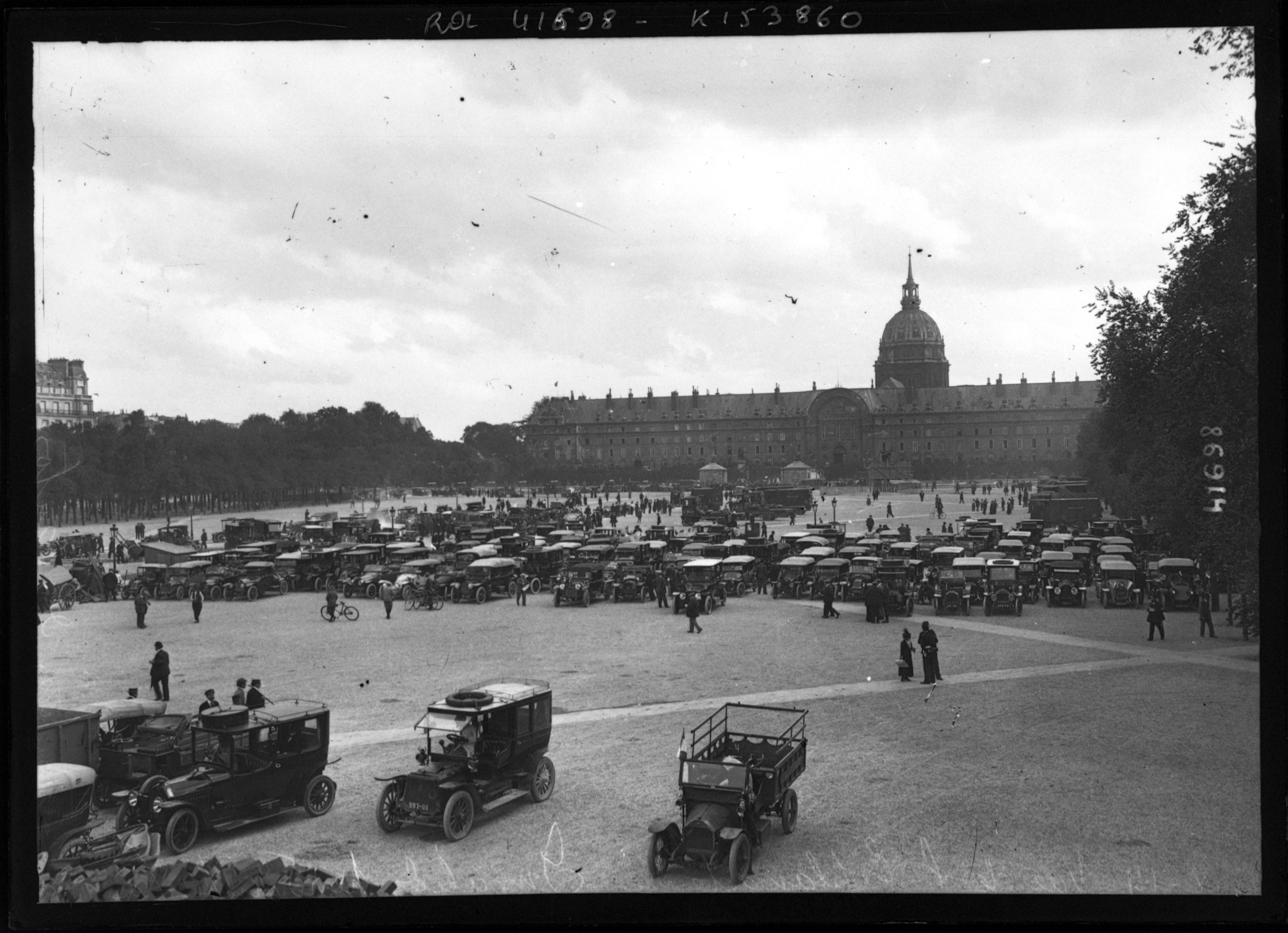
Réquisition des automobiles (5 août 14)
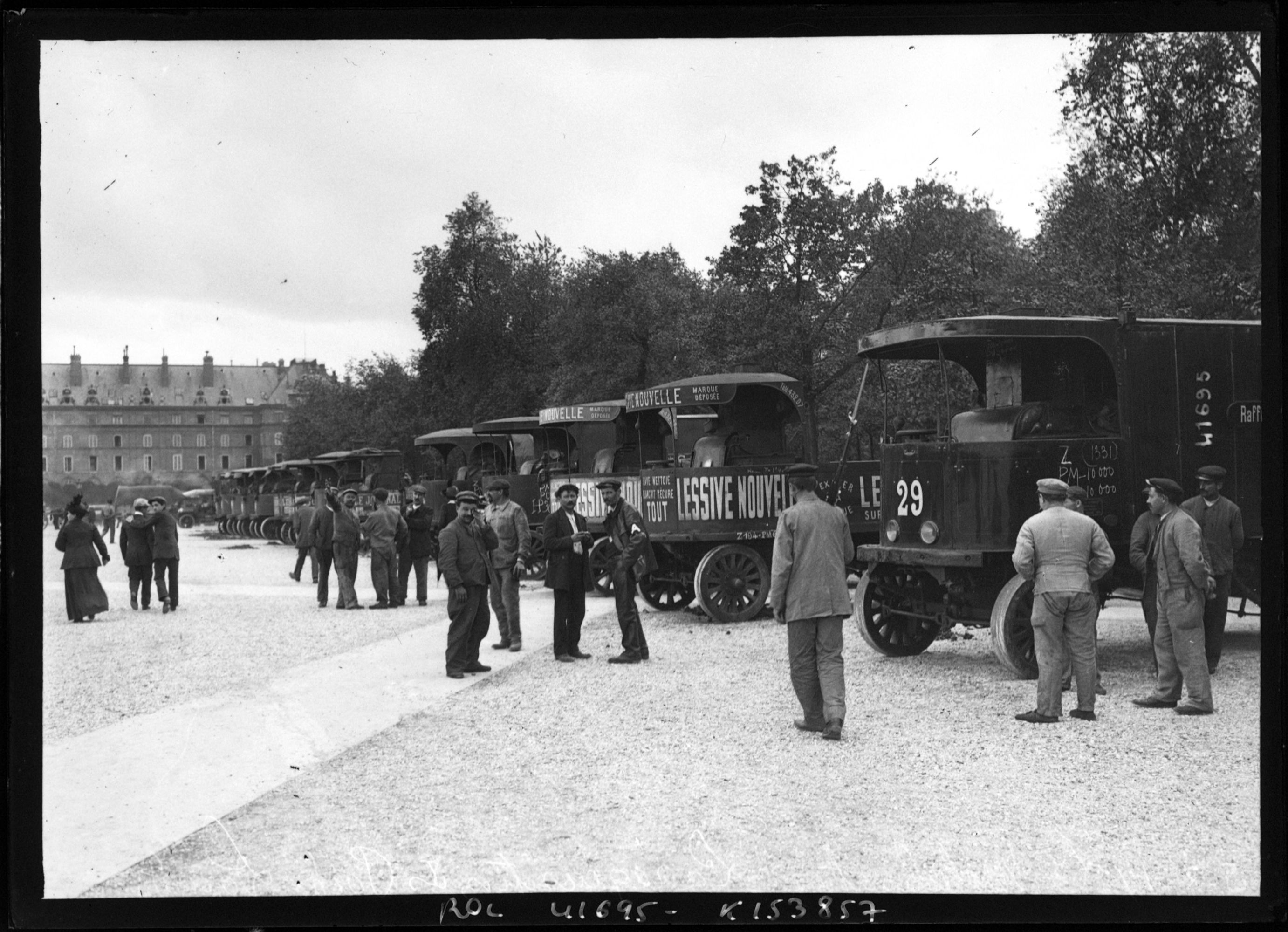
Réquisition des camions (5 août 14)
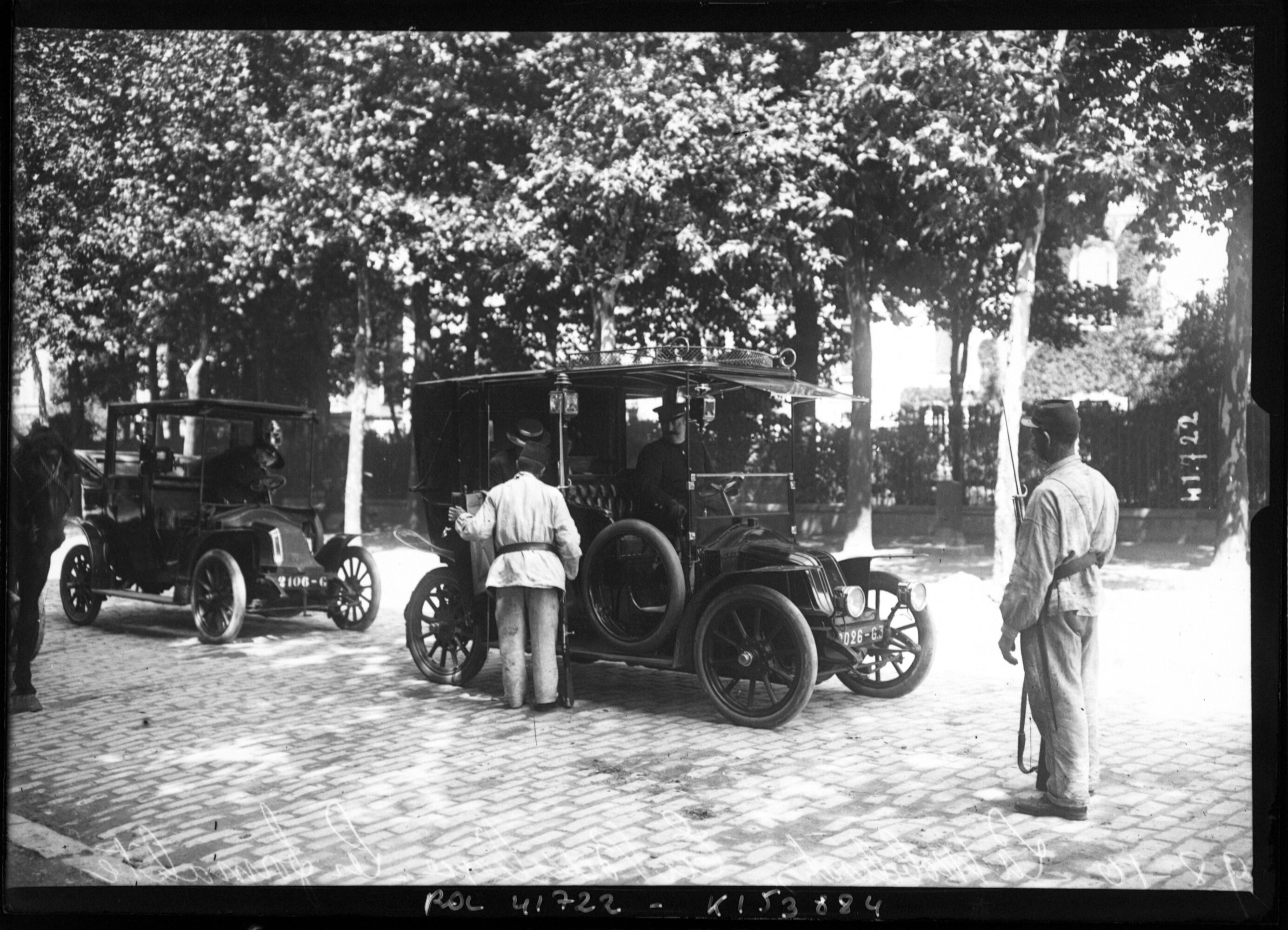
Contrôle d'identité des voyageurs (9 août 1914)
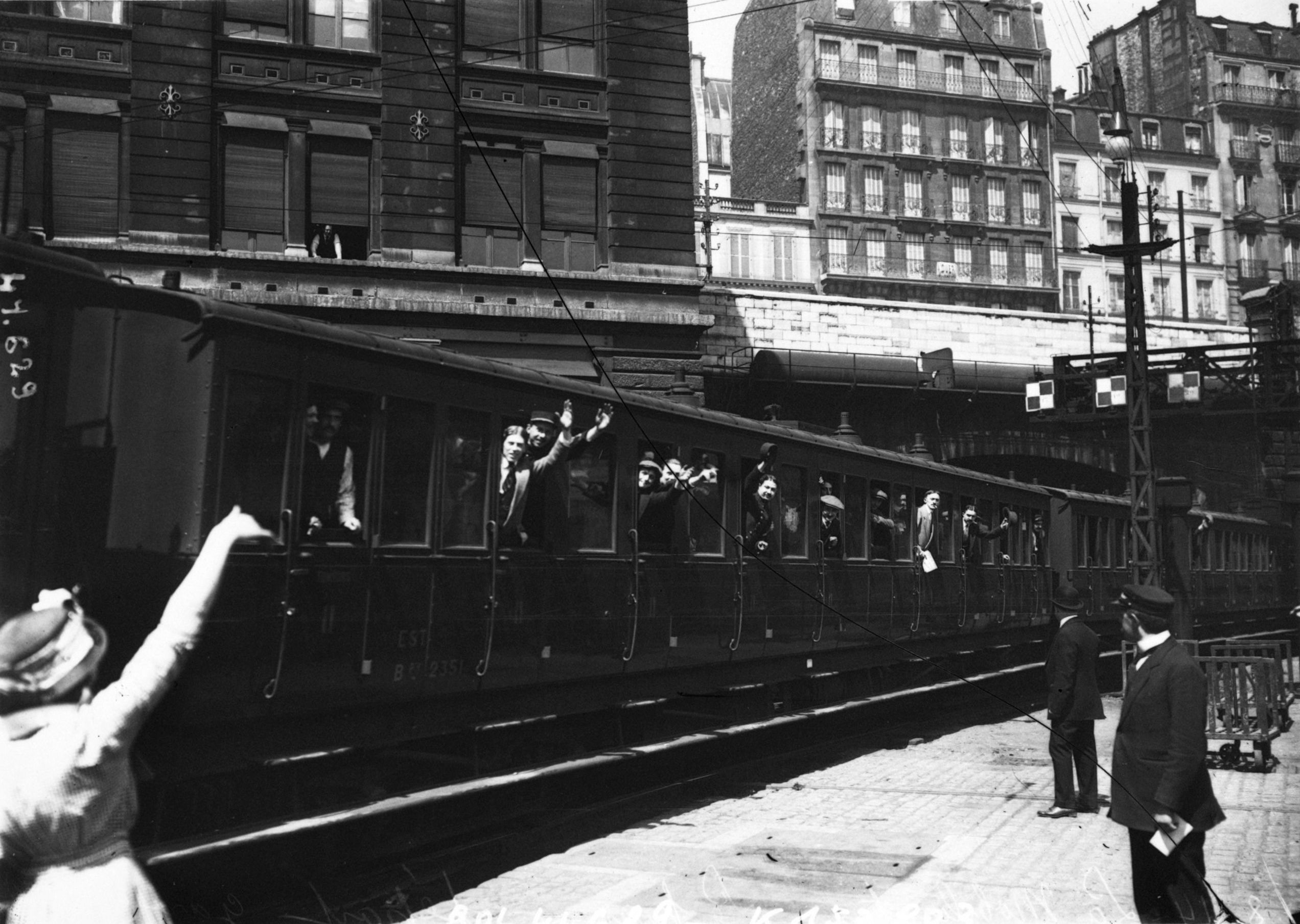
Premiers trains partant pour le front (août 1914)

### Épilogue

#### Aperçu
1918. Antoine, qui a été gazé, retrouve pour quelques jours à Maisons-Laffitte — où Mme de Fontanin a fondé un hôpital militaire — Gise toujours dévouée, Daniel diminué, Jenny élevant son fils Jean-Paul, l'enfant de Jacques... De retour à la clinique, il suivra de près les opérations des derniers mois de guerre et les propositions de paix du Président Wilson, mais aussi l'inexorable destruction de ses poumons, choisissant de mettre fin à ses jours. Centré sur l'introspection sans complaisance qu'inspirent à Antoine quatre années de guerre et l'approche de sa mort, ce tome fait le bilan de l'évolution qui a été celle de tous les personnages dans la tourmente de la Grande Guerre.

#### Résumé
Mai 1918. Antoine, gravement gazé à l'ypérite en novembre 17 et soigné à Grasse dans une clinique militaire, obtient une permission, malgré sa faiblesse et l'astreinte des soins, à l'occasion du décès de Mlle de Waize. Le luxe inutile de son logement et de son cabinet parisiens le frappe soudain : il réalise qu'avant guerre, l'argent et les mondanités l'avaient gâté, détourné de la vraie médecine. Un dîner avec Rumelles, qui défend la propagande de guerre et raille les vues du Président américain Wilson sur la nécessité d'une instance internationale pacificatrice, achève par ailleurs de le dégoûter de ceux qui restent embusqués alors que les autres tombent — Manuel Roy tué dès le début des hostilités, Battaincourt gravement invalide… Gise entraîne Antoine à Maisons-Laffitte, où Mme de Fontanin a installé un hôpital en réunissant leurs deux propriétés.

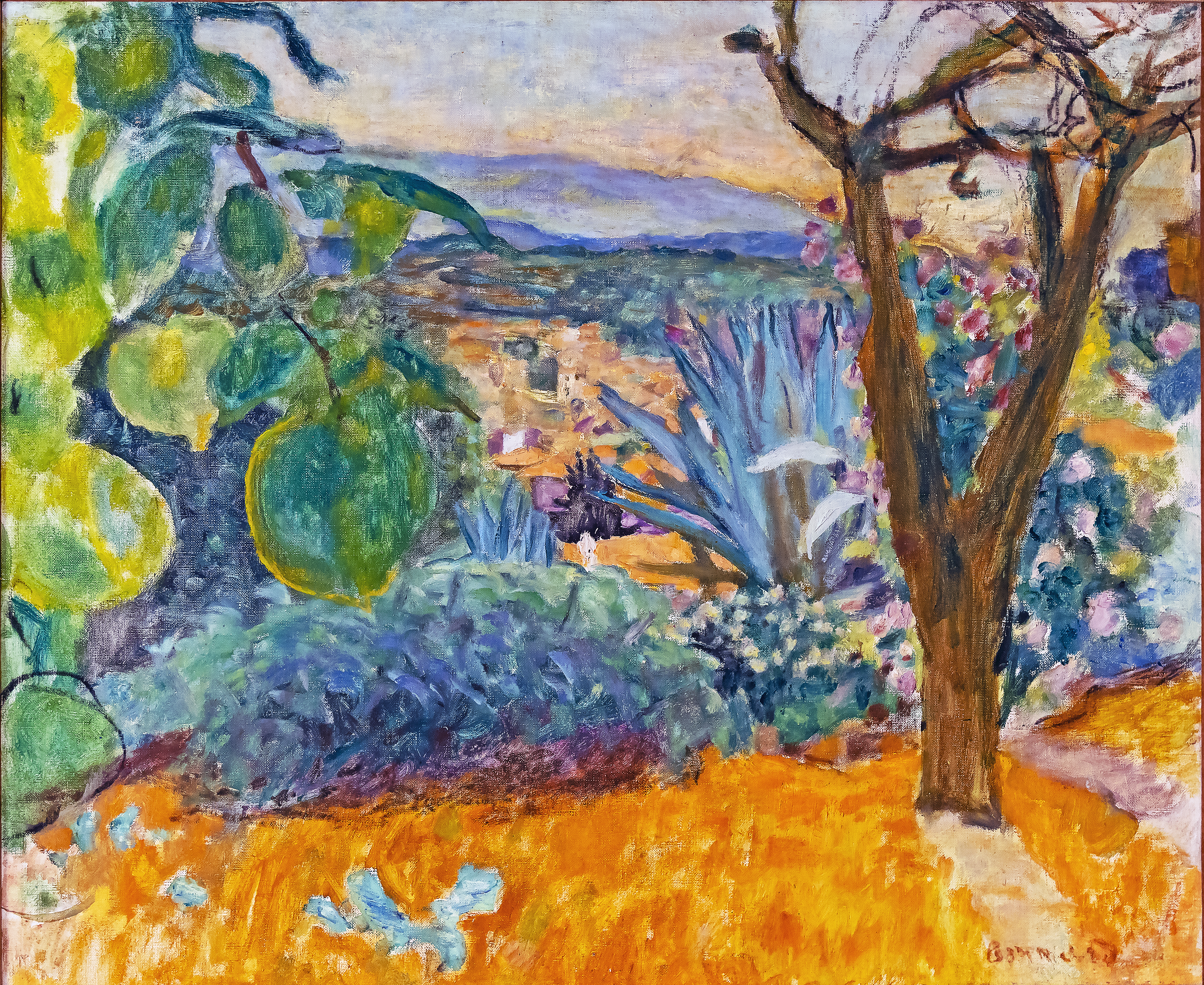
Bonnard, Le Cannet (1930). Antoine s'émeut devant les couleurs du jardin de la clinique et du paysage alentour.

La guerre a changé les lieux, mais surtout les êtres, dans un sens naguère impensable : Daniel, qui a perdu une jambe et — il ne l'avoue qu'à Antoine — sa virilité, se néglige et sombre dans une rancœur dépressive ; Thérèse de Fontanin, toujours pieuse mais aveuglée par le nationalisme, ne pense, secondée par sa nièce Nicole, qu'à guérir les soldats pour les renvoyer au front ; Jenny, plus ouverte et confiante qu'auparavant, élève avec fierté le petit Jean-Paul, le fils qu'elle a eu de Jacques, en se réclamant parfois naïvement des convictions de celui-ci ; quant à Gise, elle a reporté tout son amour pour Jacques sur Jenny et son enfant. Antoine, qui sent combien il eût été aujourd'hui plus proche de son frère, s'interroge sur ce que deviendra Jean-Paul, déjà câlin et indocile comme son père.
Avant de quitter Paris, Antoine lit sa condamnation dans un regard échappé au vieux docteur Philip… Au fond, il savait, ses traitements n'ayant permis depuis des mois que des semblants de progrès : mais il mettra quelque temps à sortir de sa prostration pour échanger avec Jenny des lettres franches et affectueuses. Il apprend aussi la mort sordide de Rachel d'un accès de fièvre jaune, trois ans plus tôt, seule dans un hôpital d'Afrique.
En plus des notes médicales sur son état, Antoine entame un journal, pour « exorciser les spectres » et laisser un testament spirituel à Jean-Paul, qu'il souhaiterait aussi voir hériter du reste de sa fortune — à défaut de son nom, puisque Jenny refuse obstinément, par fidélité à l'anticonformisme de Jacques, le mariage blanc qui légitimerait l'enfant. Antoine veut croire au monde sûr, sinon pur, que promet le Président Wilson si la démocratie, la paix économique et un organisme d'arbitrage unissent les États d'Europe ; il s'émerveille devant l'univers, philosophe sur le sens de la vie et l'origine de la conscience morale, incite son neveu à demeurer toujours lui-même, sans suivre les mots d'ordre ni craindre les erreurs ; enfin il regarde en face sa mort imminente, analysant avec lucidité son parcours de vie et son caractère, dépouillé désormais de tout masque social et mu par un nouvel élan fraternel vers les autres, ainsi que celui de Jacques, dont il enviait l'aptitude à se faire des amis — Antoine a-t-il, lui, seulement connu l'amour ?…
Plus discontinu à partir de septembre, où Antoine commence littéralement à cracher ses poumons et garde à portée de main des ampoules pour en finir, le journal s'achève le 18 novembre 1918 : « 37 ans, 4 mois, 9 jours. Plus simple qu'on ne croit. Jean-Paul ».

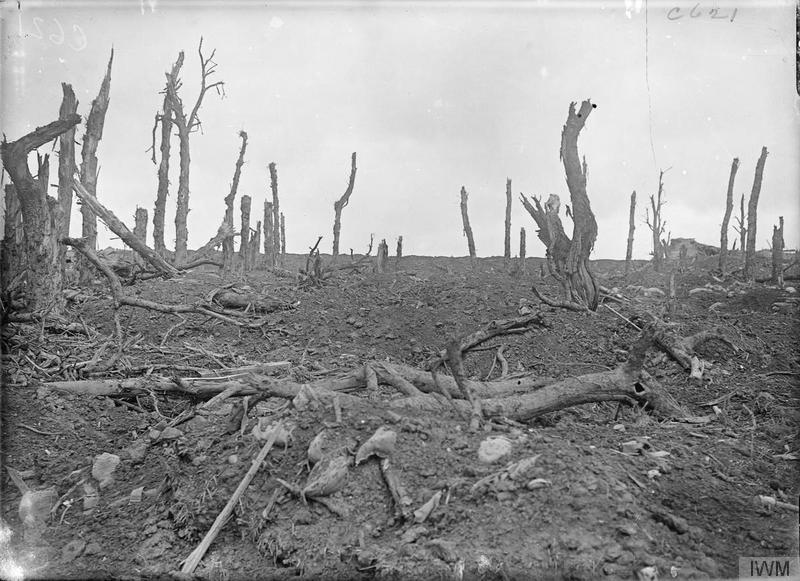
Champ ravagé – Jacques est mort pour rien
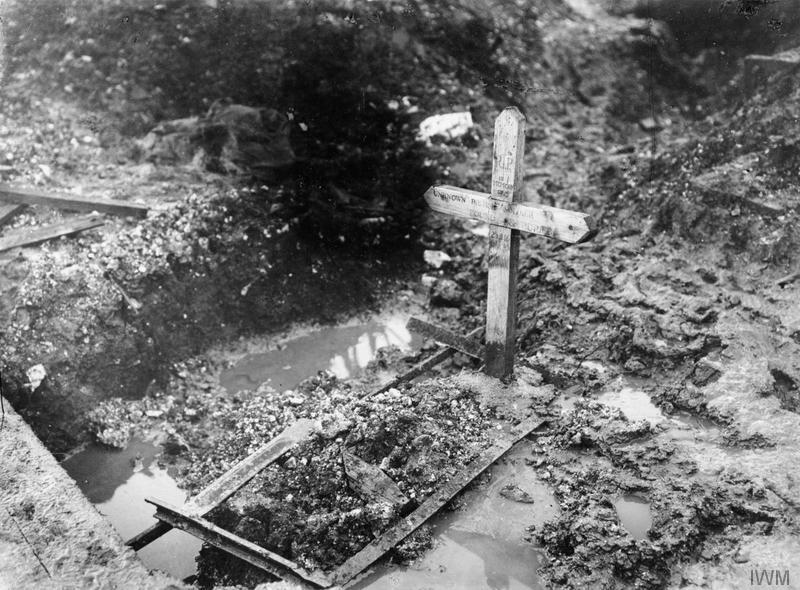
Tombe de fortune – Roy a été fauché dès 14
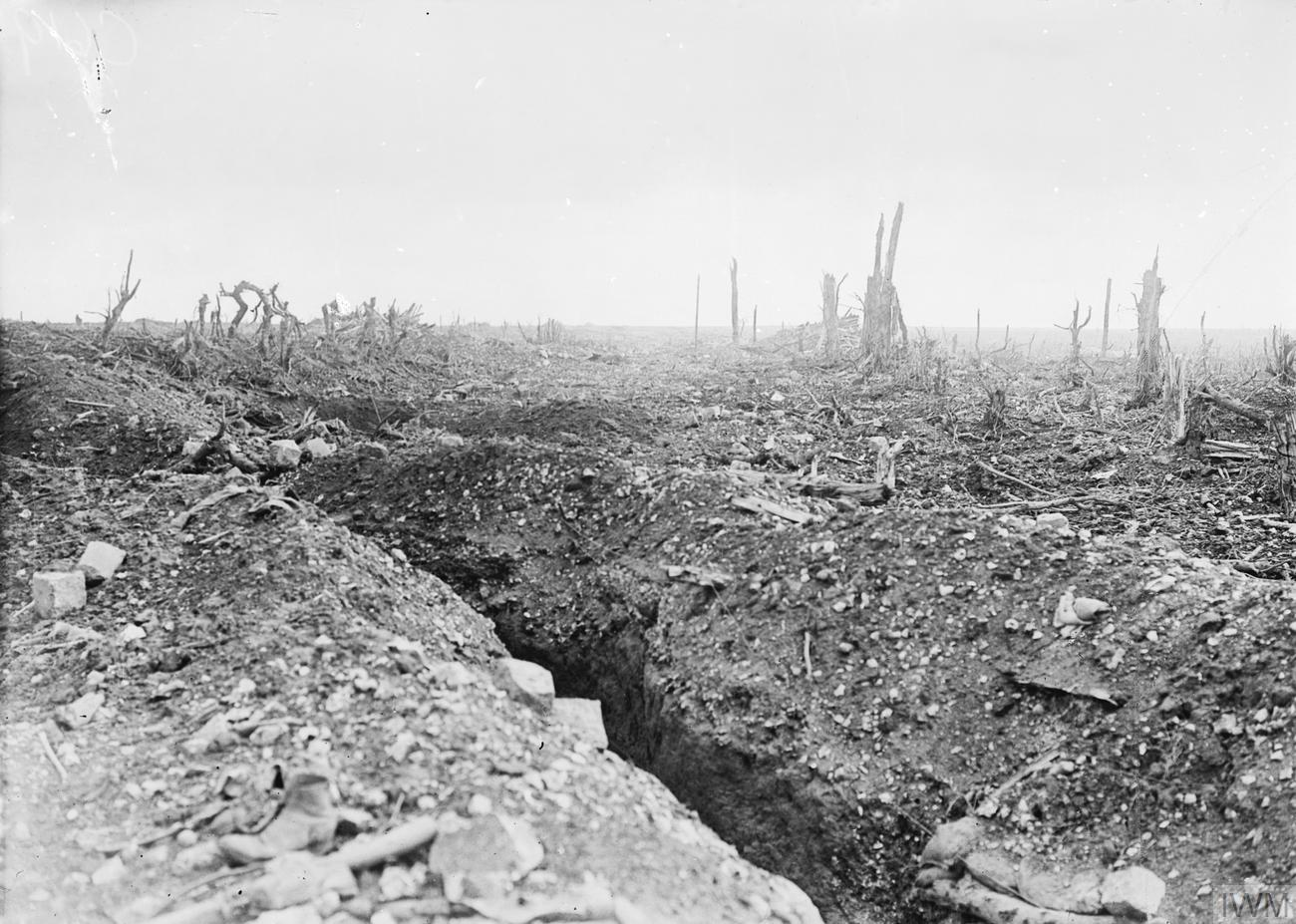
Restes de tranchée – Jousselin est prisonnier
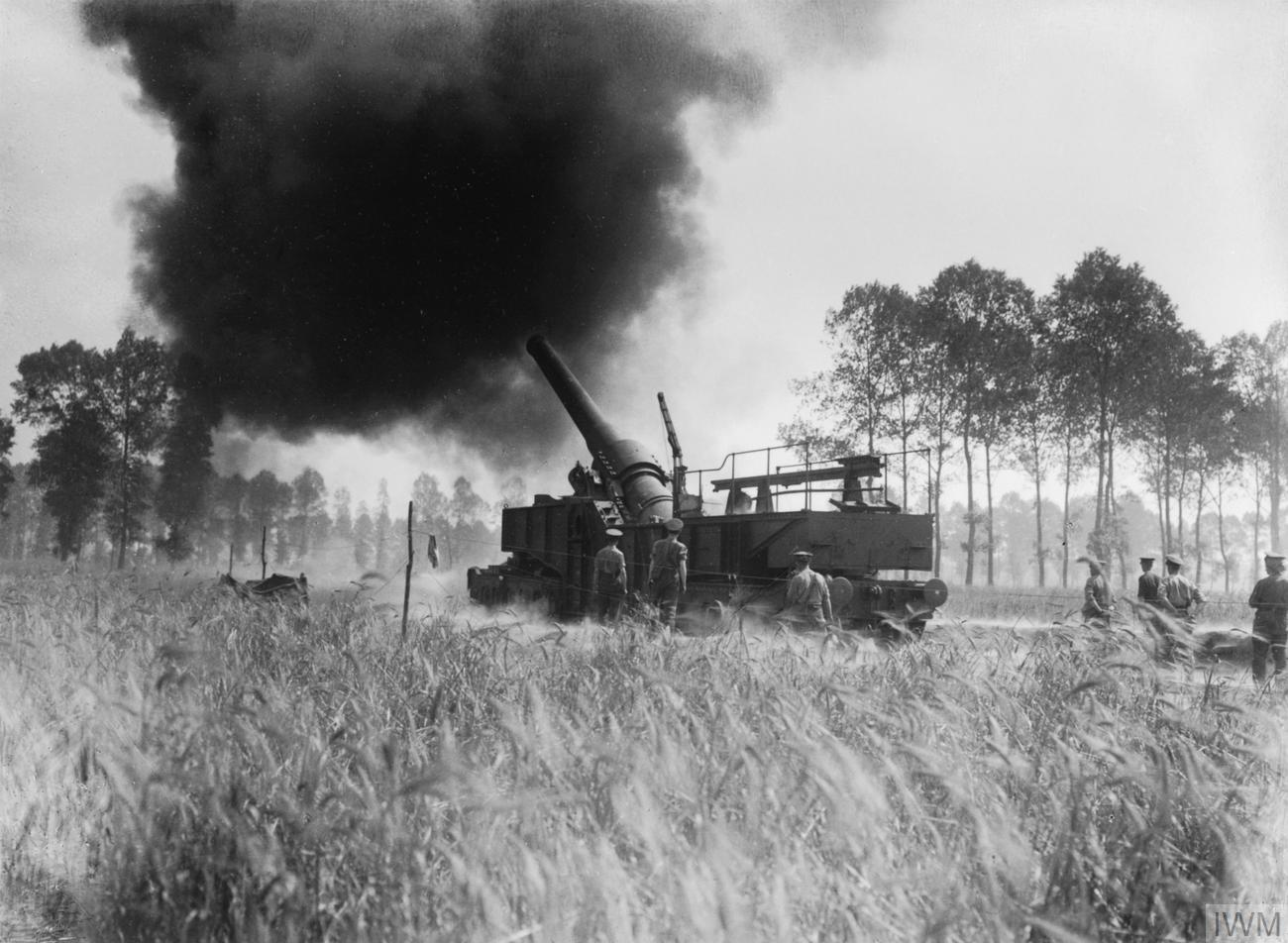
Canon sur rails – Studler est toujours au front
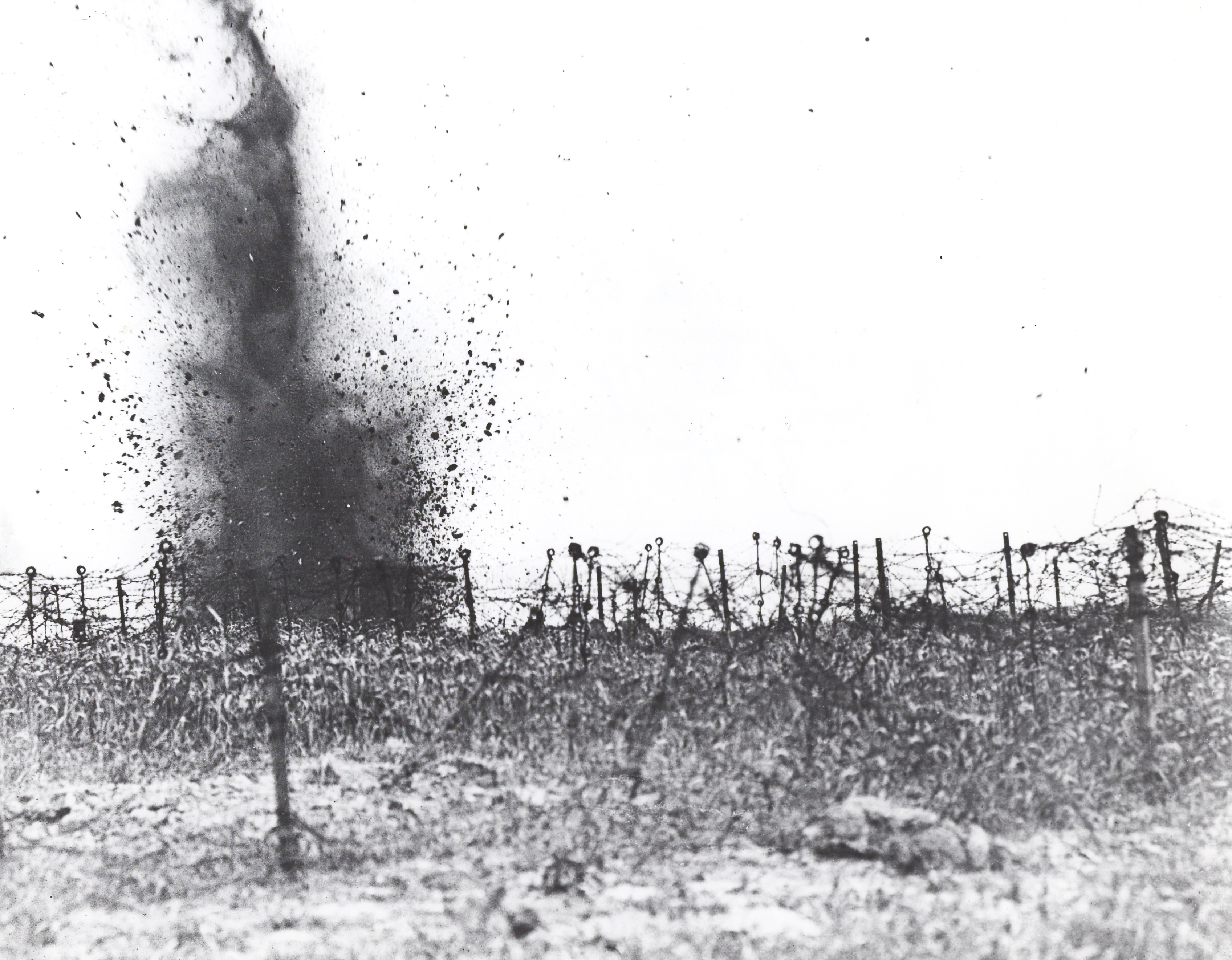
Tir de mortier – Daniel a dû être amputé
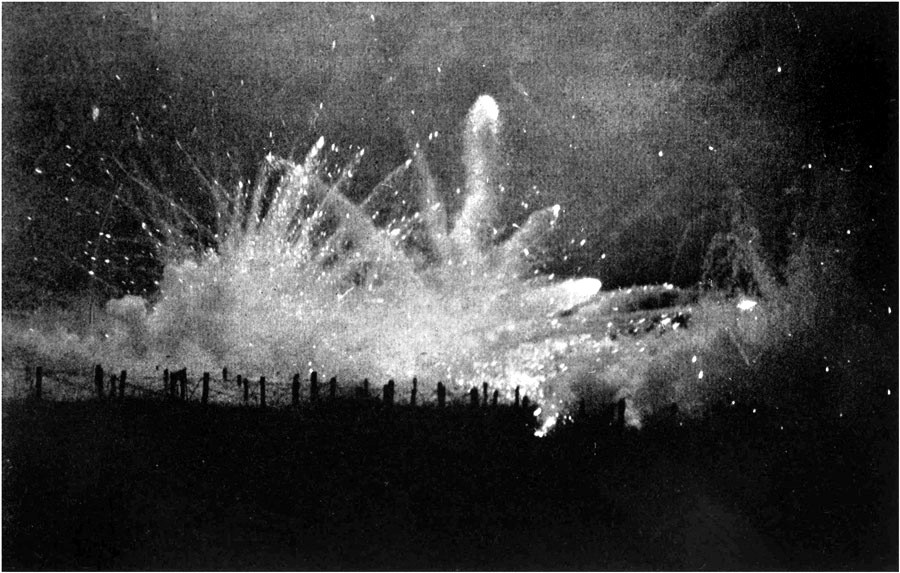
Tirs de barrage – Simon est aveugle et défiguré
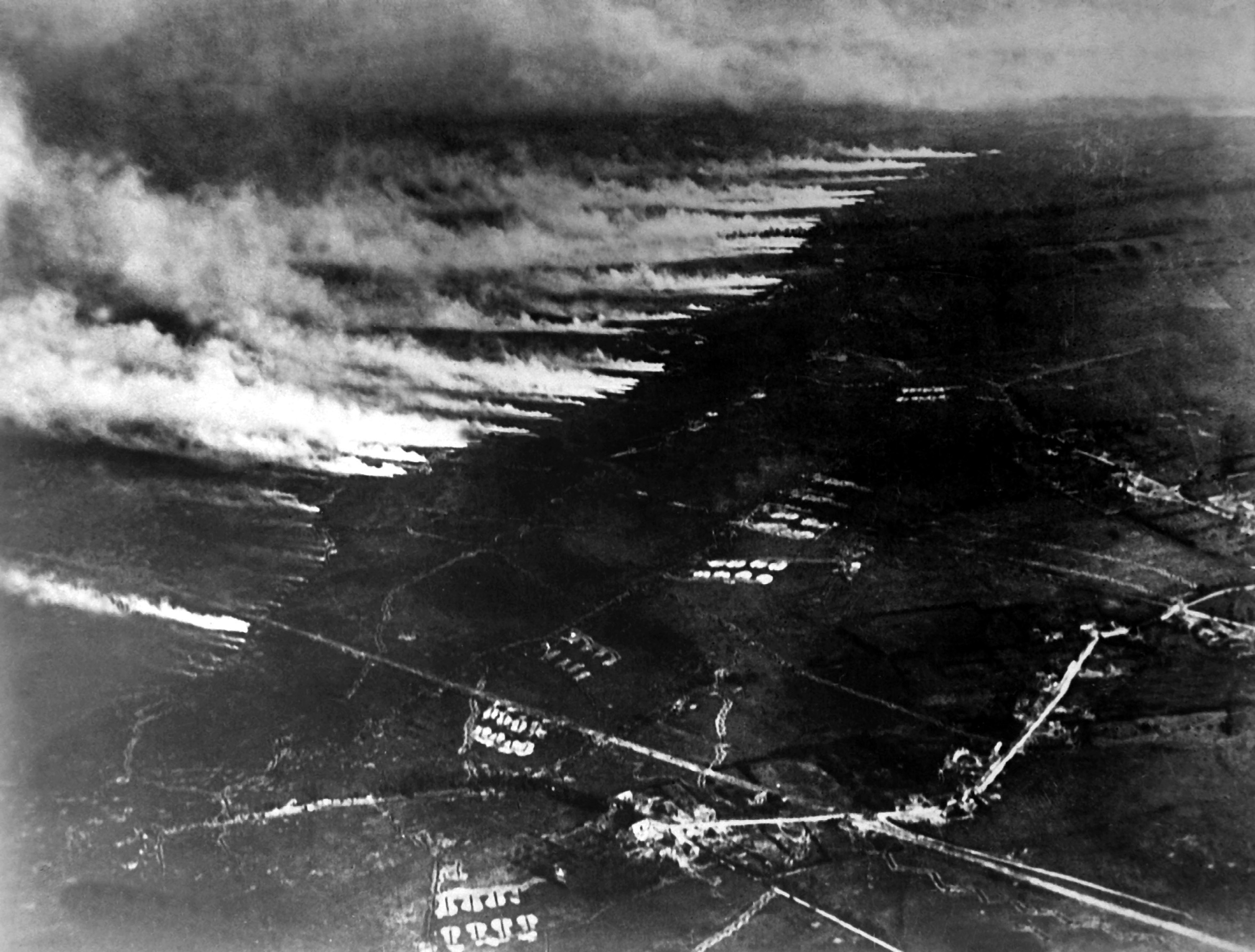
Attaque de gaz – Pour Antoine, c'est la fin

## Analyse des personnages

### Le petit monde d'Oscar Thibault

#### Le chef de famille
Né à Rouen vers 1850, Oscar-Marie Thibault a grandi près de l'usine textile paternelle avant d'aller « faire son droit » à Paris, puis d'épouser une femme plus jeune que lui. C'est l'archétype du notable soucieux de sa respectabilité, dont la fortune issue de l'industrie s'avère à sa mort considérable, mais dont l'influence, dans la France radicale d'avant 14, se cantonne surtout à la sphère morale et religieuse, même s'il sait user « de son argent pour faire triompher ses idées politiques », un certain modèle social en tout cas.

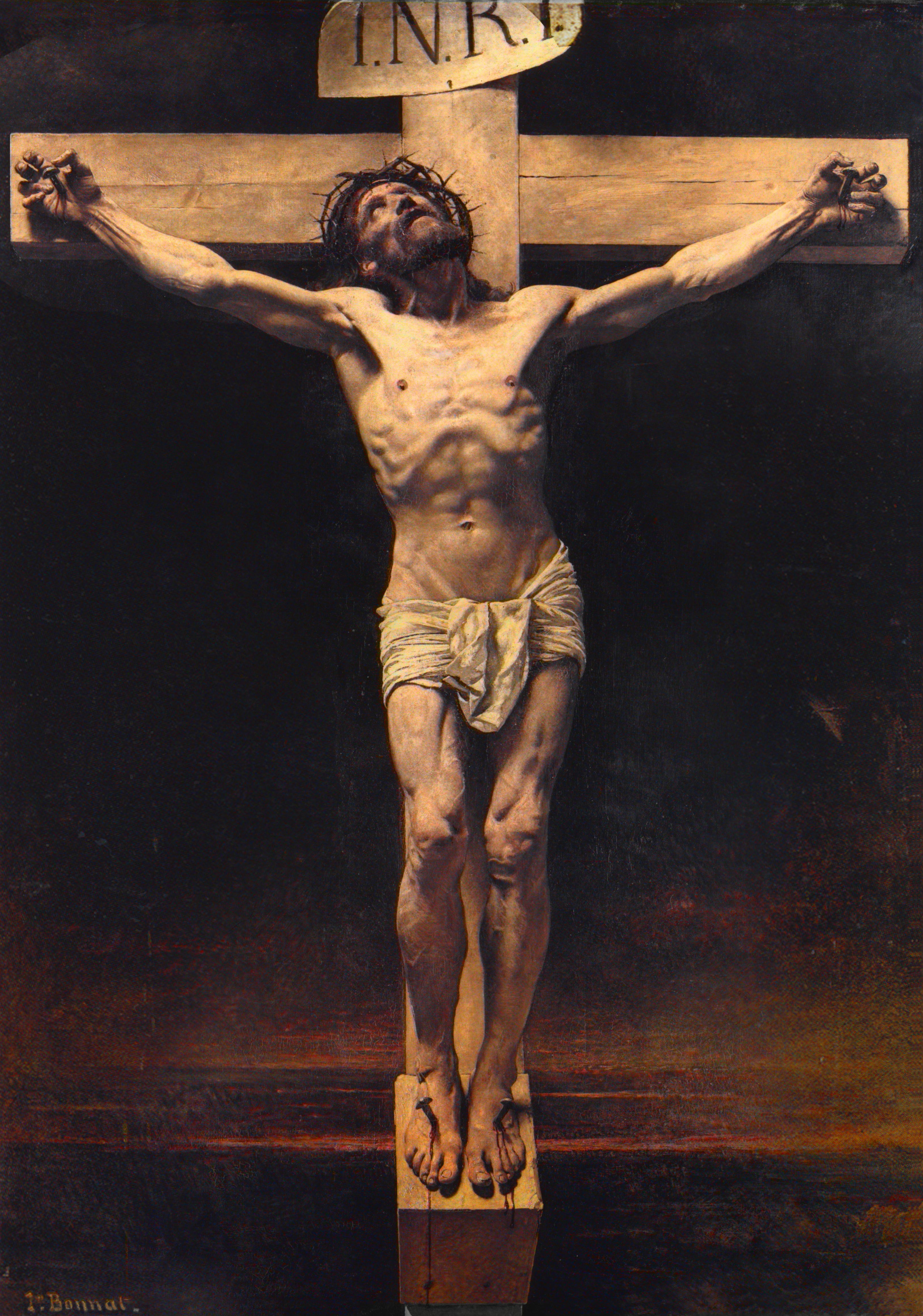
Une reproduction du Christ en croix de Bonnat (1874) orne le bureau de M. Thibault à Maisons-Laffitte.

Il figure dans l'annuaire du « Tout-Paris » comme « Chev. Lég. d'hon. - Ancien député de l'Eure. - Vice-Président de la Ligue morale de Puériculture. - Fondateur et Directeur de l'Œuvre de Préservation sociale. - Trésorier du Syndicat des œuvres catholiques du Diocèse de Paris ». Personnalité de la droite non monarchiste très liée au clergé, il incarne, un an avant la loi de séparation de l'Église et de l'État, un catholicisme conservateur, militant et intransigeant, obsessionnellement hostile aux protestants. Il se préoccupe du redressement moral de la jeunesse perdue et s'enorgueillit de son « institution religieuse au bord de l'Oise » (euphémisme pour le bagne de Crouy), qui a pourtant fait l'objet d'attaques dans la presse. Son désir de transmettre à ses fils le nom d'« Oscar-Thibault » pour qu'ils ne soient pas « confondus avec tous les Thibault de France » atteste son orgueil de « deux siècles de roture, dûment justifiée », d'un patrimoine soigneusement accru, en bref d'une dynastie bourgeoise enfin consacrée. Lors de ses obsèques défileront aussi bien le sous-préfet, le maire ou le commandant de la garnison de Compiègne, que l'envoyé de l'archevêque de Paris, les représentants des œuvres et ceux de l'Institut, dont les discours hagiographiques illustrent le poids social de M. Thibault... et la langue de bois des tenants de l'ordre moral.
Resté veuf malgré quelques tentations, Oscar Thibault, avec son allure massive, règne chez lui en despote, à la fois craint et révéré de tous — les domestiques, son secrétaire, Mademoiselle... Même Antoine hésite à l'affronter. Son éducation répressive dresse une barrière entre lui et ses fils, avec qui il ne s'autorise, par pudeur autant que par raideur, aucune effusion, tout au plus quelque compliment bourru (ainsi quand Jacques est admis à Normale). Si bien qu'Antoine sera surpris d'apprendre par son coiffeur qu'il parlait avec fierté et affection des « trois » enfants (dont il a gardé lettres et photos), puis de sentir à travers ses papiers un être de cœur et de chair. Plus encore que ses dispositions testamentaires, notamment celles de sa cérémonie mortuaire qui « confirme[nt] le bovarysme du personnage », les papiers intimes, « éclairant le côté sentimental du père, jette[nt] sur lui une lumière rétrospective qui altère la perception » qu'en a le lecteur. Fugitivement assailli par le doute, Oscar meurt sans remettre en cause ses certitudes éducatives, morales, religieuses, mais conscient d'avoir manqué quelque chose avec ses fils — Antoine, qui avoue ne pas l'aimer, et Jacques qui, paradoxalement, croit à sa bonté et respecte sa mémoire. L'aîné note en revenant à Maisons-Laffitte cinq ans après son décès : « Quelle emprise Père exerce encore sur nous tous !».
« Le père Thibault, pater familias à l'antique et pharisien moderne, symbolise toutes les hypocrisies d'un catholicisme de parade, résume René Garguilo. Ce n'est qu'après sa mort que ses fils découvriront qu'il cachait, sous son masque autoritaire, une véritable tendresse à leur égard ». Tout en lui reconnaissant de l'envergure, Antoine pense de son père qu'il « avait des œillères, [...] a traversé le monde sans en rien voir d'autre que ce qui bornait l'étroit sentier qu'il avait choisi », et que les principaux traits qu'il leur aura légués, dans quelque domaine que ce soit, sont la force et la volonté ; « Chez mon père, autorité, goût de domination... Chez Jacques, impétuosité, rébellion... Chez moi opiniâtreté... Et maintenant ? Cette force que ce petit a dans le sang, quelle forme va-t-elle prendre ? », se demande plus tard l'oncle de Jean-Paul. Car pour sa fortune, hormis l'immeuble de la rue de l'Université et la propriété de Maisons-Laffitte, elle ira pour moitié — ironie de l'Histoire — alimenter les caisses de l'Internationale, pour moitié fondre dans l'installation d'Antoine et dans les emprunts russes qu'il a contractés juste avant la guerre.

#### La maisonnée
Mlle de Waize, dite Mademoiselle, qui avoue soixante-huit ans en 1913, appartient à la même génération qu'Oscar. Issue d'une bonne famille désargentée, elle a passé sa vie au service des autres : au décès en couches de Mme Thibault, dont elle s'était occupée avant son mariage, elle est revenue élever Antoine, âgé de neuf ans, et Jacques, qui venait de naître et qu'elle aimera toujours profondément, sans toutefois comprendre ses révoltes, où elle voit l'œuvre du Malin. Très pieuse, elle éprouve pour M. Thibault une dévotion sans borne — d'autant qu'il a pris sa nièce à charge — tout en se fiant au sérieux d'Antoine. Gouvernante efficace dont on ignore le prénom, son rôle la voue à s'effacer du récit comme de la famille : Antoine a tout de même un peu honte de l'avoir laissée partir à « l'Asile de l'Âge mûr », où Gise se reproche pour sa part de ne pas lui avoir assez souvent rendu visite. Petites manies, coquetteries de vieille fille, peur panique des maladies, silhouette qu'on voit au fil des ans se courber jusqu'à ce que, cassée en deux, Mademoiselle ne puisse plus voir que les jambes des gens : les aspects ridicules de ce personnage de bigote effarouchée, produit d'un catholicisme pudibond, sont contrebalancés par sa profonde bonté et sa gaieté juvénile.

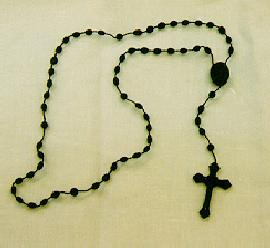
« Gise ? Elle a son chapelet ! Ça occupe ses doigts, ça l'aide à ne pas penser ! », dira Jenny avec un rien d'envie.

Gise (Gisèle de Waize) est née en 1894 de l'union du Commandant de Waize, frère de Mademoiselle, avec une métisse malgache. Très tôt orpheline, elle apporte sa gentillesse et sa joie de vivre chez les Thibault, où elle reçoit une éducation bourgeoise aux côtés de son « Jacquot », qu'elle aime par la suite d'un amour transi et obstiné. Passagèrement désirée par lui — sans compter Antoine qui l'aurait bien vue en femme de médecin —, elle ne veut pas croire à sa mort et s'insinue d'abord par calcul dans l'intimité de Jenny et de son fils. Puis elle s'attache à la mère et, follement, à l'enfant, partageant leur vie, leur chambre où trône le portrait de Jacques : « Nigrette » est devenue « tante Gi », moins prude mais aussi pieuse et dévouée que Mademoiselle. Plus encore que sur le teint basané ou les cheveux « un rien crêpelés » de la jeune fille, le texte insiste sur « ses beaux yeux de chien fidèle » ainsi que sur son caractère enjoué, peu apte à l'abstraction, et parfois dissimulé. Ces clichés sur la forme d'intelligence et la soumission des peuples colonisés traduisent l'état d'esprit encore paternaliste de personnages comme Jenny, gênée elle-même de voir en son amie une « esclave-née », ou Antoine, qui songe à l’« instinctive duplicité de ces noirs dont un peu de sang coulait dans [les] veines » de Gise.
Monsieur Chasles, secrétaire d'Oscar, est « un nain à poil gris et à lunettes » plutôt cocasse. Effacé mais ne tenant pas en place, il se contente généralement de proférer des truismes ou de répéter les derniers mots de celui qui parle ; à moins que, rongé de scrupules absurdes ou suivant une pensée sans rapport avec la situation, il ne tienne des propos sibyllins : « dès qu'on est avec cet animal-là, on a l'impression d'être devenu idiot », pense Antoine lors d'une conversation surréaliste avec lui. Jules Chasles, apparemment peu troublé par la guerre, se recyclera dans le négoce d'inventions saugrenues. Mais son intervention sur l'enfant accidentée change le regard d'Antoine : cet homme tyrannisé par sa mère et par leur bonne, dont Dédette est la nièce, s'est pris d'affection pour celle-ci et l'élève comme sa fille. Le secret du vieux garçon ouvre une perspective sur ce qui peut se cacher derrière l'être social.
Clotilde, Adrienne et a fortiori les autres domestiques de la maison sont de simples figurants dans le récit ; seul Léon prend plus de relief en passant au service exclusif d'Antoine, comme valet discret et secrétaire médical avisé.

#### Gens d'église
L'abbé Binot, de l'institution où Jacques prend ses repas et va en étude, personnifie un système éducatif basé sur le soupçon et le contrôle, un catholicisme monolithique, l'absence d'ouverture. L'abbé Vécard en revanche, secrétaire de Mgr l'Archevêque et directeur de conscience de M. Thibault, paraît d'emblée plus pondéré, tolérant et psychologue : « Avec Jacques il agissait toujours prudemment. Il éprouvait pour cette brebis égarée une dilection particulière, mêlée de curiosité et d'estime ; il avait bien distingué quelles forces gisaient là ». Sans s'être opposé à l'internement du garçon au pénitencier, il intercède pour que son père l'en sorte. Sa discussion métaphysique avec Antoine prouve sa bienveillance, sa hauteur de vue, sa foi sincère. Ces deux abbés forment une sorte de diptyque auquel s'ajoute la sèche Sœur Céline, qui soigne M. Thibault, et à qui Antoine doit cacher son geste euthanasique.

### Les cercles d'Antoine

#### Le Docteur Antoine Thibault
Né en 1881, Antoine est l'antithèse de son cadet : sérieux, travailleur, s'accommodant de l'ordre social, il jouit de l'estime paternelle. Forte mâchoire, bouche sinueuse sous la barbe, regard profond, son visage exprime l'assurance et l'énergie. En tant que médecin en particulier, il se complaît à imaginer l'admiration que les autres lui portent. Jenny le tiendra longtemps pour « une espèce de brute vaniteuse ».
Interne dans un service de pédiatrie renommé puis chef de clinique aux Enfants malades tout en gardant sa clientèle privée, Antoine, sans doute inspiré à Martin du Gard par plusieurs sommités médicales, appartient à l'élite des médecins, en ces années 1900 où beaucoup vivotaient. Vouant sa fortune à sa passion, il réalise ses rêves de grandeur en vue de recherches que la guerre tuera dans l'œuf, et dont lui apparaîtra alors la vacuité : bureaux pour lui et ses trois adjoints, bibliothèque, salles d'archives et d'opération, laboratoire d'analyses, animalerie même, étaient venus compléter le cabinet et le salon d'attente. « Un gosse de riche qui montre ses joujoux » avec « la vanité aristocratique du bourgeois », pense Jacques. Antoine posait chez lui au Patron — c'est d'ailleurs ainsi que l'appelaient ses « collaborateurs » —, dont il comptait sans se l'avouer s'approprier les découvertes. À la fin, plus modestement, il espère que ses observations sur sa propre maladie seront utiles au corps médical.

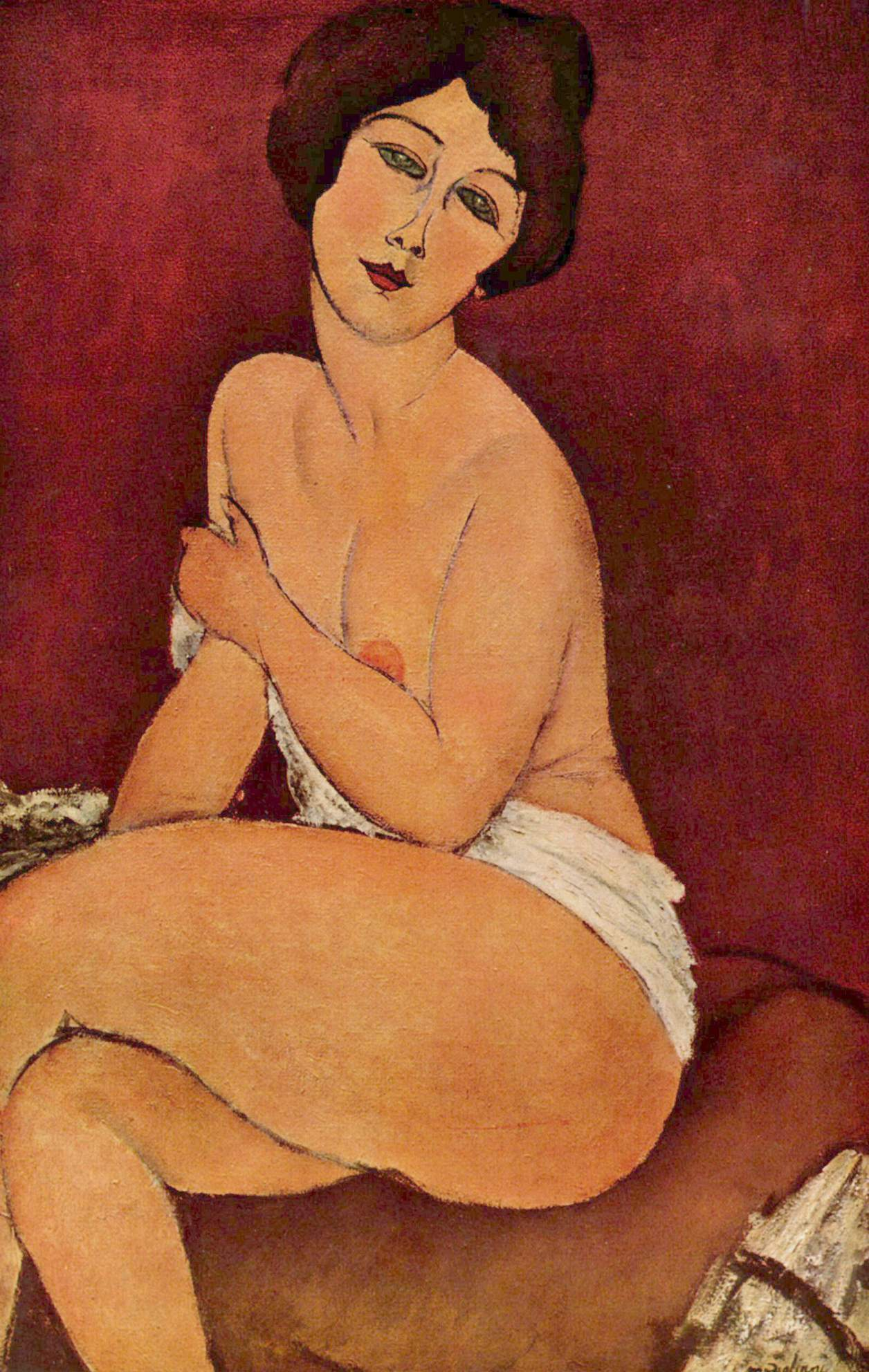
Un nu de Modigliani (1918). « Si j'étais peintre...», murmure Antoine à Rachel nue.

« Antoine semble avoir été adulte avant d'avoir été jeune » : prisonnier des attentes d'un père à la fois modèle et rival, esprit positif qui respecte les convenances tout en se rêvant amoral, il est en fait aliéné à ses ambitions professionnelles et à son rôle de second dans la famille. Obsédé par sa « mission » de médecin, persuadé qu'en étant dans l'action on est dans le vrai, il pense que chacun ne doit agir que dans son domaine. Aussi se désintéresse-t-il de la politique, accordant une confiance naïve aux gouvernants, spécialistes de la politique, et n'étant pas loin de considérer son frère qui essaie de le dessiller comme un incompétent puéril. C'est volontairement aussi qu'il a chassé l'amour de sa vie, s'autorisant quelques liaisons tarifées ou ancillaires dans l'attente vague d'un mariage bourgeois. Mais sa rencontre avec la voluptueuse Rachel le confronte à une triple altérité : sociale (jamais il ne songe à l'épouser), raciale (sa judéité est pour lui exotique), psychologique (elle a les mœurs libres et un passé sulfureux). Inversant les rôles, la jeune femme est l'agent de sa transformation profonde : c'est lui le novice qui grâce à elle se laisse aller à la fantaisie, éprouve des sensations nouvelles. Antoine se réjouit d'ailleurs de cette métamorphose : « il était changé moralement : comme assoupli ; à la fois mûri et cependant plus jeune ». Sa barbe était le signe du masque social viril qui avait fini par l'étouffer et que son amante fait tomber, révélant son être véritable : « un coup de rasoir a tué le vieil homme en lui [...] Rachel l'a donc rendu à lui-même et à sa jeunesse », lui dévoilant « ce qui seul est valable dans sa propre nature : sa générosité personnelle, sa vitalité et le pouvoir d'admirer ».
Si l'irruption de Rachel dans sa vie est le premier choc qui conduit Antoine à remettre en cause certaines valeurs, le second est, plus que la guerre elle-même, la maladie — « les meilleures conditions pour bien se comprendre et comprendre l'homme seraient d'avoir été malade et de récupérer la santé », estime-t-il. Son honnêteté, sa lucidité vis-à-vis de ses propres défauts et naïvetés sont proportionnelles à ses aveuglements antérieurs : il analyse ses limites avec sévérité, se met à nu dans son journal, notant même ses rêves pour y réfléchir. En tout il se pose désormais plus de questions qu'il ne cherche de réponses définitives : « Si je devais "revivre", je voudrais que ce soit sous le signe du doute », écrit-il en août dans son Journal. Réalisant qu'il aurait été maintenant beaucoup plus proche de Jacques, c'est lui qu'il donne en modèle à Jean-Paul. Non qu'il comprenne ce qui demeure pour lui la « contradiction fondamentale » de son frère : avoir pu « militer pour la révolution sociale », c'est-à-dire « soutenir la pire violence, [celle] des doctrinaires », tout en étant authentiquement non-violent ; mais du moins, s'il n'admet toujours pas la révolte, il ne condamne plus le refus. Les positions modérées d'Antoine, ses interrogations sur le monde et les êtres, son acceptation du destin des hommes ordinaires, le rapprochent de son auteur — dont il partage la date de naissance et qui avouait le préférer à Jacques. « C'est à lui que l'écrivain confie la représentation de ses principes pratiques et moraux », c'est lui qui incarne le mieux cet idéal humaniste dans lequel Albert Camus, pour qui il était le personnage-clé, voyait le message essentiel du roman.

#### Ses patients
Certains souffrent de maux bénins rappelant « l'humble ordinaire de la pratique », comme l'abcès de Loulou, preuve qu'Antoine, qui les aide, lui et son titi parisien de frère, était capable d'une médecine « sociale ». Les cas difficiles montrent qu'il a « le sens clinique des grands médecins du XIXe siècle ». Ainsi Huguette, écrasée par une mère déficiente et par le mal de Pott, deviendra après des années dans le plâtre (choyée par son beau-père) une jeune fille en pleine santé. La blennoragie du diplomate Rumelles, personnage fat sous sa crinière léonine, symboliserait la pourriture de la classe politique si, nécessitant des piqûres journalières, elle ne servait d'abord à mettre Antoine dans la confidence des tractations de juillet 14 entre le gouvernement français et les chancelleries étrangères. La mastoïdite incurable de la fillette Héquet introduit quant à elle le lieu commun de l'impuissance médicale face à l'agonie d'un enfant. En revanche, la « ligature fémorale dans le canal de Hunter » que réussit sur Dédette, dans des conditions acrobatiques, un Antoine galvanisé par la présence d'un public admiratif (Rachel, le praticien de quartier qui l'appelle « maître ») révèle son génie chirurgical dans une sorte d'« épiphanie héroïque » — faisant de La Belle Saison, « dernière pause avant le glissement vers la guerre », comme un « médaillon » dans sa carrière.

#### Ses confrères
Déterminisme ou incapacité à se faire des amis, Antoine ne fréquente guère que des médecins : anciens condisciples, tels le chirurgien Héquet ou Thérivier qui suit le cancer d'Oscar ; médecins militaires qui le traitent en confrère autant qu'en malade — notamment Bardot, qu'anime la même passion pour le métier. À Paris le Docteur Thibault s'était entouré d'Isaac Studler, dont il appréciait « l'esprit de méthode, la probité intellectuelle et la force de travail », de Manuel Roy, jeune externe remarqué à l'hôpital, et de René Jousselin, chimiste habile. Leurs points de vue sur la guerre complètent ceux des Thibault : Roy, nationaliste d'extrême droite, y voit un sport, terreau naturel de toute vertu virile, et l'occasion de vider la querelle avec l'Allemagne ; Jousselin penche du côté de Studler, fiévreux sympathisant socialiste qui ira faire son devoir la mort dans l'âme et la rage au cœur, sachant à quelles rivalités impérialistes on va sacrifier les peuples. Quant au Professeur Philip, flottant dans sa jaquette avec sa barbiche de chèvre et ses yeux narquois, et balayant d'un « c'est une vue de l'esprit ! » les théories qu'il trouve stupides, c'est « le sage du roman », selon le mot de Maurice Rieuneau. Il est convaincu que toute guerre est déclenchée par la peur que chacun a de l'autre, et ne résout jamais aucun problème. Jugeant vains les efforts diplomatiques, il ne croit pourtant pas que ce conflit sera bref, et prévoit qu'il débouchera sur un simple sursis, non sur la paix. Ce rôle de « prophète », sa conscience politique, son scepticisme philosophique et son rejet des préjugés en font d'après Jochen Schlobach un double de Roger Martin du Gard.

#### Ses maîtresses

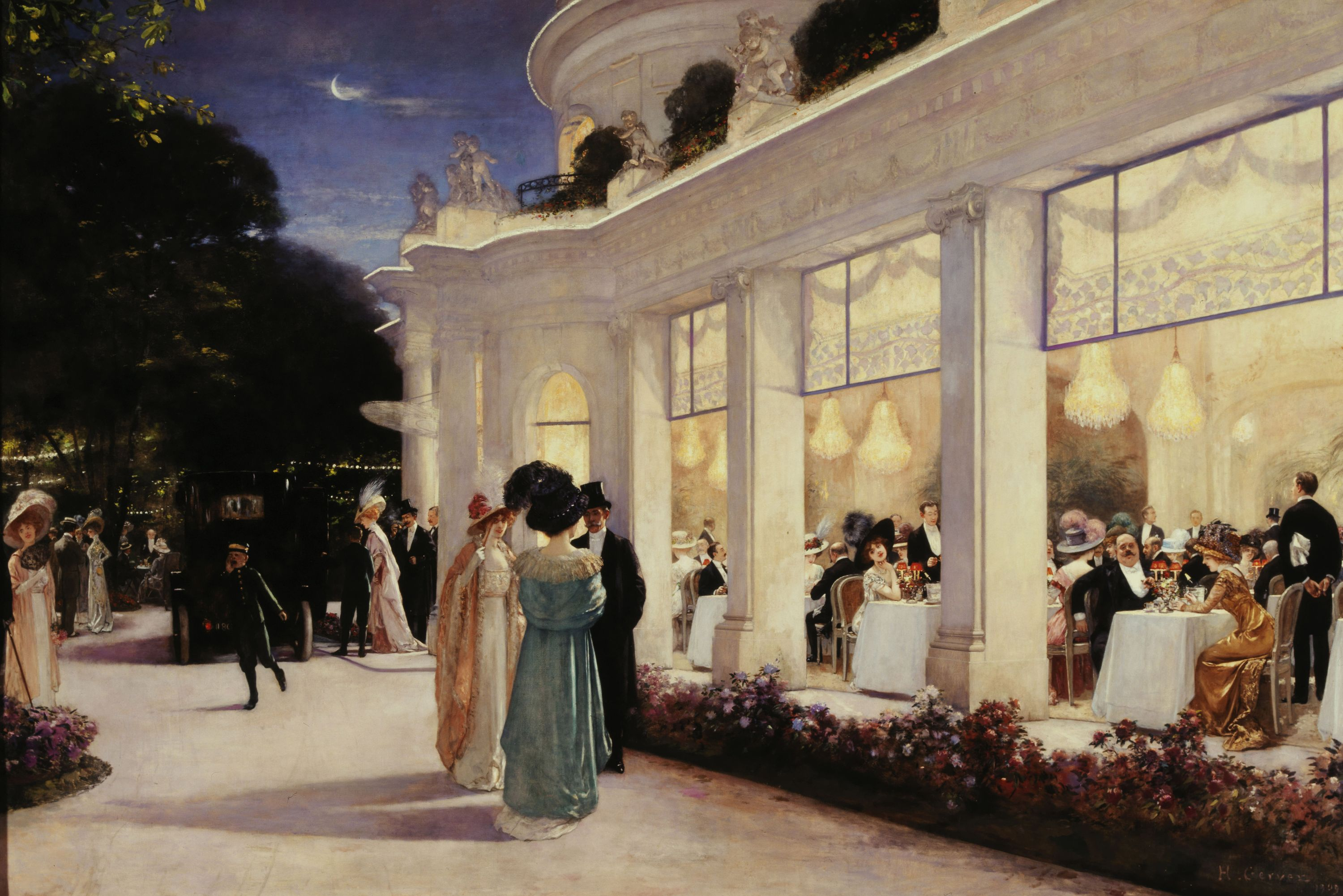
Gervex, Une soirée au Pré Catelan (1909). Anne et Antoine vont parfois passer la soirée en dehors de Paris.

Anne de Battaincourt, veuve Goupillot, est soupçonnée d'avoir « aidé » à mourir son premier mari, vieux et riche, pour épouser en secondes noces Simon, rejeton d'une famille noble, qu'elle méprise et calomnie bien qu'il s'occupe comme un père de sa fille Huguette. Fort éprise d'Antoine, elle est belle, élégante, ambitieuse et cynique : cette liaison mondaine flatte les sens et l'ego du médecin, jusqu'à ce qu'il se lasse de son égoïsme et de ses incessants coups de fil. La visite de Simon de Battaincourt, brave jeune homme malheureux qui, à la veille d'être mobilisé, ne s'inquiète que du sort de sa belle-fille, décide Antoine à quitter sa maîtresse. Celle-ci suit plus tard un autre amant aux États-Unis, tandis que Simon, « gueule cassée » presque aveugle, revient auprès d'Huguette.

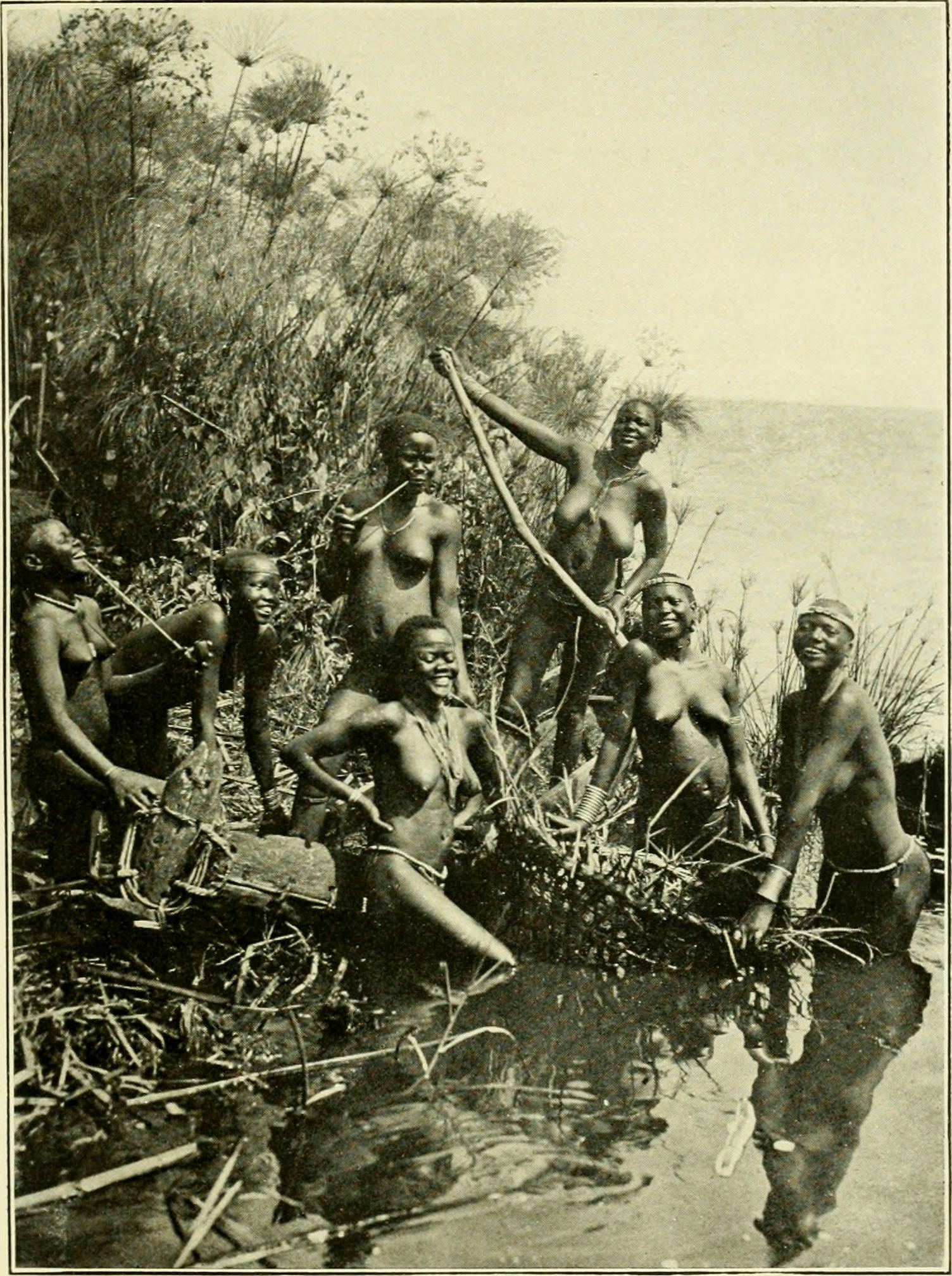
L'Afrique selon les récits de Rachel : réalité ou fantasme ?

Mais le grand amour d'Antoine aura été Rachel Goepfert, « personnage secondaire d'une extrême richesse » qui l'a initié à une sexualité épanouie, discrètement suggérée, et l'a libéré de certains préjugés car, sans même les combattre, « elle les ignore et les nie tranquillement par sa seule existence ». « Rousse comme la Nana de Zola », elle est l'unique personnage féminin du roman à avoir un corps si présent, si sensuel et si libre — elle le dit « sans mémoire ». Décrite de manière à la fois érotique et poétique, à travers des références picturales (Vénus renaissante, Olympia moderne) ou littéraires (Cantique des Cantiques, corps lascifs ou chevelures odorantes de Baudelaire) saturées de lumière et des couleurs de la chair, « elle ne se fixe et ne se pose dans le texte que par de véritables clichés culturels ». Car la vérité de Rachel, qui ne cesse de se raconter en corrigeant « ses premiers mensonges en vérités ou ses premières vérités en mensonges », c'est qu'elle échappe. Demi-juive dont la mère est folle, elle exhibe un passé mouvementé, marginal et douteux : sujet à l'Opéra, apprentie écuyère, enceinte à seize ans d'un ténor qui la battait, sa fille mourant en nourrice, entraînée par son amant Hirsch du Maghreb à l'Afrique noire dans des safaris ponctués d'épisodes dramatiques… Cet aventurier violent, pervers (il couche avec sa fille, achète des gens pour ses plaisirs), meurtrier (de son boy, de son gendre), jouit de son pouvoir physique et moral sur les êtres et sait que Rachel accourra au premier rappel. Celle-ci est donc une figure fondamentalement ambiguë : très amoureuse d'Antoine, mais envoûtée par Hirsch qui en a fait sa chose ; femme libérée dans une Europe frustrée, mais esclave dans cette Afrique qu'elle fantasme pourtant comme lieu du désir sans tabou, et qui la hante jusqu'à devenir la toile de fond de ses amours avec Antoine ; exemple psychopathologique de masochisme morbide si tout est vrai, de névrose affabulatrice dans le cas contraire — qu'elle soit morte seule à Conakry en compagnie d'un bouledogue qu'elle semblait appeler Hirsch ne résout pas le mystère.
L'exotisme de Rachel, qui disparaît sa mission romanesque accomplie, a préparé Antoine à acquérir la stature et endosser les prérogatives bourgeoises du père. De cette passion d'une saison reste au jeune homme, hormis ses souvenirs et la conscience qu'elle l'a transformé, un collier dont les grosses boules d'ambre jaune alternent avec des perles d'ambre gris au parfum musqué : « le souvenir qui s'attache à ce collier est une pauvre aventure, écrira-t-il pour son neveu, mais cette pauvre aventure est, malgré tout, ce qu'il y a eu de meilleur dans ma pauvre vie ».

### Quêtes et fuites de Jacques

#### Jacques le révolté
Jacques Thibault, né en 1890, a un physique puissant et un visage ingrat : mâchoire massive, petit nez, lèvres mal dessinées, oreilles décollées, cheveux roux en broussaille, une mèche barrant le front ; mais ses yeux bleus, à quatorze ans, frappent par l'intensité d'un regard tantôt espiègle, tantôt mauvais. Plus tard, Paterson désespère « de jamais pouvoir fixer ces nuances de méditation, de tristesse et d'audace, qui se succédaient, sans se mêler, dans le regard mobile » : ce portrait que Jacques découvre lui-même sur la toile tandis que son ami le peint est très long, signe que le romancier veut indiquer que L'Été 1914 sera centré sur ce personnage.

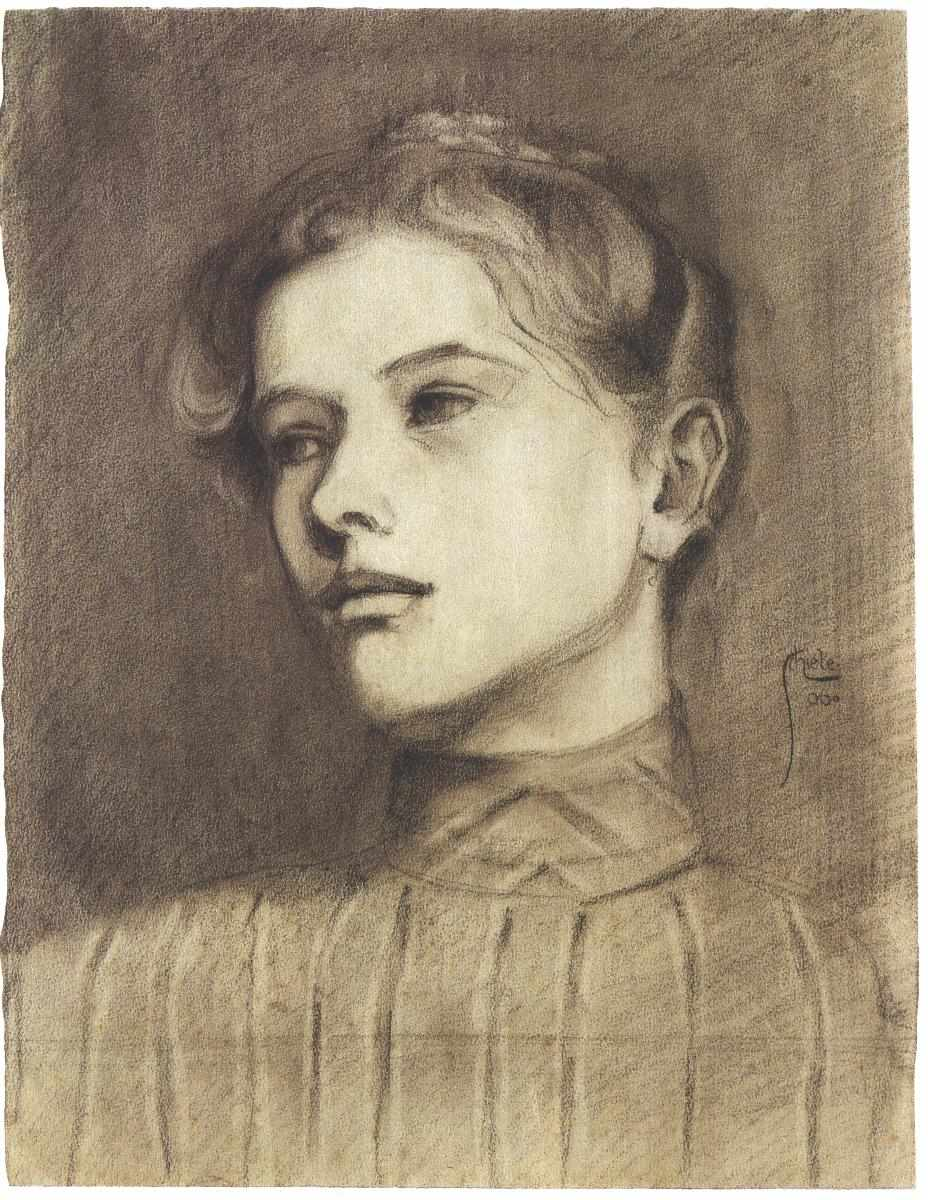
Beau visage fermé (ici d'un modèle de Schiele) : telle est la Jenny qu'a idéalisée Jacques.

Jacques adolescent est un écorché vif, qui se sent incompris et voudrait écrire tout ce qui bouillonne dans son cœur. Ses rapports avec ceux qu'il aime sont traversés de malentendus : son père et lui ne cessent d'attendre l'un de l'autre un geste qui ne vient pas ; chaque discussion avec son frère prouve qu'ils n'ont rien en commun hors les souvenirs et l'affection ; il brise le cœur de Gise, disparaît sans même s'expliquer à Daniel. En quête de pureté, il veut croire au grand amour quand il perd sa virginité entre les bras de Lisbeth, puis s'éprend de la solitaire Jenny, sorte de reflet de lui-même : elle était peut-être le seul être au monde « qui pouvait [le] guérir, [le] fixer »... mais il se devait de partir. Pour Antoine, Jacques aura été un éternel adolescent, incapable d'être comme de rendre quelqu'un heureux, et dont l'union avec Jenny reposait sur une illusion qui n'a pu durer que parce qu'il est mort. Camus rend d'ailleurs hommage à Martin du Gard pour avoir « réussi, avec Jacques, l'un des plus beaux portraits d'adolescents de notre littérature ».
Cancre brillant étouffant dans le carcan bourgeois, capable d'une grande chaleur, Jacques sait charmer tout son entourage : tous tôt ou tard l'aiment, se confient à lui ou l'admirent, voire se réalisent grâce à lui. Ennemi des mensonges et des compromissions, d'une grande intégrité morale et intellectuelle, il hésite à s'exprimer en public par crainte de déformer ses pensées, ou déplore que « quand on parle de soi, on a beau faire, on ne dit jamais toute la vérité ». Individualiste à certains égards, il aspire à l'indépendance tant dans son engagement que dans sa vie personnelle : sa soif de justice sociale, son désir absolu de changer le monde l'ont conduit vers les cercles révolutionnaires en électron libre, encarté nulle part ; quant à son sacrifice volontaire, il l'envisage comme un « dernier geste de fidélité à soi-même... de fidélité à l'instinct de révolte... Depuis son enfance, il dit : Non ! Il n'a jamais eu d'autre façon de s'affirmer. Pas : non à la vie... Non au monde !... Eh bien, voici son dernier refus, son dernier : Non ! à ce que les hommes ont fait de la vie ».
Mais que vaut ce sacrifice final du héros ? Au-delà du courage d'un solitaire qui se sent l'« obligation morale de signaler sa protestation par un grand geste », on peut voir en Jacques une figure christique : pris d'une exaltation quasi mystique lorsqu'il s'élève en avion vers le front, il souffre sa Passion pour sauver l'humanité. Mais Hélène Baty-Delalande montre que les séquences du raid, de l'accident et de l'agonie, s'organisent sur le plan thématique et stylistique sur « une démystification progressive de la pureté de l'action héroïque, de la grandeur du sacrifice physique et du martyre comme acte exemplaire et libre » : Jacques n'est plus qu'« un corps déchiqueté, une conscience dévastée », dont les perceptions relèvent plus d'un imaginaire que d'une réalité de la torture, et dont le calvaire est pris par ses rares témoins comme le sort mérité d'un vulgaire espion. Jean-François Massol, analysant à son tour la fin misérable, anti-héroïque, de Jacques, conclut qu'il « reste un jeune bourgeois révolté, gagné au pacifisme socialiste mais incapable de trouver les vraies solutions pour donner à l'idéal qu'il a choisi une victoire tangible ».
Jacques n'en joue pas moins un rôle crucial dans les sept premiers tomes, que ses trois « fugues » paraissent structurer : l'escapade à Marseille, la fuite en Suisse, la mort, chacune de ces révoltes révèle des faux-semblants et pousse les autres personnages à se remettre en question. Point de contact entre les Thibault et les Fontanin, Jacques fait éclater les conflits au sein des deux familles ; point de jonction entre les milieux révolutionnaires et bourgeois, il permet une vision moins tronquée des événements de l'été 14. Personnage le plus clairvoyant politiquement et humainement, il ouvre les yeux de son frère sur sa solitude, sur les hypocrisies du modèle familial — symptôme d'une société en crise —, sur les vrais motifs de la guerre et la trahison de la social-démocratie. Martin du Gard a eu beau considérer que Jacques, au-delà de son charisme et de sa générosité, avait vécu et était mort « comme un imbécile », il en a fait selon Gabor Mihalyi « l'unique personnage du roman que tout le monde aime [...] avant tout parce que l'insatisfaction à l'égard du présent et le désir d'une vie idéale, plus pure, s'incarnent surtout dans son personnage romantique ».

#### Du Pénitencier à la liberté
Faismes, le directeur du Pénitencier, affable et volubile avec Antoine, endort sa défiance en ne le lâchant pas d'une semelle et en lui tenant des discours rassurants quant aux méthodes de l'établissement. Mais il a mis tout le personnel sur le qui-vive, fait changer les draps, les vêtements... Surtout, il ferme les yeux sur les pratiques douteuses des gardiens : pourquoi Jacques tient-il donc tant à le dédouaner ? « Antoine s'épuisait à démêler cet écheveau de complicités, dans lequel il sentait son frère prisonnier ». Le vieux Léon, premier gardien de Jacques, plutôt gentil au début, a peu à peu cessé de le promener, l'enfermant dans un réduit pendant qu'il jouait aux cartes ou le contraignant à dessiner des obscénités ; Arthur, qui a pris la suite, se fait céder par Jacques une partie de sa nourriture, l'envoie au lit dès huit heures, et le traite de « petite crapule » tout en se livrant avec lui à la masturbation. Tous deux tiennent l'enfant par la honte, et par sa terreur à l'idée que son père apprenne ce qui se passe dans sa fondation.
Lisbeth Frühling est le premier amour de Jacques. Venue d'Alsace aider sa tante à tenir la loge, cette blonde potelée qui a quatre ans de plus que lui l'apprivoise sans chercher à aller plus loin, goûtant ces caresses timides si éloignées de ce qu'attendent ordinairement d'elle les jeunes messieurs : « Jacques, "ce n'était pas la même chose". Mais Antoine était beau, elle aimait son air fatal, et lui pardonnait d'être comme les autres ». C'est lorsqu'elle revient plus tard enterrer « Maman Frühling » que Jacques et elle passent ensemble leur première... et dernière nuit.
Jalicourt est un original, poète, philosophe, académicien, professeur à la rue d'Ulm — le seul dont les normaliens adulent les cours, brillantes envolées pleines d'audaces intellectuelles. Mais Jacques venu le voir après son admission découvre un vieil homme frileux rabâchant de banals conseils de prudence… jusqu'à ce qu'un instant tombe le masque : Jalicourt sait qu'en dépit des honneurs il a raté sa vie, son œuvre, car il faut plonger dans les turpitudes de la vie réelle avant de prétendre écrire — « Lâchez les livres, suivez votre instinct ! ». L'aura du personnage pourrait évoquer celle d'un Bergson, bien que celui-ci, qui trouvait tragique son amertume, ne se reconnût aucunement dans cette caricature de certains membres de l'Institut pris au piège d'une gloire de façade.

#### Le groupe de Genève

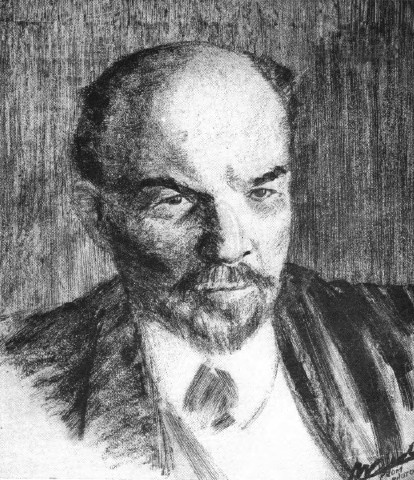
« Barbe noire, courte et en pointe », « prunelles très noires », œil vif : Meynestrel fait penser à Lénine.

Jacques a rejoint à Genève des révolutionnaires sans le sou venus de tous les horizons, et qui, affiliés ou non à une organisation, représentent diverses tendances de la mouvance internationaliste. Paterson se préoccupe surtout pour l'heure de son idylle avec Alfreda ; mais Vanheede condamne, contrairement à Jacques, tout attachement à la patrie, premier pas vers le nationalisme ; Richardley prône les moyens légaux, démocratiques, comme levier provisoire du mouvement prolétarien, à l'inverse de Mithoerg, partisan de la violence. Pour les uns la fin justifie tous les moyens, pour d'autres la réflexion doit précéder l'action ; certains redoutent la cohésion du capital, d'autres misent à terme sur ses contradictions internes ; d'autres encore sont séduits par le jeune Mussolini, contre les défenseurs de la social-démocratie allemande. La crise de l'été 14 relance en outre les interrogations de tous sur le degré de collusion entre état, armée et patronat, le pacifisme des masses, l'échec de l'Internationale à créer une conscience prolétarienne, le distinguo entre situation révolutionnaire objective et révolution dépendant de facteurs subjectifs...
Meynestrel, Suisse de trente-sept ans dont le surnom de « Pilote » se réfère à la fois à son ancien métier de mécanicien-aviateur et à son rôle de leader politique, domine ce groupe cosmopolite par ses prises de position radicales... et ses silences impénétrables — il ne révèle ni toutes ses pensées, ni son passé. Personne ne sait la nature exacte de sa relation avec Alfreda, qui a quinze ans de moins que lui — il la surnomme « petite fille » — et des airs de poupée japonaise : tenant leur modeste intérieur, tapant ses textes et le comprenant à demi-mot, elle lui est devenue si nécessaire qu'il parle parfois pour elle seule ou cherche des yeux son approbation. Martin du Gard s'est souvenu pour ce couple du physique, des gestes, des rapports d'André et Clara Malraux, rencontrés en 1928 : il place dans la bouche de Meynestrel une déclaration de Malraux sur l'athéisme qui pourrait finir par saper, après Dieu, l'idée même d'homme ; ayant perçu Malraux comme un être insensible mais pathologiquement attaché à Clara, il fait du Pilote un personnage impuissant, qu'anéantira le départ de sa « mascotte »,. Il s'inspire aussi d'un livre de Nadejda Kroupskaïa, épouse de Lénine. Isolé comme celui-ci dans le quartier de Carouge, le Pilote voit comme lui dans la guerre et son cortège de malheurs une opportunité unique pour la révolution. Mais son machiavélisme nihiliste le sépare vite de son modèle : ayant brûlé les documents qui eussent pu enrayer le conflit, il semble faire exprès capoter l'avion avant le largage des tracts, sacrifiant Jacques sans hésiter — même si le texte est ici ambigu : l'accident n'est raconté que du point de vue de Jacques, et Meynestrel avait accepté le projet en pensant que « tout ce qui pouvait démoraliser, semer des germes de révolte, était bon »... Quoi qu'il en soit, le Pilote incarne une forme cynique et inquiétante d'aventurisme politique.

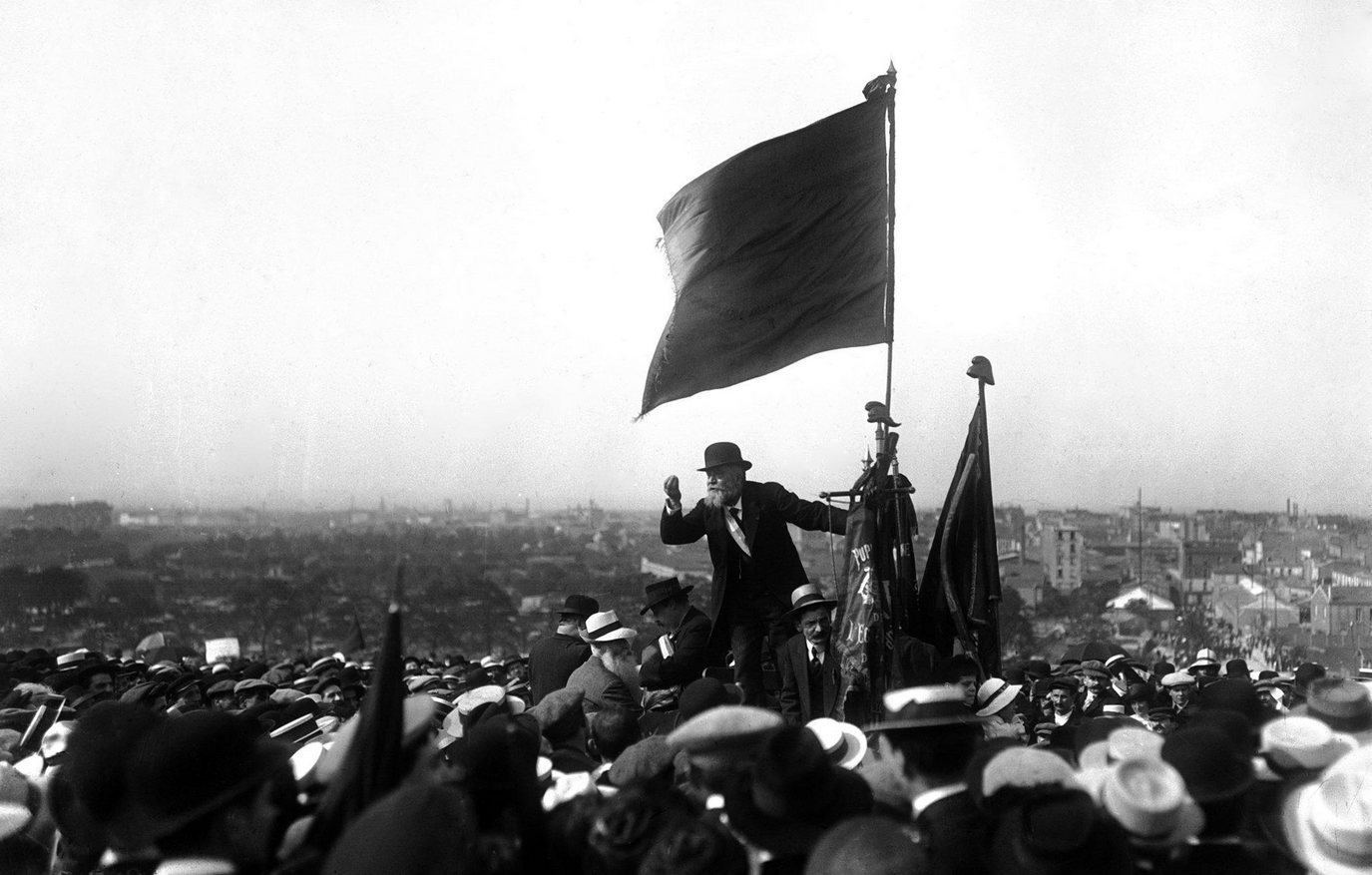
Jaurès contre la loi des Trois ans (1913).

#### Militants parisiens
À Paris, en ce terrible été 14, Jacques hante les lieux où il sait pouvoir rencontrer des militants socialistes et pacifistes : salles de rédaction, de réunion, C.G.T., Bourse du Travail... Mais c'est surtout au siège de L'Humanité ou au Café du Progrès qui leur sert de cantine qu'il va en croiser le plus, personnages fictifs auxquels sont mêlés ceux qui combinent peut-être plusieurs modèles réels — ainsi Stefany, bras droit de Jaurès au journal — et les figures historiques tout juste entrevues : Édouard Vaillant, Jules Guesde, Marcel Sembat. Jaurès occupe bien sûr une place à part, apparaissant deux fois au Café du Croissant (dont celle qui lui sera fatale), et lors du meeting du 29 juillet à Bruxelles, sans toutefois qu'on le voie de près ; ni qu'on entende au-delà des premiers mots de son discours. André Daspre montre que Roger Martin du Gard a choisi de montrer « le Patron », à travers des images récurrentes, tantôt comme un terrien puissant, un ruminant prêt à foncer, tantôt comme un prophète lyrique et inspiré. Il ne s'intéresse guère pourtant à sa rhétorique, pas plus qu'à ses théories politiques, mais fait bien sentir qu'avec lui disparaît toute chance de solution pacifique à la crise. L'assassinat est mis en scène de façon réaliste et non dramatisée : ses convives et les autres dîneurs, dont Jacques et Jenny à quelques tables de lui, perçoivent un curieux claquement, un fracas de vitres brisées, puis le voient s'affaisser doucement sans réaliser tout de suite ce qui vient d'arriver...
Par ailleurs, parmi les camarades toujours prêts à fournir une aide, une planque, Jacques apprécie spécialement Mourlan, vieux typographe ayant beaucoup écrit en prison, et fondateur d'une feuille anarchiste. Peu surpris mais écœuré par le ralliement des « socialo-opportunistes » à l'Union sacrée, c'est lui qui formule cet espoir qui va faire son chemin dans l'esprit du « gamin » : «...si brusquement, entre les deux armées, un éclair de conscience...».

#### La fin
Malgré ses souffrances, Jacques parvient à individualiser certains des gendarmes qui l'ont capturé près de la frontière. Deux d'entre eux surtout s'opposent : Marjoulat, un vieux plutôt brave qui ne cache pas son peu d'enthousiasme pour la guerre, et Paoli, un Corse teigneux, féroce même — que le hasard mettra plus tard sur la route d'Antoine. Mais c'est Marjoulat qui, l'injuriant « parce qu'il le déteste d'avoir à le tuer », exécute le prisonnier pour suivre son unité en déroute.

### Du côté des Fontanin

#### Le monde intérieur de Thérèse
Si la famille catholique des Thibault est dominée par Oscar, incarnation autoritaire de la fonction paternelle, celle des Fontanin tient grâce à la figure maternelle. Thérèse, fille de pasteur au front pur et serein, prodigue à ses enfants une tendresse que Jacques n'a pas connue, et sa droiture alliée à son charme naturel séduisent Antoine. Elle semble personnifier « un idéal féminin cher à l'auteur » : noble dans ses principes, ouverte et tolérante, mère aimante, épouse d'une fidélité à toute épreuve.

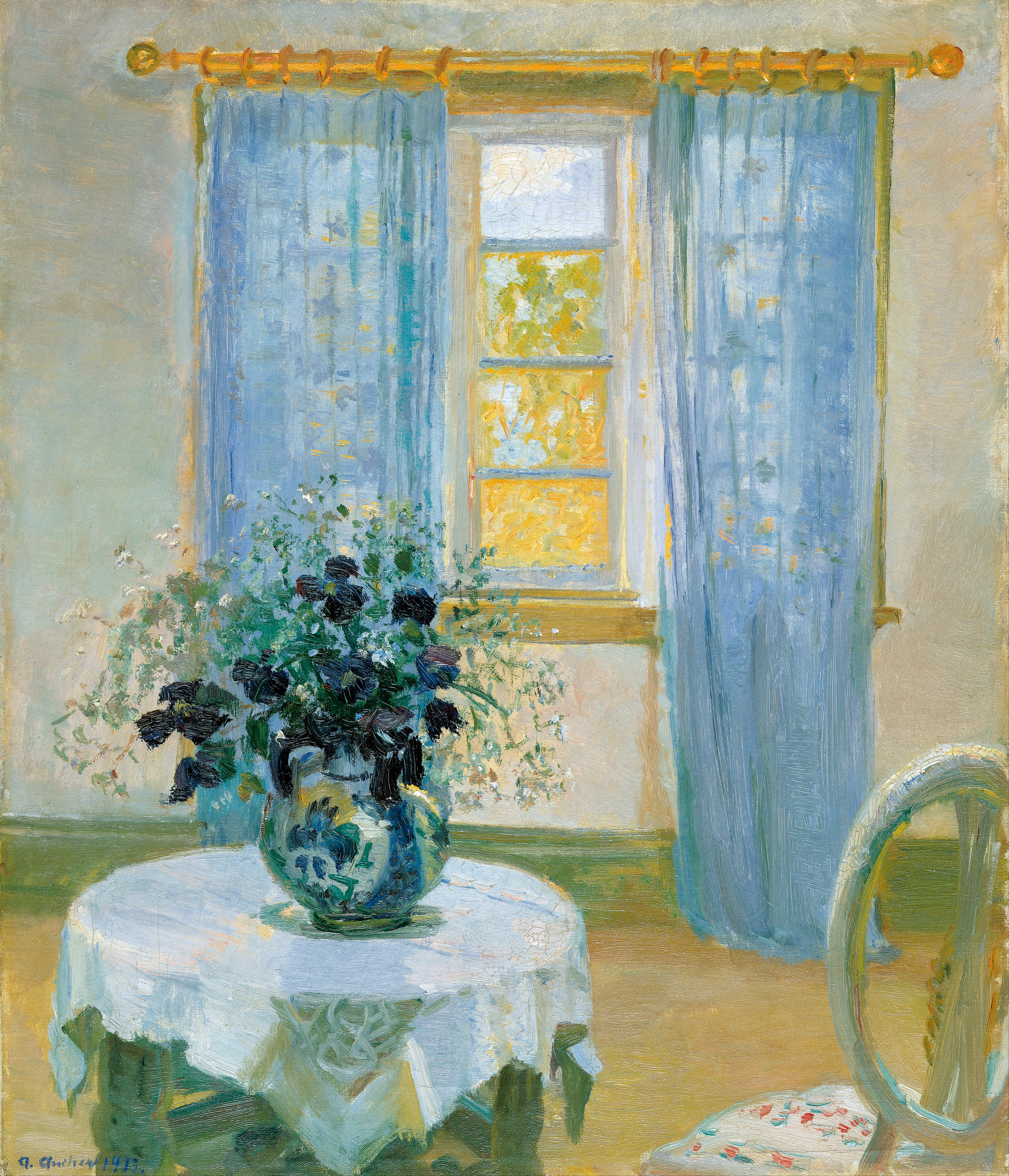
Anna Ancher, Intérieur avec clématite (1913). Thérèse se plaît près de la fenêtre de sa chambre.

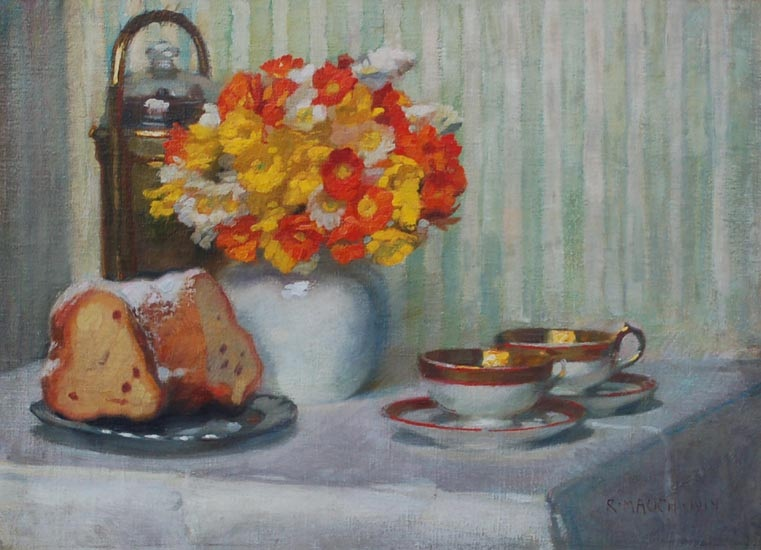
R. Mauch, Le Café (1914). Jacques découvre chez les Fontanin le rituel festif du petit déjeuner ou du goûter.

Thérèse a éduqué ses enfants dans la liberté, l'écoute et — explicitement rattaché à son protestantisme — le respect de leur vie intérieure et de leurs choix. Lorsque Daniel rentre de sa fugue, le pardon de sa mère est « généreux, total », car seul importe pour elle qu'il soit de retour au bercail. Elle paraît très indulgente avec ce fils qui ressemble tant à son père, et moins compréhensive envers sa fille, qu'elle croit inapte au bonheur et ne sauvera pas de sa solitude : pour Claude Sicard, Martin du Gard ne pouvait voir en Thérèse « le modèle de la mère, consciente de ses responsabilités ». De fait, Daniel lui fait un jour remarquer qu'elle n'est pas assez intervenue quand il eût fallu empêcher Jenny, et surtout Jérôme, de se fourvoyer. Thérèse « respecte la liberté de sa fille jusqu'à la dernière limite », terriblement choquée de la découvrir endormie avec Jacques, convaincue qu'ils font leur malheur, mais admirant malgré elle la beauté de leurs jeunes corps : « à son instinctive révolte se mêlait cet autre sentiment, si fort enraciné en elle : [...] le respect de la destinée, de la responsabilité d'autrui » — en l'occurrence pointe aussi ici la nostalgie de sa propre intimité avec son mari.
Après vingt ans et maintes trahisons — et nonobstant sa discrète attirance pour un Antoine lui-même sensible à son charme —, Thérèse subit encore pleinement le pouvoir érotique de Jérôme, son « prince oriental », de sa simple présence, de ses gestes, de ses intonations câlines. Le sachant incapable d'une vie conjugale, elle ne se résout pourtant pas au divorce et couvre même ses incartades aux yeux de ses enfants, qu'il lui arrive d'oublier pour voler à son secours. Selon Claude Sicard, elle est prête à se mentir pour justifier ses élans passionnés, et tous ses actes s'expliquent « par sa sensualité égoïste et sa fidélité au seul amour de sa vie ». René Garguilo compte au contraire au nombre de ses vertus « une douceur et une patience infinies à l'égard de ceux qui l'entourent et qui la font souffrir par leur inconduite ». Angels Santa souligne, quant à elle, la dignité de Thérèse, qui est au-delà de la jalousie, et sa fidélité à elle-même dans l'abnégation.
Sur le plan spirituel, Jérôme s'est détourné de la religion de ses pères, Daniel ne s'en soucie guère, quant à Jenny, « entre elle et sa mère, la question de la foi était un douloureux abîme, dont elle était seule à connaître la profondeur ». Thérèse, elle, a toujours trouvé refuge et consolation dans les Écritures, s'abandonnant à la volonté de l'Être suprême dans une piété imprégnée d'un mysticisme très personnel, voire d'une forme de superstition — ainsi aurait-elle reçu, au moment où Daniel a été blessé, « l'avertissement de l'Esprit », sous forme de malaises physiques : « il y a des gens, se dit Antoine sans d'ailleurs en être agacé, qui se sont fabriqué, une fois pour toutes, une conception satisfaisante du monde... ». « Mais le personnage y met de la grandeur et y trouve la justification de ses penchants, de ses actes, qui essaient en somme de résoudre le conflit entre l'esprit et la chair ».
La guerre va accentuer cette tendance de Mme de Fontanin à l'aveuglement. Antoine retrouve avec surprise en 1918 une femme nationaliste et « anti-boches », dépourvue pour eux de toute mansuétude mais absolvant les crimes des Alliés, soignant les blessés pour qu'ils retournent se battre, et persuadée que Daniel est déprimé parce qu'il ne peut plus défendre sa Patrie : besoin de s'affirmer face à sa fille, de se réaliser dans son rôle gratifiant de directrice d'hôpital, de se rassurer sur son fils, « Mme de Fontanin ne voit pas les choses telles qu'elles sont, mais telles qu'elle désire qu'elles soient ».
Son ami d'enfance, l'extravagant pasteur James Gregory, n'a pas peu influencé Thérèse dans la voie d'un mysticisme illuminé. Silhouette dégingandée, paroles abruptes mâtinées d'anglais et de références bibliques, il prêche — d'expérience — l'amour oblatif pour les créatures terrestres, et la soumission aux desseins divins. Ce disciple de la Christian Scientist Society croit plus aux incantations qu'aux remèdes et, plus qu'à la réalité du mal, de la maladie ou même de la mort, à celle de la peur qui les fait exister en éloignant l'homme de l'Éternel. Brancardier (volontaire) sur les champs de bataille, il continuera jusqu'au bout à parler d'« illusion mortelle ».
Nicole, belle blonde épanouie, voue une reconnaissance et une admiration inconditionnelles à Thérèse, qui a suppléé sa mère et l'influence durablement, de son mariage vertueux mais un peu terne (endeuillé par la perte de deux bébés) à son engagement comme infirmière et à son nationalisme borné. « Nicole, torturée [...] par ses problèmes personnels » sous un abord enjoué, persuadée que Daniel ne reste à Maisons que pour elle, allie « une innocence de fillette et une coquette sensualité de femme ».

#### Séducteurs de père en fils

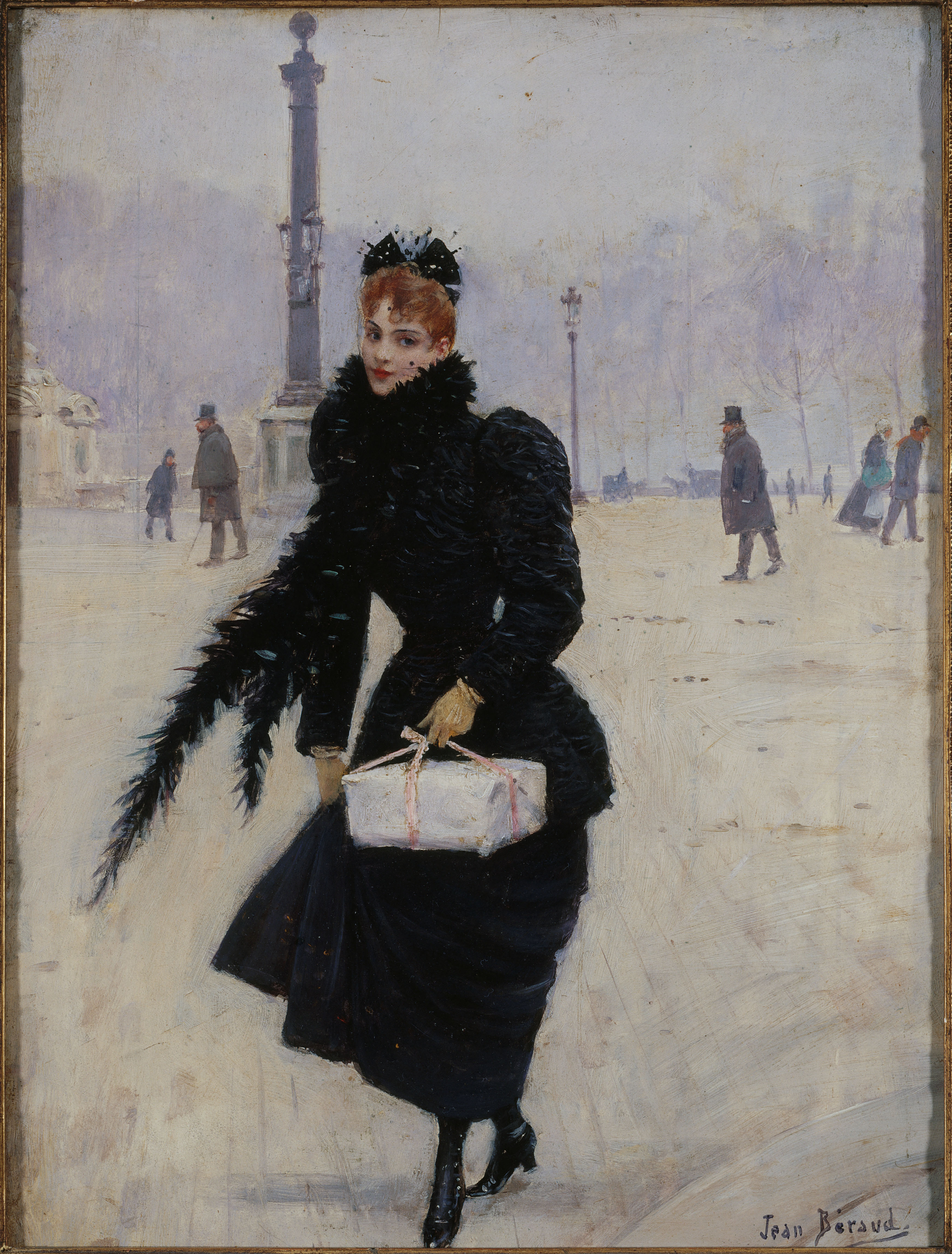
J. Béraud, Parisienne place de la Concorde (1890). Jérôme ne saurait se rappeler toutes ses anciennes conquêtes.

« Jérôme de Fontanin est la représentation de Dom Juan dans Les Thibault ». Beau, racé, charmeur, il prétexte ses affaires pour abandonner femme et enfants, au premier minois qui passe, servante, midinette ou bourgeoise, dont il peut détruire l'existence en toute insouciance. Endetté, réussissant parfois quelque spéculation, il dilapide en grand seigneur son patrimoine : Thérèse a dû lui soustraire son modeste héritage personnel pour assurer l'éducation et le confort de leurs enfants. Perpétuellement absent, ne réapparaissant que lorsqu'il est aux abois, Jérôme « est incapable de la moindre fidélité, il est dépourvu du sentiment familial ». Mais il s'efforce à chaque retour de reconquérir ses enfants, dont la jeunesse éclatante lui fait douloureusement mesurer son propre vieillissement. Usant en revanche sans même en avoir clairement conscience des faiblesses de sa femme pour lui, il sait qu'il trouvera toujours en elle une amie et même une complice, car elle pardonne et répare si possible toutes ses inconséquences. Coureur à un degré pathologique, presque inconsistant à force de croire à ses propres mensonges ou à ses serments de s'amender, il fait partie, par égoïsme et non conviction, de ceux qui dans le roman se dressent « contre le modèle familial et le désagrègent ». Son suicide d'escroc honteux sera son ultime désertion.
Daniel ressemble à son père : Jacques a longtemps éprouvé et envié le charme de sa taille svelte, de son profil de médaille, de son sourire enjôleur. Fin, cultivé, citant volontiers les auteurs anglais, il est, avant de développer lui-même une vocation de peintre, le confident des aspirations littéraires et le premier témoin des essais de son ami, auquel le lie une affection dont « la lecture moralisante et littérale du cahier gris » que font le père et l'abbé Binot pointe « les tendances homosexuelles ». C'est lui qui a fait découvrir à Jacques Les Nourritures terrestres, dont pour sa part la lecture éblouie « lui permet de s'affranchir de l'éducation maternelle qui l'empêchait jusqu'à présent de profiter pleinement de son plaisir » : car Daniel a hérité de la nature donjuanesque de son père, cherchant systématiquement, avec la même frénésie et la même absence de culpabilité, l'assouvissement de ses désirs. Pour lui l'amour n'est qu'une affaire « de santé physique et morale, [...] une poussée de sève ». Aussi sa blessure d'obus, en ce qu'elle brise sa virilité, « semble un châtiment divin », à partir de quoi il devient l'ombre de lui-même. Lui qui, indifférent aux menaces de guerre, exposait passionnément à Jacques la nécessité en art de revenir indéfiniment au même motif pour le creuser, et entrevoir enfin « cette vérité simple, qui se dégage des choses solides, éternelles », il a tout laissé tomber. « Oncle Dan » traîne désormais sa jambe artificielle et un nationalisme revanchard et aigri, qui a déteint sur sa mère mais l'a fait tomber du piédestal où le tenait sa sœur Jenny.
Noémie Petit-Dutreuil, que sa cousine Thérèse ne voyait plus depuis sa liaison avec son mari, a « un corps plantureux » et « l'amour du plaisir ». Perdant toute retenue, mère déficiente par excès de passion, elle est victime de ses propres penchants autant que de séducteurs volages – Jérôme qui l'assiste durant son agonie n'étant peut-être pas le plus mufle. À l'autre bout de l'échelle sociale, la bonne de Noémie, Victorine Legad, alias Rinette, est emblématique de ces pauvres filles séduites par un bourgeois dont elles s'éprennent naïvement, et chassées de leur place avant d'être abandonnées, parfois enceintes : alors que « Maman Juju », maternelle maquerelle haute en couleur, cherche à lui assurer un avenir en la réservant au marchand de tableaux Ludwigson, Rinette voudrait un enfant de Daniel qui lui rappelle celui qu'elle a perdu. Elle a la chance ensuite que Jérôme, parce qu'il vient de retrouver son appel au secours vieux de deux ans et qu'il est en fonds, veuille se donner bonne conscience en l'aidant à regagner sa province — ce qui ne rachète pas sa cruauté vis-à-vis des autres (telle l'ancienne domestique des Fontanin), ni la désinvolture que reproduit son fils.

#### La solitude de Jenny
Jenny est une héroïne opaque : son « intégration sociale [...] ne la préserve pas d'une extériorité narrative et psychologique ». Antoine a été frappé de lire dans son regard d'enfant « une vie intérieure déjà si intense, une telle détresse dans une telle solitude ». Obstinément repliée sur elle-même, indéchiffrable, elle s'ouvre un peu pour Jacques ; mais il lui arrive encore d'être « nouée... C'était le drame de sa vie intime que cette inaptitude au contact, cette condamnation à demeurer incommunicable ».

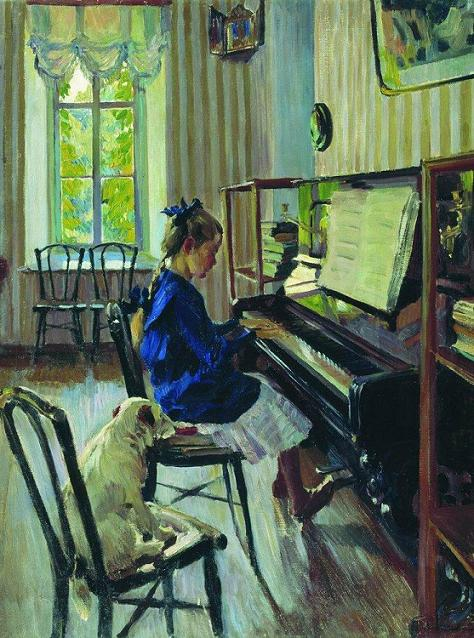
S. Vinogradov, Au piano (1914). Jacques aime entendre ce que Jenny jouait autrefois.

Ses traits et ses mouvements, non dénués d'élégance, restent empreints d'une « raideur protestante » que souligne sa mise simple et stricte. Trop orgueilleuse pour se soucier de plaire, peu curieuse des autres sans d'ailleurs s'imaginer les intéresser, elle est « intolérante, tout d'une pièce », ce qui complique même ses rapports avec son frère adoré ou avec sa mère. Aussi, « trop de choses séparent ces deux femmes », du sentiment religieux, Jenny restant insensible au « souffle divin » qui redonne toujours espoir à Mme de Fontanin, jusqu'au patriotisme de celle-ci, que sa fille critique sans appel. Entière en tout, Jenny a aimé Jacques avec autant de passion qu'elle l'avait haï. Elle qui, jalouse de leur amitié, le voyait comme « le mauvais démon de Daniel », elle découvre durant le bel été 1910 qu'il n'est ni idiot ni rustre et qu'ils ont la même affectivité — tout en se défendant d'être attirée par lui, surtout après sa fuite inexpliquée. Une fois conquise elle n'est plus qu'élan, confiance, admiration, buvant ses paroles qui lui ouvrent les yeux sur les réalités sociales et de nouveaux horizons : elle adopte en bloc ses idées internationalistes, assume fièrement sa grossesse illégitime, va en Suisse faire ses couches et rencontrer ses camarades. Son refus de l'ordre bourgeois la conduit à vouloir élever son enfant, après la guerre, en femme indépendante qui travaillera, sans compromis avec les normes de son milieu. Antoine s'inquiète pour Jean-Paul de ces principes qu'il juge simplistes ou mal digérés : mais telle est pour son amour disparu la dévotion de Jenny, qui est « du bois dont on fait les suffragettes ».
Confirmant leur antagonisme de caractère, les deux frères se sont donc épris de deux femmes diamétralement opposées : « l'aventurière rousse, sensuelle et extravertie » et la bourgeoise « blonde, pure, frigide, totalement renfermée sur elle-même ». Contrairement à Rachel dont le corps met en scène le désir et le plaisir, et qu'Antoine possède dans une furieuse envie de vivre, Jenny, idolâtrée de loin par Jacques, ne connaît pas son corps et vit l'acte de chair comme un sacrifice. Au début « Jacques et Jenny évoquent leurs goûts, leurs auteurs préférés pour se dévoiler, pour se connaître, pour éprouver le plaisir secret mais non encore partagé de se sentir identiques ». Y aurait-il eu réellement place pour l'autre dans cet amour du même ? Lui est parti pour une mission désespérée dont il savait qu'il ne reviendrait pas, elle s'est bâti une vie autour de son souvenir idéalisé : « en vérité quelle autre issue imaginer à l'aventure de ces deux "coincés" ? », se demande Camus. « Le couple Jacques et Jenny [est] traversé par une pulsion de mort » ; et le décès de Jacques renvoie Jenny — si l'on excepte la présence tonique de son fils — à « son destin de personnage solitaire ».

## Quelques thèmes essentiels
André Malraux faisait en ces termes l'éloge du roman de Martin du Gard : « Les Thibault seront un des témoins de l'époque. Il était temps ». Roger Martin du Gard déclarait d'ailleurs avoir beaucoup peiné à tisser ensemble la vie personnelle de ses héros et la vie politique française et internationale qui prévaut dans les deux derniers tomes : c'est au point qu'il regrette par moments, considérant que lui manquent des dons d'historien et un vrai « sens politique », de s'être risqué au-delà de la vie privée et des arcanes psychologiques de ses personnages. S'inscrivant dans la tradition d'un Balzac ou d'un Zola mais sans certitudes philosophiques, il dépeint en tout cas, sans jamais intervenir pour les juger, le comportement de ses héros emportés dans leur époque, puis dans la guerre. L'œuvre n'en est pas moins traversée par des questions toujours actuelles qui font de son auteur, selon le mot de Camus, notre « perpétuel contemporain » : celles de la vérité et du doute, et des rapports entre la science et la foi ; celles de la responsabilité et de l'engagement individuels ; celles de la guerre ou de l'entrée en guerre, et de la capacité du plus grand nombre à se constituer en sujet de l'histoire ; celle de la mort enfin.

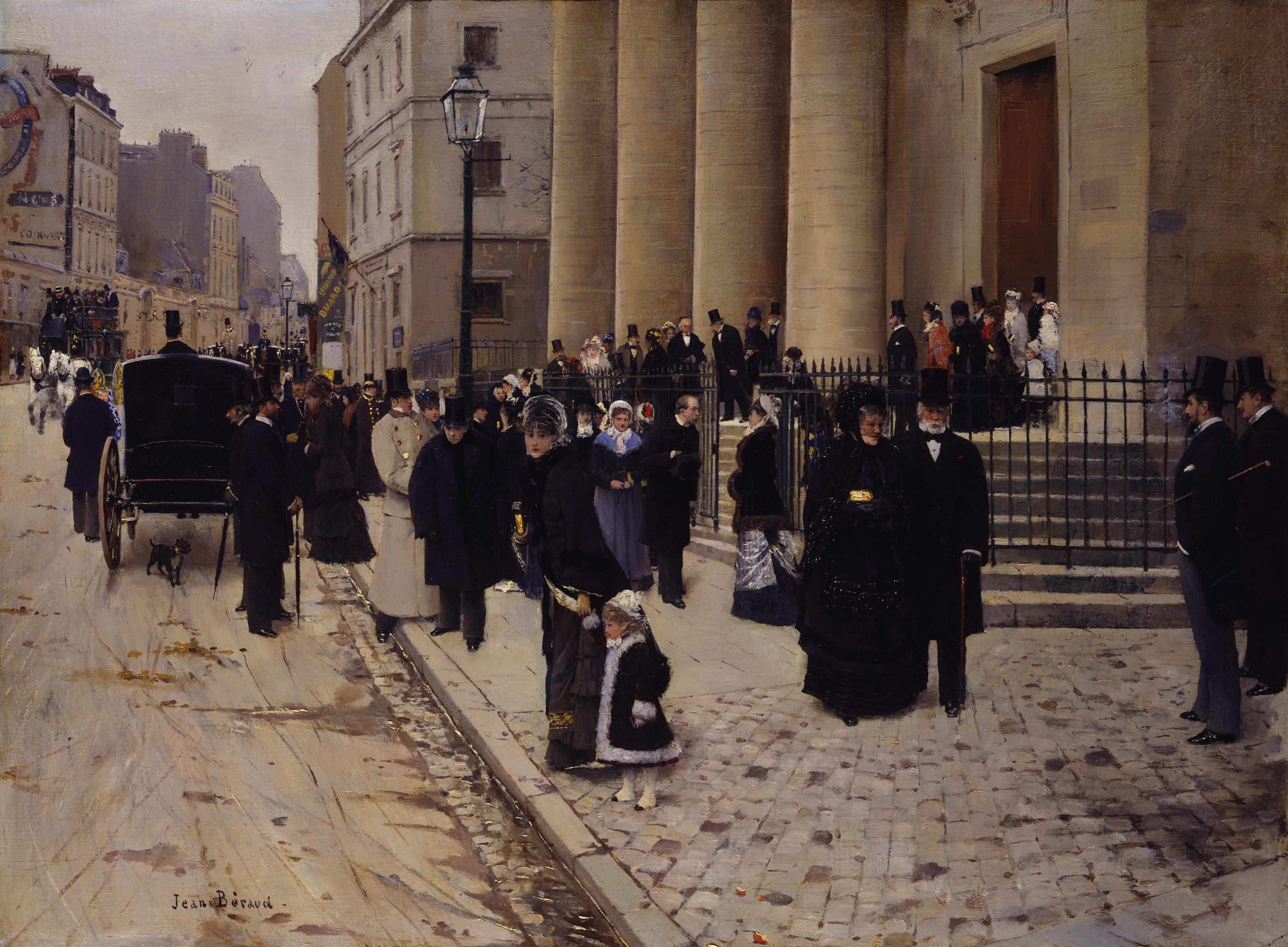
Sortie de messe en 1877 – Oscar n'aura pas vu s'effondrer son univers
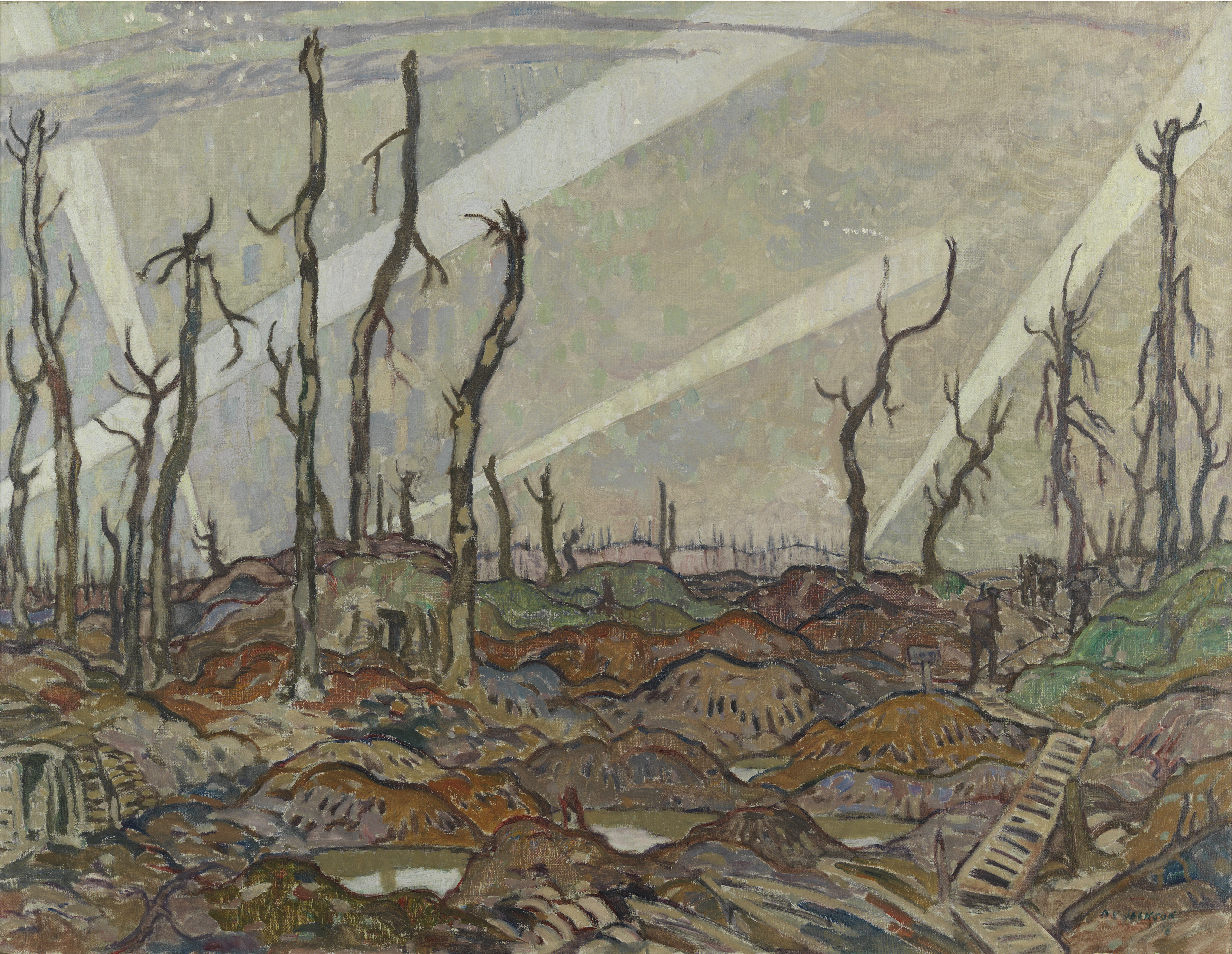
Après la bataille, 1918 – Jacques avait prédit l'ampleur de la boucherie
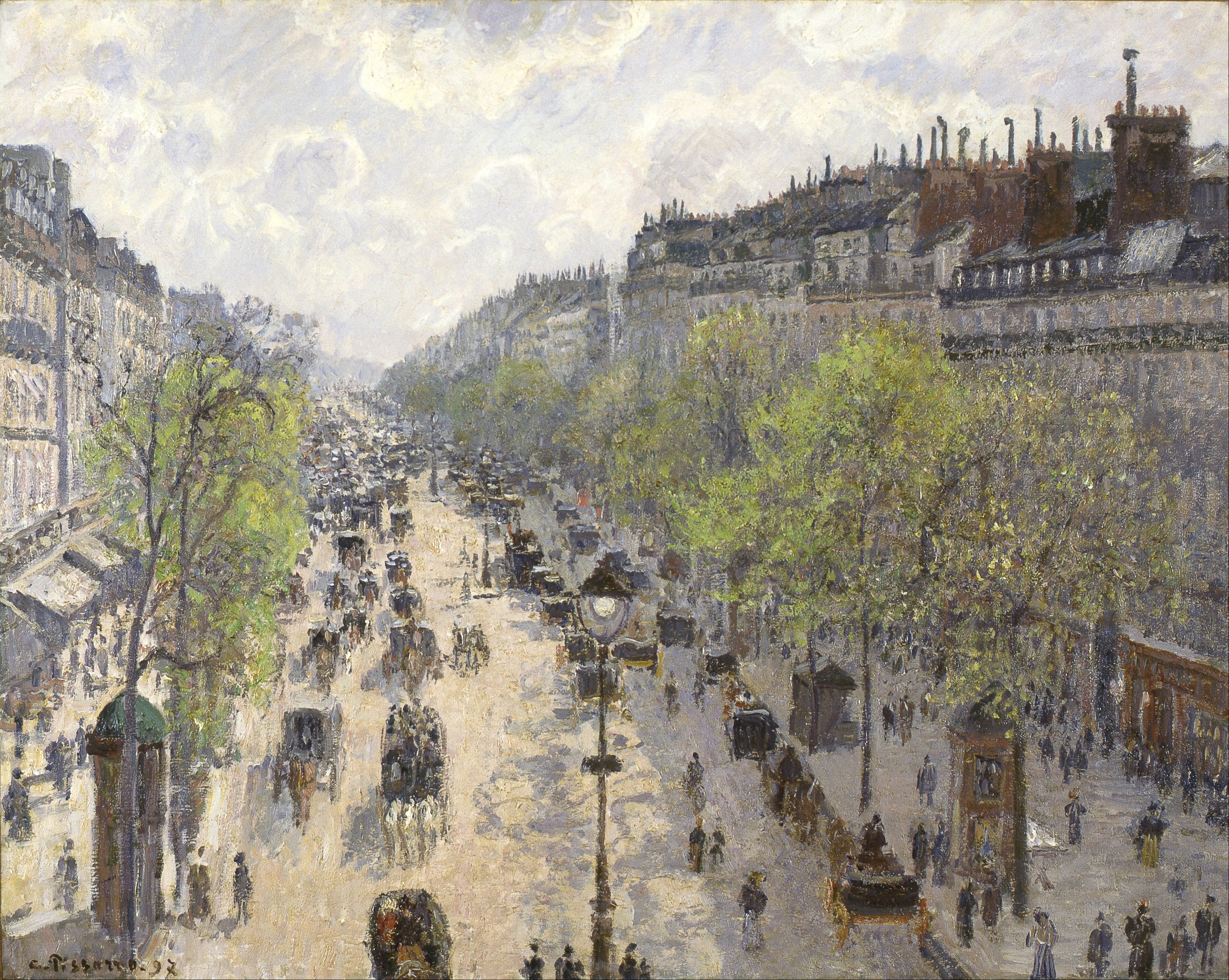
Défilé de fiacres en 1897 – Antoine ne peut plus croire à l'ordre ancien
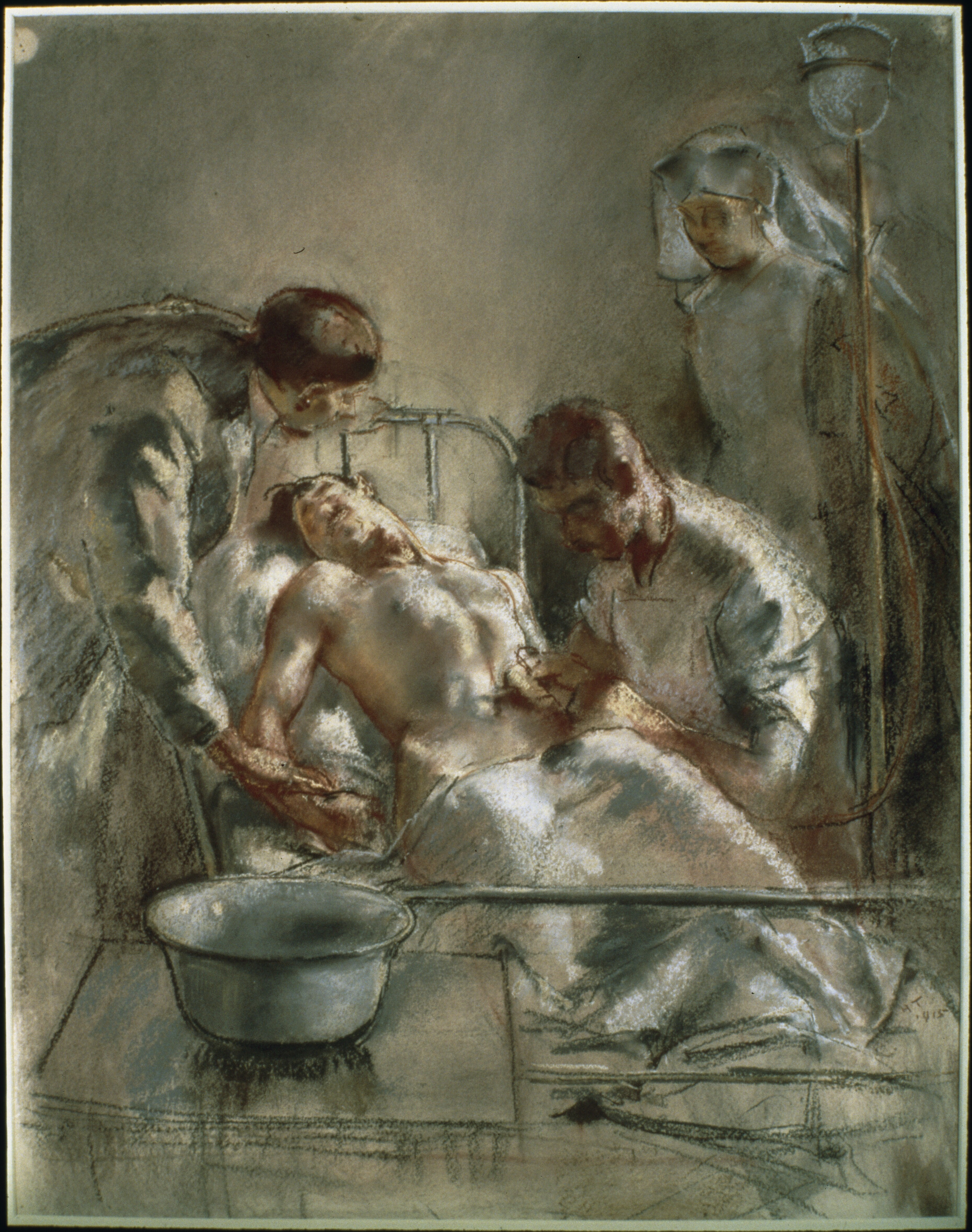
Soldat blessé en 1915 – Seule Thérèse traverse la guerre sans douter.
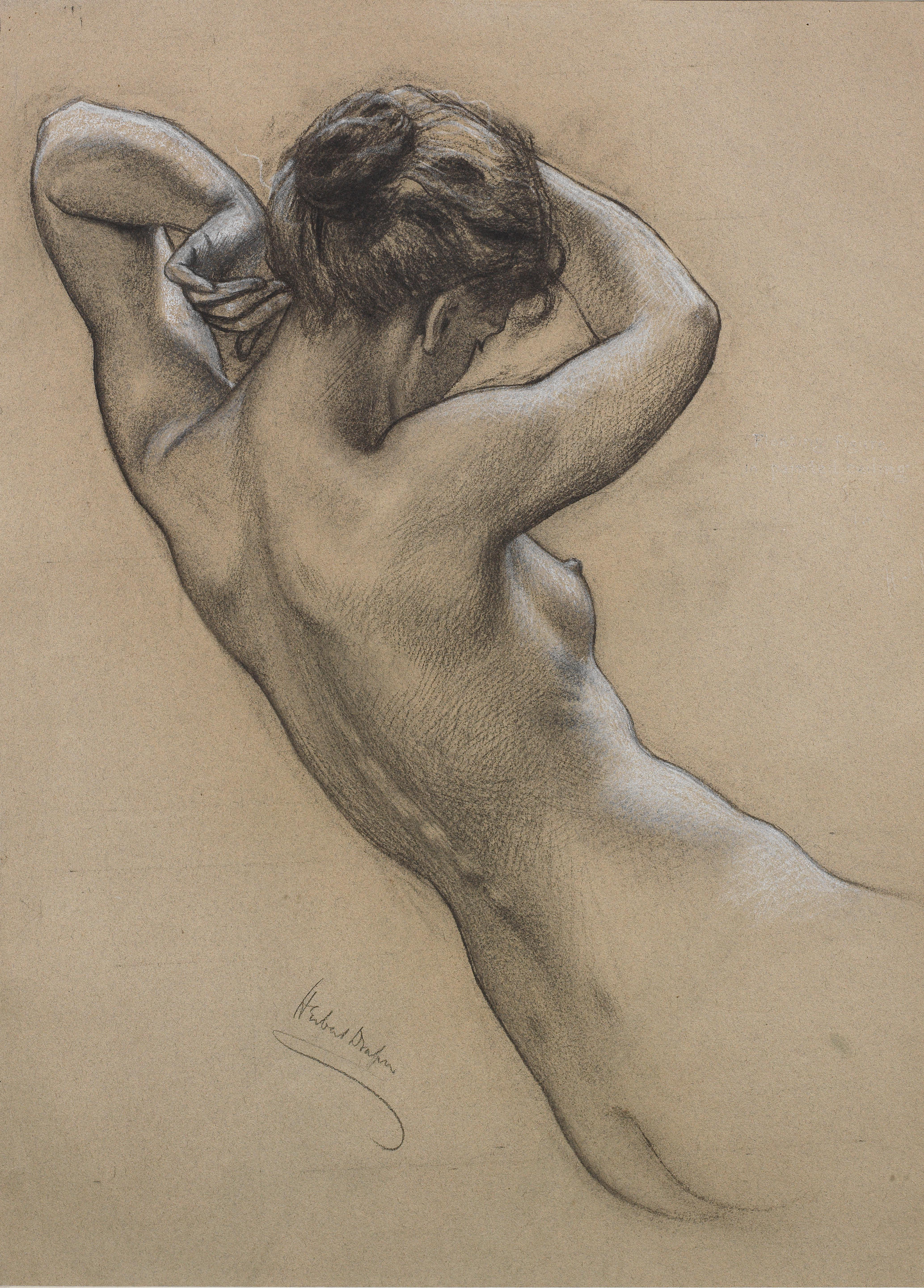
Nu de dos tel qu'en peignait Daniel – qui ne peindra ni n'aimera plus
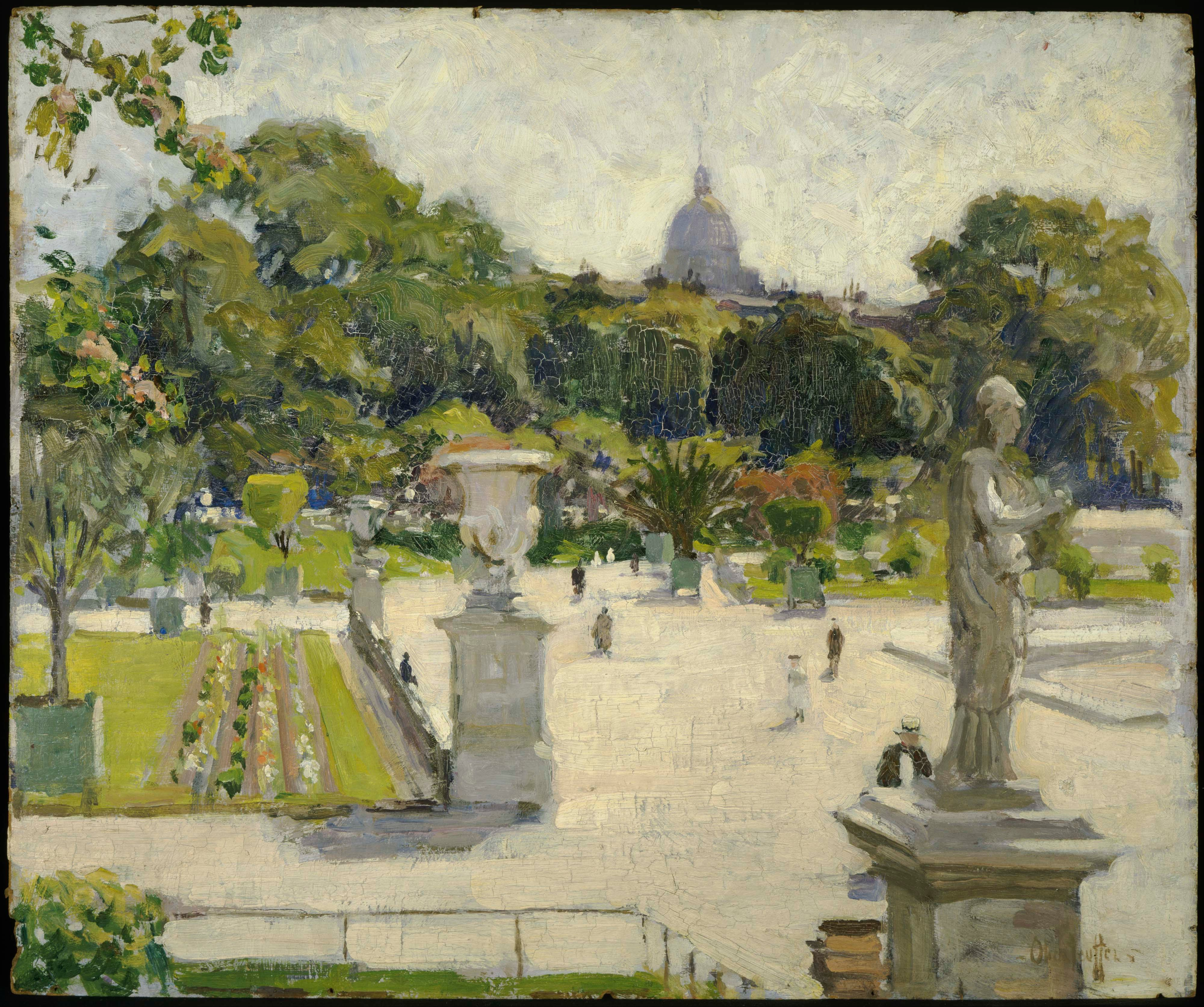
Le jardin du Luxembourg – Jenny quittera le lieu et le milieu de son enfance

### Une «Belle Époque»?
La forme « totalisante » du roman-fleuve, qui permet de saisir toute une époque dans ses multiples facettes et qui, en vogue dans l'entre-deux guerres, va s'essouffler au tournant des années 1940, se fait ici le miroir d'une société dont les valeurs s'effritent.

#### La loi du désir

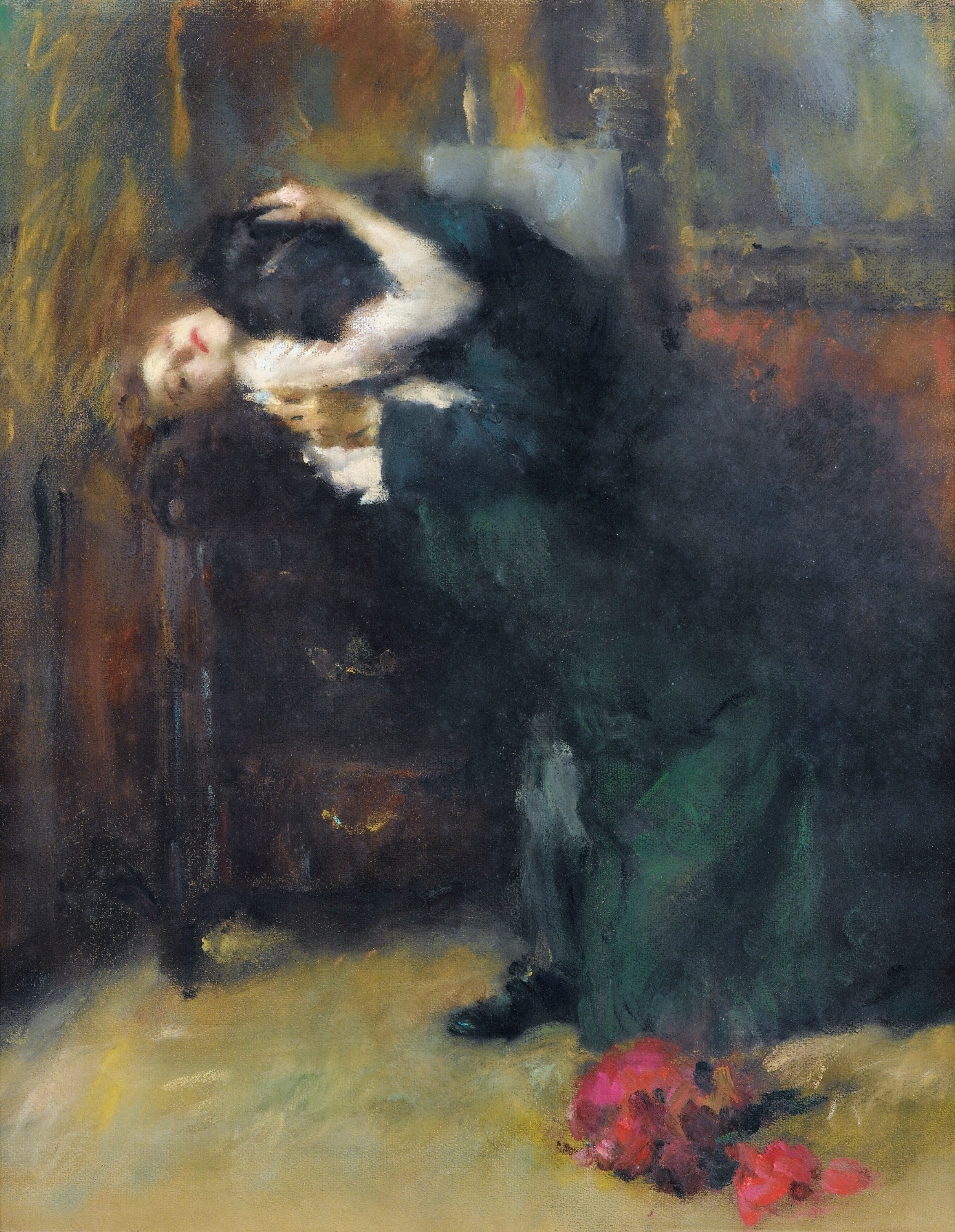
A. Alciati, Le baiser (v. 1900). Rinette succombe, malgré elle, au désir effréné de Daniel.

La Belle Époque ne mérite guère son nom que durant La Belle Saison, où s'entrecroisent quêtes amoureuses, rencontres faciles et prostitution, sur fond d'un libertinage « présenté presque comme un art de vivre pour la bourgeoisie "dans le coup" » – ce qui valut au roman d'être classé « à prescrire » dans une revue de 1928. Car les couples mariés sont rares et peu enviables : Jérôme de Fontanin ne revient vers sa femme que quand il a besoin d'argent, Simon de Battaincourt pleure dès son repas de noce, Héquet semble déjà infantiliser sa fiancée... Hormis l'idolâtrie de Thérèse pour son mari, si mal payée en retour, « la passion amoureuse se situe pratiquement toujours en dehors du mariage ».
À part Hirsch et sa liaison pour le moins hors norme avec sa fille, pas de perversité. Mais, chez les hommes, des pulsions soudaines et impérieuses qui annihilent tout contrôle de la raison, même chez le chaste Jacques (son baiser sur le mur) : le désir masculin est marqué par une certaine violence, une démesure qu'incarne tout spécialement Jérôme. La première soirée chez Packmell montre même une sorte de rivalité entre mâles dominants (deux riches bourgeois convoitent ici Rinette), que défie un jeune (Daniel), qui l'emporte d'ailleurs aisément. Car les personnages féminins sont beaucoup plus ambivalents – ce dont seule Rachel a pleinement conscience : d'abord effrayées, voire révoltées par le désir dont elles sont l'objet mais aussi le sujet (Rinette, Rachel, Jenny), les femmes résistent parfois jusqu'à la haine, ce qui ne les empêche pas tôt ou tard, sous l'emprise de leurs propres pulsions, d'abdiquer (Rinette, Jenny), ou de retomber (Thérèse, Rachel).
L'épisode des amours d'Antoine et Rachel, lui, demeure sans doute « l'un des plus beaux des Thibault » : outre sa valeur initiatrice pour le jeune homme, cette passion jamais mièvre, partagée dans une grande liberté sensuelle, rayonne de plénitude. Pourtant Rachel y met fin brutalement pour rejoindre l'homme qu'elle exècre : « tout se passe comme si la passion restait quand même une énigme aux yeux du romancier », qui va encore l'explorer à travers d'autres couples singuliers, tels Meynestrel et Alfreda, ou même Jacques et Jenny. La passion est aussi le terrain où l'on bascule en un instant « du bonheur au tragique en passant par le dérisoire », car elle se confronte sans cesse aux petites comme aux grandes misères de l'homme, de la disgrâce passagère qui empoisonne un rendez-vous jusqu'au vieillissement ou à la mort.

#### La fin d'un monde
La question religieuse « qui a tant agité le début du siècle » marque les premiers tomes des Thibault, pour s'effacer ensuite et ne réapparaître que dans les méditations d'Antoine. Martin du Gard, athée endurci en profond désaccord avec sa femme fervente catholique, force d'abord le trait du dogmatisme obtus et du pharisaïsme d'Oscar Thibault, lui opposant — peut-être sous le charme de son amitié avec André Gide — les élans mystiques des protestants Thérèse et Gregory, dont la bonté transcende la caricature. Jacques envie de fait l'éducation qu'a reçue Daniel, libre de ses mouvements, de ses lectures, de ses fréquentations... La crise religieuse n'épargne néanmoins aucune des deux familles, séparant radicalement les générations. Nonobstant respect, confiance et affection pour leur mère, les enfants Fontanin ne gardent pas plus la foi que les fils Thibault, Jacques qui l'a rejetée avec les valeurs bourgeoises, lui substituant l'idéal révolutionnaire, Antoine qui l'a perdue en lui comparant l'honnêteté intellectuelle des universitaires. Le médecin a certes remplacé les illusions consolatrices de la religion par les mirages de la Science, que balaie à son tour le traumatisme de la Grande Guerre. Mais il a beau éprouver toute « la perplexité de l'homme devant l'univers », il s'accommode définitivement d'un monde sans Providence ni Ordre divin.
« L'individu coincé entre l'histoire et Dieu » est pour Camus le grand thème « orchestré de façon symphonique dans Les Thibault ». Or il note que le conflit entre foi et science s'estompe « à mesure que l'histoire recouvre peu à peu les destinées individuelles » et qu'émerge un idéal socialiste qui coïncidait déjà dans Jean Barois avec l'irréligion. La catastrophe inaugurale du XXe siècle apparaît comme l'aboutissement logique des politiques impérialistes menées par les États et incarnées par leurs chefs ; elle sanctionne donc l'échec du christianisme bourgeois : « la société qui croyait pouvoir être en même temps marchande et chrétienne s'écroule dans le sang ».

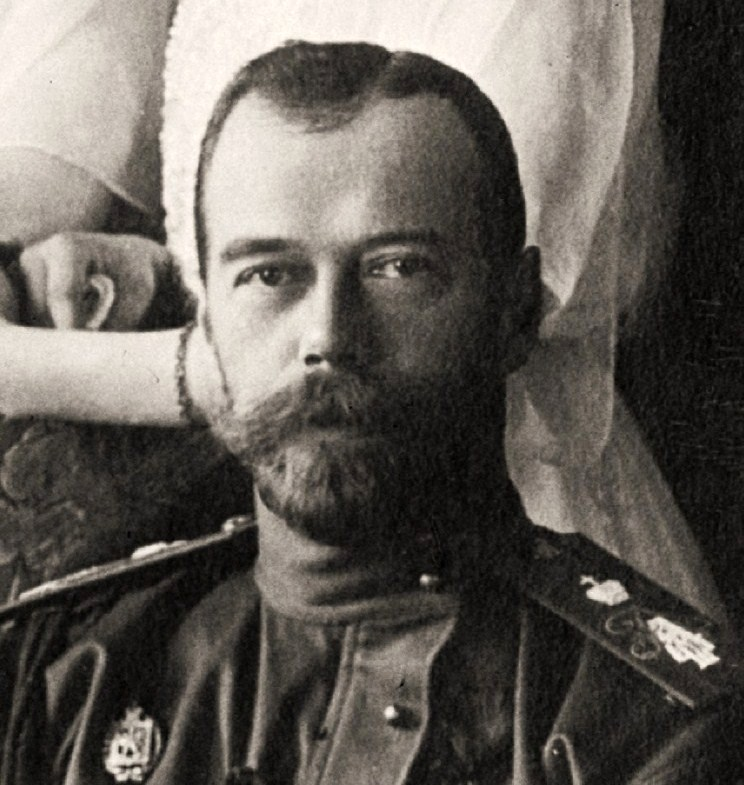
Nicolas II
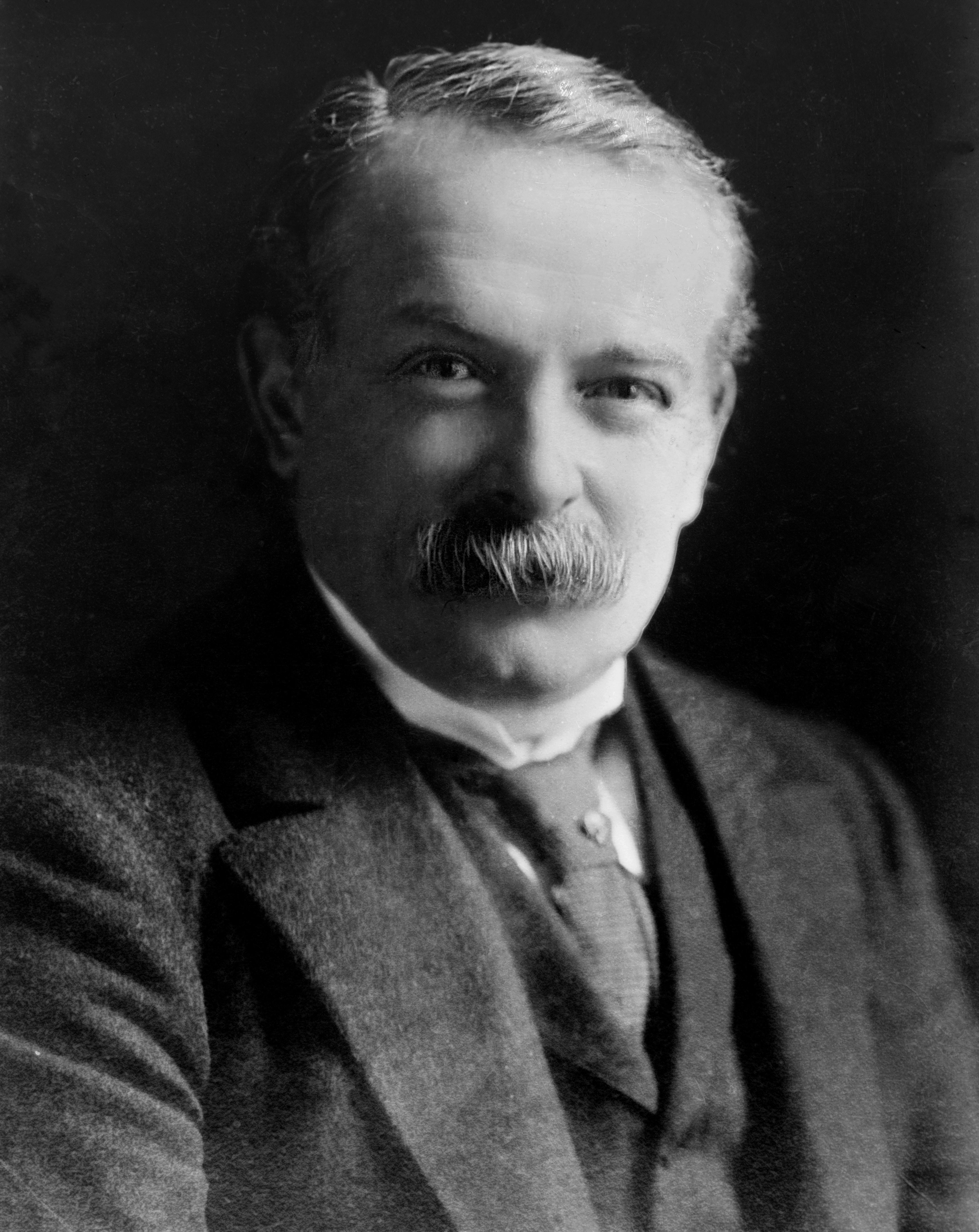
Lloyd George
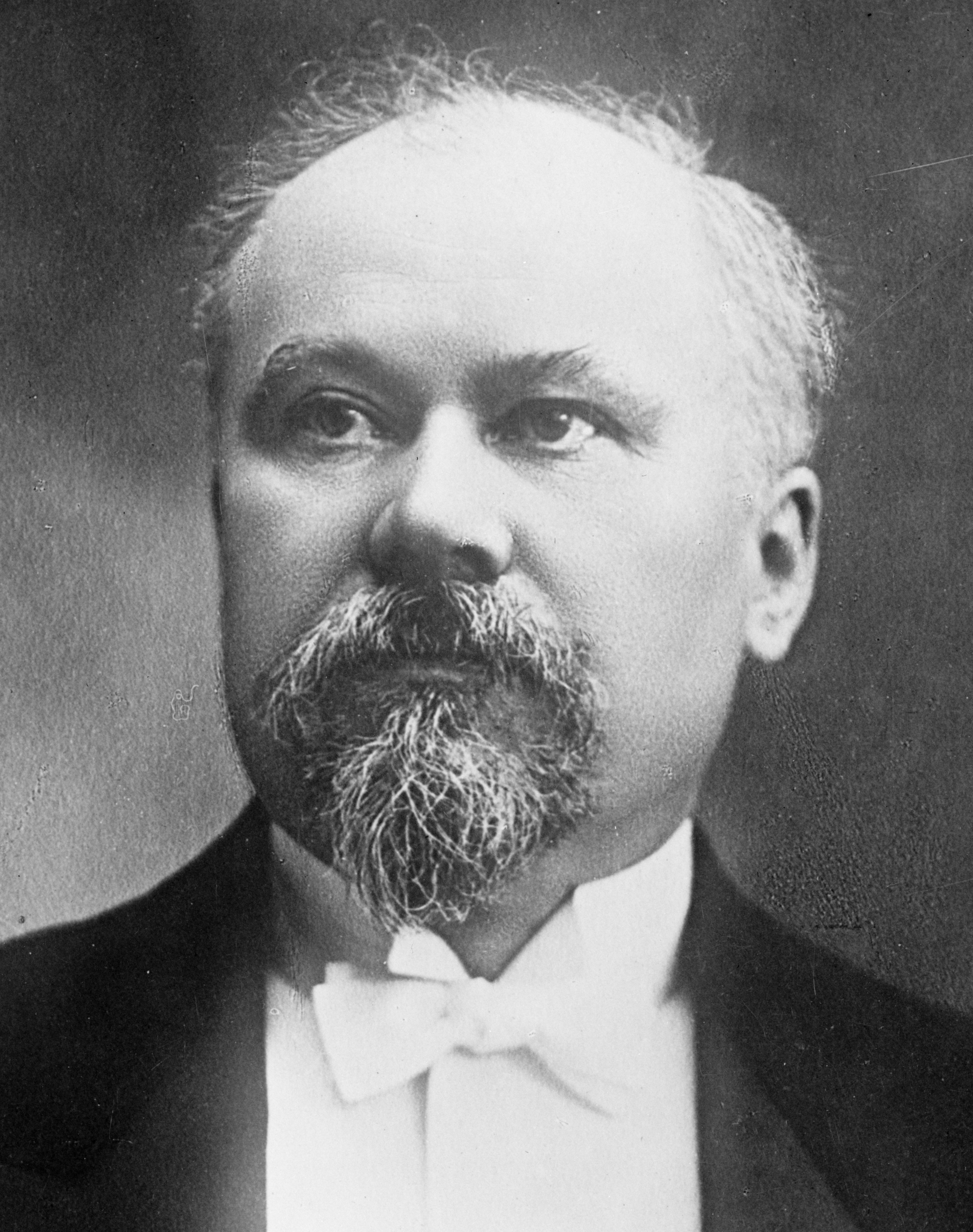
Raymond Poincaré
René Viviani
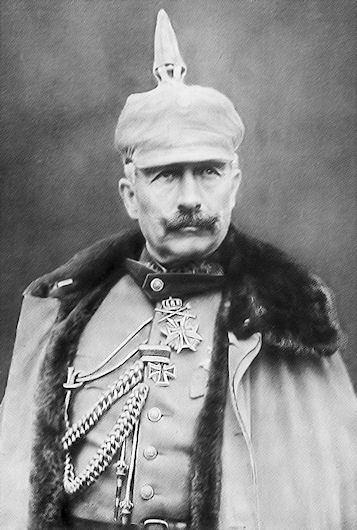
Guillaume II
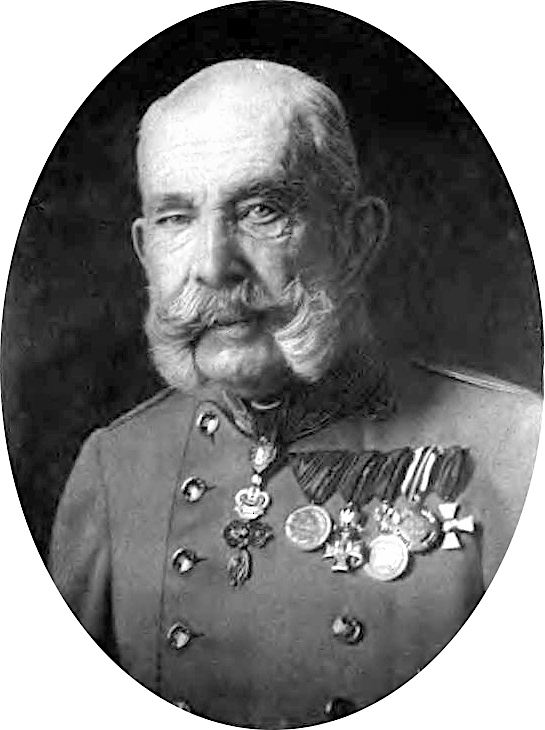
François-Joseph

### Écrire la guerre
Roger Martin du Gard romancier compte reconstituer la Grande Guerre à partir d'une documentation (monumentale), mais c'est bien « de son expérience personnelle qu'est né le désir de placer [la guerre] au centre des Thibault » — le paradoxe de ce roman de guerre étant qu'il refuse « une représentation ample et frontale des épisodes guerriers ».

#### L'écrivain dans la Grande Guerre

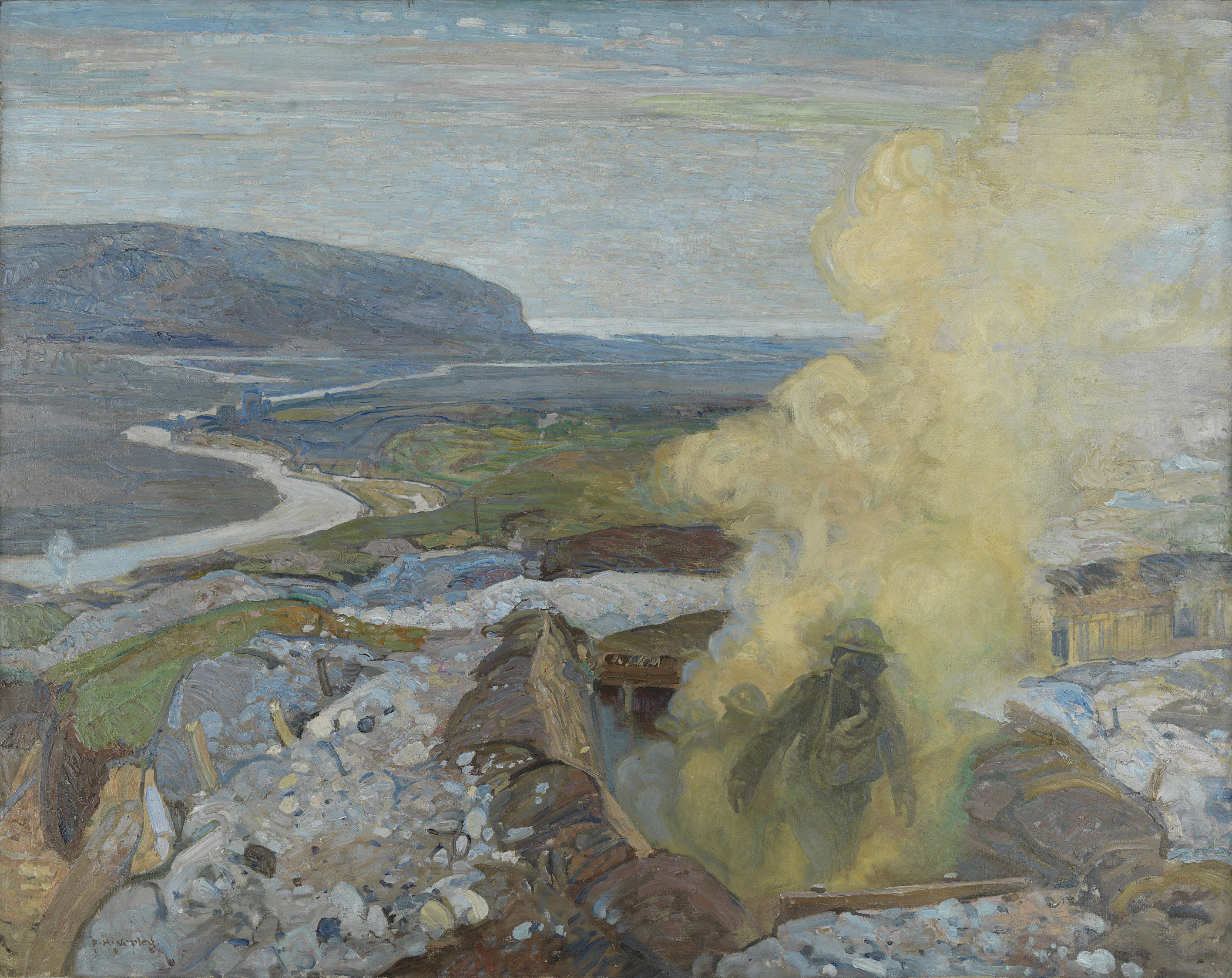
Roger Martin du Gard écrit, d'autres ont choisi de peindre.

On peut suivre dans ce qui est souvent appelé son « Journal de guerre » — sept petits carnets tenus du 31 juillet 1914, jour de la mobilisation, jusqu'au 9 mars 1919, après sa démobilisation — le parcours militaire de Roger Martin du Gard, depuis son incorporation (avec son frère) dans les Convois automobiles jusqu'à l'occupation de la Rhénanie, en passant par les frontières allemande et belge, la Meuse, la Somme, l'Aisne, etc. Affecté au ravitaillement en vivres, munitions ou matériel, il risque parfois sa vie entre l'arrière et le front mais a conscience d'être privilégié — ses missions prendraient presque un aspect routinier. Il n'empêche que les spectacles macabres qui l'entourent finissent par le miner : « J'en ai plein le dos de vivre dans cette angoisse continuelle, dans ce malheur universel, c'est une véritable souffrance », écrit-il à un ami en octobre 1915. Il recueille des témoignages sur les combats et leurs retombées économiques, sociales, psychologiques, attentif aux émotions, s'efforçant de « saisir ce qu'il y a d'humain et d'universel dans [les] réactions à vif ». Son écriture, notamment quand il dépeint par petites touches (comme fait Antoine dans son Journal) un paysage ou une atmosphère, dépasse d'ailleurs le factuel en « une quête d'art et d'esthétique au-delà de l'horreur » : ses carnets au but encore mal défini permettent donc d'abord à l'écrivain Roger Martin du Gard de continuer à écrire, tout comme ses lettres, où en marge des choses vues et des photographies abondent ses jugements sur le conflit, modulés en fonction du correspondant ou de la censure,.

#### De la transposition au réquisitoire
Certains portraits croqués alors inspirent à l'auteur des Thibault jusqu'à des personnages éloignés de la guerre — Gise a ainsi « les beaux yeux fidèles » d'une marocaine déguisée en soldat pour suivre son mari. Mais les souvenirs personnels vont se retrouver surtout à la fin de L'Été 1914 et dans Épilogue, sous forme de scènes observées par Jacques ou par Antoine — dont les déplacements derrière la ligne de front, le point de vue, la sensibilité et le désir d'écrire ne sont pas sans évoquer ceux de son auteur. Dans ce que voit Jacques, Charlotte Andrieux prend l'exemple des trois uhlans, capturés et tourmentés dans un village alsacien, pour analyser le type de mise en scène enrichie de dialogues qu'a pu effectuer Martin du Gard à partir de ses notes. Il amplifie davantage d'autres épisodes : des tracts ramassés au front, et qu'il charge sa femme de conserver, rappellent le manifeste de Jacques, un soldat rendu muet par sa mâchoire cassée un aspect de son calvaire.
La toile de fond du dernier épisode de L'Été 1914 est par ailleurs la « Bataille des Frontières », où l'auteur s'est trouvé. Ces premiers affrontements entre troupes allemandes et françaises ont eu lieu du 7 au 23 août 1914, et Roger Martin du Gard s'aide de documents pour tisser ce motif historique au thème majeur du raid aérien de Jacques et Meynestrel. Il les antidate légèrement et entrelace au récit de l'accident puis des derniers moments du héros le détail des opérations, actualisé et authentifié, suivant une technique qui lui est chère, par de multiples informations parcellaires n'émanant pas du narrateur : une manchette de journal, les propos surtout qu'échangent dans la pagaille, au-dessus du brancard de Jacques, sous-officiers ou simples soldats, placent le lecteur au plus près des perceptions de ceux qui, loin parfois des considérations stratégiques, ont traversé les événements.

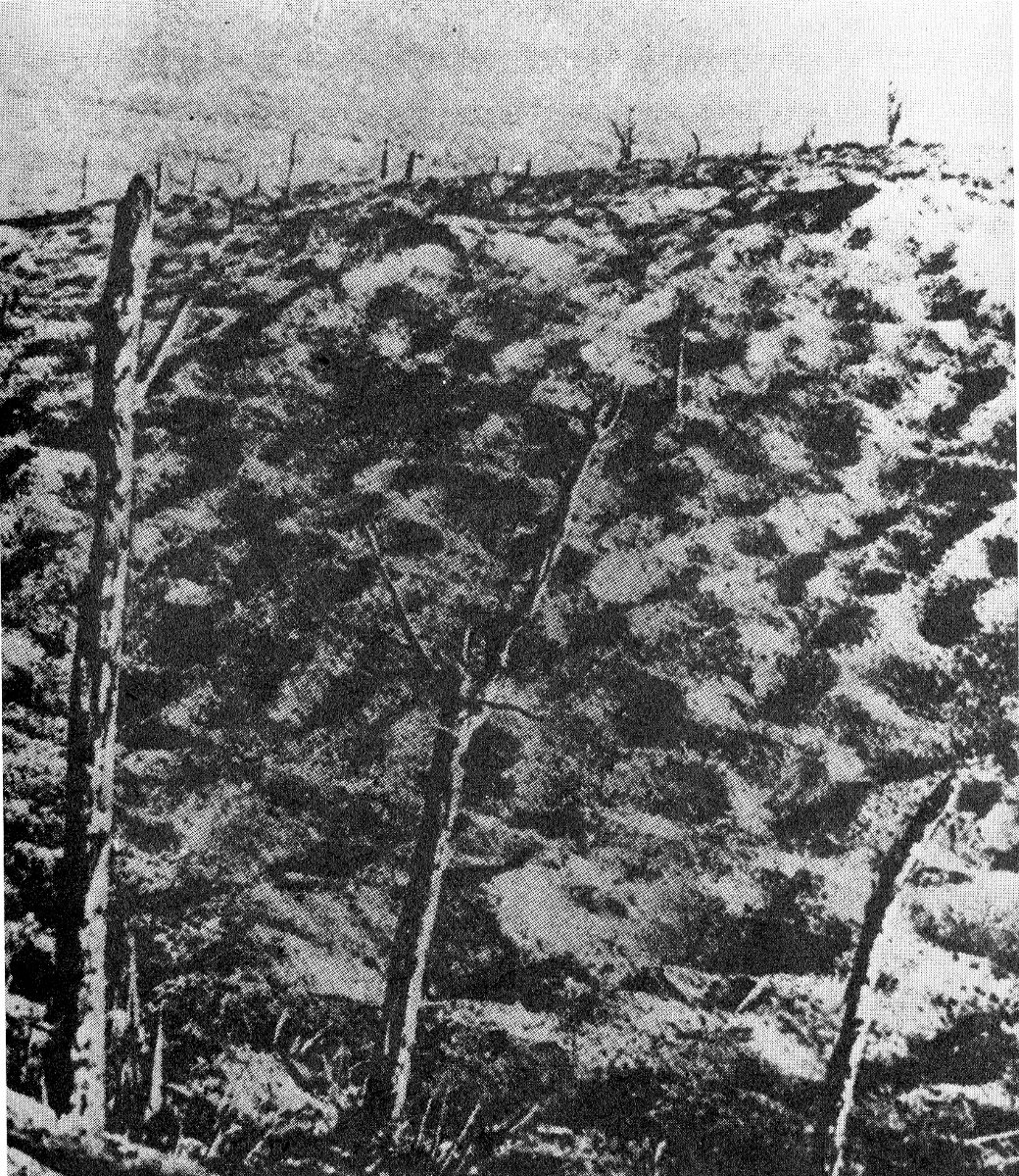
Verdun, 1916.

L'Été 1914 et Épilogue, à travers les nombreuses discussions entre les personnages, dénoncent explicitement les manipulations étatiques et le bourrage de crâne. On peut par exemple mentionner la réaction de Jacques, dans L’Été 1914, face « l’acquiescement subit de la foule parisienne à l’entrée en guerre de son pays », acquiescement qui témoigne de l’endoctrinement opéré par la propagande militariste. De plus, le récit de la bataille des frontières exhibe le fossé entre les discours officiels et le vécu des populations, militaires (soldats vitupérant l'incurie des généraux) et civiles (les Alsaciens n'accueillent pas les Français à bras ouverts). De plus, le décalage dans le temps fait coïncider le vol de Jacques avec les revers et pertes importantes ayant succédé aux premières victoires — à peine mentionnées —, si bien que les faits lui donnent déjà raison quand il pense « hécatombe » : « cette inexactitude se donne à lire comme l'élément d'une argumentation qui renvoie au regard critique et démystificateur » de Jacques (et de son auteur) sur la guerre. Le supplice du héros, atrocement blessé, malmené, privé d'eau, se dresse en lui-même contre la « déshumanisation induite par une guerre qui n'enfante que la barbarie ». Pour autant il serait peut-être abusif d'y voir la cristallisation de toutes les souffrances des soldats au front. Le martyre de Jacques, outre une démythification des fantasmes romantiques d'héroïsme et de fraternité, exprime plutôt la situation de l'homme dans la guerre : emporté dans une folie qui lui échappe.

#### Comment dire l'indicible
« La guerre apparaît comme un point aveugle et un point de fuite de la fiction » : encadrée par les titres significatifs L'Été 1914, et Épilogue, précédée de discours bavards lors de la montée des périls, puis de la cacophonie de la déroute avant un silence assourdissant, la réalité du front, des tranchées, des assauts, est engloutie dans une ellipse massive ; elle pèse par une absence qui signifie l'impossibilité de la saisir par l'écriture, sinon à travers des épisodes brefs et des effets particuliers. Hélène Baty-Delalande analyse la rupture entre la manière ordinairement fluide de Roger Martin du Gard et le style brisé, en parataxe, qui marque l'agonie de Jacques et (un peu moins) le Journal d'Antoine : le point de vue partiel de Jacques, dont la douleur altère les perceptions, augmente l'impression de chaos, tandis que s'accumulent les notations isolées, à l'image de son corps déchiré et de la débandade collective.
« L'impossibilité éthique de la guerre est ainsi, chez Martin du Gard, traduite par le refus du récit » et par un style « de la dispersion des signes et de la dislocation syntaxique » qui préserve aussi Antoine de tout sentimentalisme : entre « esthétique de la fureur » (Été 1914) et « esthétique de la suggestion » (Épilogue), le romancier choisit la fragmentation pour éviter les écueils d'un lyrisme complaisant.

### La question du pacifisme
Roger Martin du Gard affirme avoir construit toute son œuvre sur le pacifisme de Jacques Thibault, déjà antimilitariste dans le plan de 1920, et viscéralement non-violent, avant même d'adhérer au socialisme. Mais son frère Antoine fait contrepoids à ce pacifisme intégral : « ce roman orienté oblige ainsi le lecteur à réfléchir et lui laisse l'entière liberté de conclure ».

#### L'évolution personnelle de l'auteur
Dès 1905 Roger Martin du Gard s'était affilié à divers comités, certains franco-allemands, prônant un arbitrage généralisé entre les nations qui fût respectueux de la fibre patriotique et distinct de l'antimilitarisme. Or, par rejet instinctif de la violence et refus rationnel des fausses solutions, il vit de plus en plus la guerre en réfractaire confronté au mal absolu ; sa correspondance s'en fait l'écho, et même d'un virage socialiste vers 1916,. Patriote n'ayant jamais versé dans le nationalisme, il reste amer, honteux de s'être fait piéger par la croyance en une « guerre du droit », « pour la paix » : aussi se radicalise-t-il dans l'entre-deux guerres, se référant volontiers aux théoriciens d'un pacifisme extrême comme le philosophe Alain, ou encore Léon Émery,. Rallié aux thèses « révisionnistes » établissant le bellicisme et les responsabilités partagées des gouvernements, il laisse Jacques (et Studler) exprimer ce pacifisme intégral né en fait dans les années 1930 : il n'y a pas de guerre juste, aucune ne devrait pouvoir être déclarée sans référendum à majorité des trois-quarts, seuls les états impérialistes sont en conflit et tout, y compris l'occupation — en ce qu'elle ne change rien à la condition misérable des peuples —, vaut mieux que l'horreur de la guerre. Toutefois, convaincu qu'il ne saurait mieux défendre la paix qu'en écrivant, Roger Martin du Gard a la hantise d'être embrigadé et ne signe que quelques manifestes contre la guerre ou le fascisme ; ses inquiétudes grandissent à mesure qu'est menacé l'équilibre international, mais sa détestation de la guerre le conduit par exemple à soutenir en 1938 la signature des accords de Munich,.

#### L'échec du pacifisme

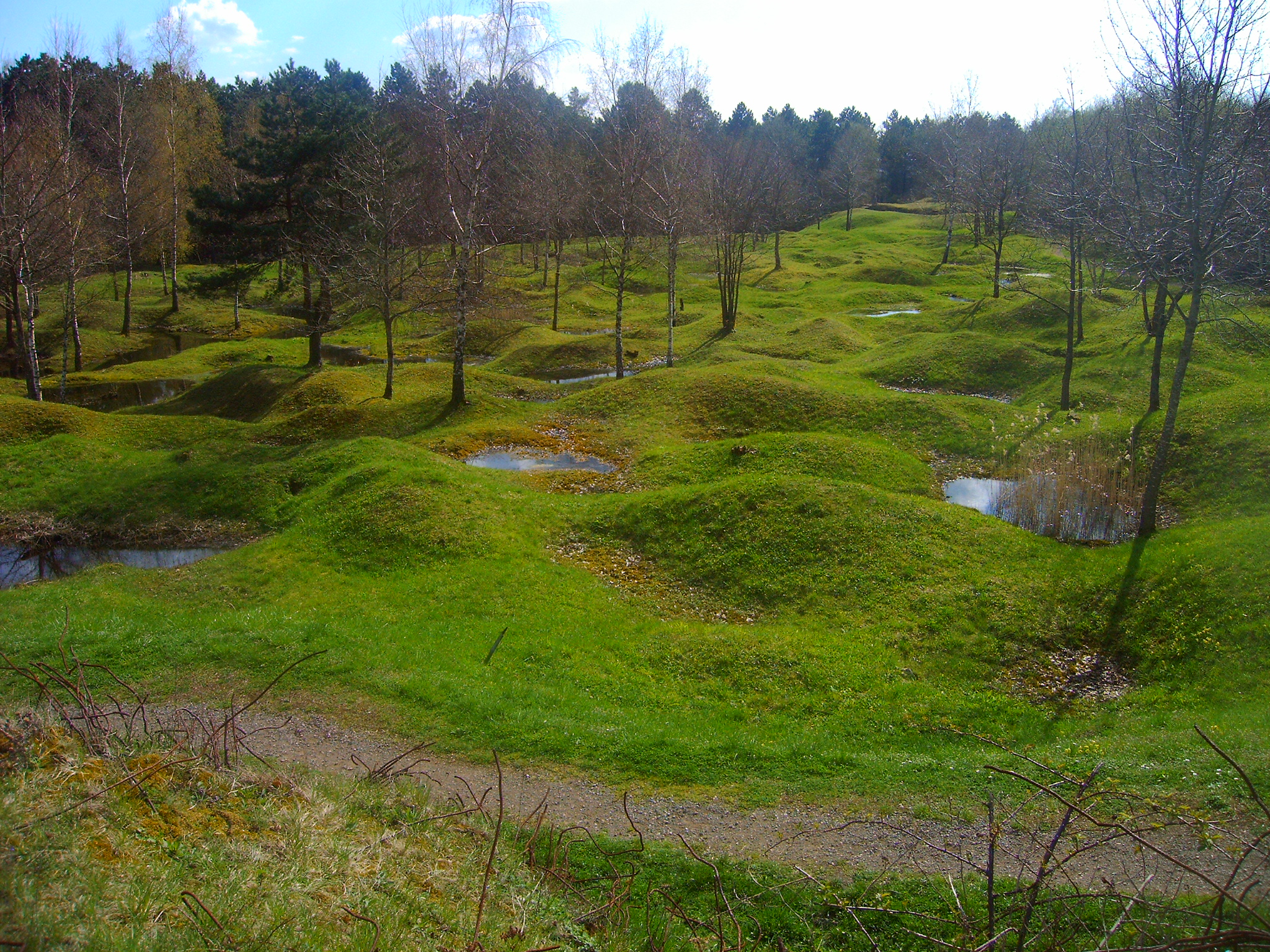
Verdun, 2005.

Dans L'Été 1914, tout entier structuré par l'antithèse entre guerre et paix, le mouvement socialiste apparaît comme la seule grande force pacifiste, et le groupe de Genève comme une Internationale miniature dont chaque membre, incarnant une nationalité et un courant idéologique existant, rapporte les réactions des grands partis socialistes européens face au péril. Mais l'auteur évite la schématisation que pourrait induire ce système de représentation en faisant de Jacques, qui a le même recul, les mêmes hésitations que lui, un militant atypique. Au fil des informations ou de la participation des personnages sont retracées les étapes, puis l'échec, de l'opposition internationaliste à la guerre — dramatisée par une vision apocalyptique du « casse-pipe » passablement anachronique en 14 : meeting du 29 juillet au Cirque Royal de Bruxelles, entrevue du 1er août entre le leader du SPD Hermann Müller et les représentants de la SFIO, trahisons au sommet, désarroi de la base, résurgences du nationalisme.
Le personnage de Mourlan semble dénoncer à juste titre une seconde Internationale dénaturée, qui prétendait concilier internationalisme socialiste et pouvoir bourgeois, et triompher sans sortir des cadres légaux, par la seule pression des discours parlementaires. Nombre de militants (même du cercle de Genève) vont de fait s'enrôler sans trop renâcler sous les drapeaux. Seul Mithoerg, fiché en Autriche comme déserteur, espère y être fusillé pour inciter le peuple à se soulever. Seul Jacques croit jusqu'au bout à la volonté pacifique des peuples et aux chances de paix : son tract paraît « la mise en forme active », virulente, de « la rage sourde » de Roger Martin du Gard contre la guerre. Il resterait à s'interroger sur le choix qu'a fait le romancier de mettre à mal, par la fin tragique et dérisoire de son héros, la générosité d'un pacifisme militant — fût-il illusoire —, plutôt que de chercher à disqualifier la mythologie de l'héroïsme guerrier. Jacques échoue peut-être parce qu'il a voulu « imposer une mystique de paix contre la mystique de guerre, sans reconnaître la toute-puissance de l'inconscient collectif », dont Antoine, lui, prend la mesure : moins idéaliste, « le pacifisme d'Antoine relaie celui de Jacques ».

#### Fin tragique ou ouverte?
C'est la question de la tonalité finale des Thibault. Maurice Rieuneau, rapprochant d'ailleurs la structure de L'Été 1914 des cinq actes d'une tragédie classique, considère Jacques et Antoine comme des héros tragiques, qui font leur malheur en voulant agir contre le mal : Jacques pris pour un espion au cours de son raid pacificateur, Antoine pris au piège des gaz lors d'une patrouille sanitaire. Il souligne l'agitation de Jacques contre des forces qui le dépassent, et montre Antoine revenu de ses illusions sur la vie et les hommes, n'espérant plus que dans une institution internationale dont l'auteur comme ses lecteurs savent en 1940 qu'elle n'a pu empêcher une seconde déflagration mondiale. Le romancier en dit plus qu'il ne devrait au moment où vivent ses personnages précisément pour « que le lecteur sente le nécessaire enchaînement qui continue sous les pathétiques et vaines discussions ». Pour autant on ne saurait parler d'un sens de l'Histoire derrière cette mécanique : les doubles du romancier que sont Antoine ou Philip expliquent le désordre de la guerre par la « nature humaine », par une fatalité en quelque sorte biologique qui emmure les hommes. Jochen Schlobach relativise en revanche le pessimisme d'Antoine dans Épilogue. C'est pour lui celui d'un homme qui sait qu'il va mourir mais a toujours foi en l'avenir, s'en soucie à défaut de s'y projeter, et rêve son neveu en aviateur luttant, vingt ans plus tard, contre de nouvelles formes de barbarie : une fin ouverte, donc, pour l'ensemble de l'œuvre, qui n'eût plus été possible en pleine guerre.
On peut rappeler ici que L'Été 1914 fut salué par les pacifistes comme un « diffuseur » de leurs argumentaires aidant à mieux comprendre les origines de la Grande Guerre, et posant d'emblée son auteur en « conscience et référence » — éclipsé il est vrai auprès des générations suivantes par Barbusse, Rolland ou même Victor Margueritte. Mais pour Maurice Rieuneau, qui estime qu'entre 1936 et 1939, L'Été 1914 a « puissamment » touché les lecteurs en renforçant leur sensibilité pacifiste, ceci s'est fait « au détriment sans doute de l'esprit de résistance au nazisme ».

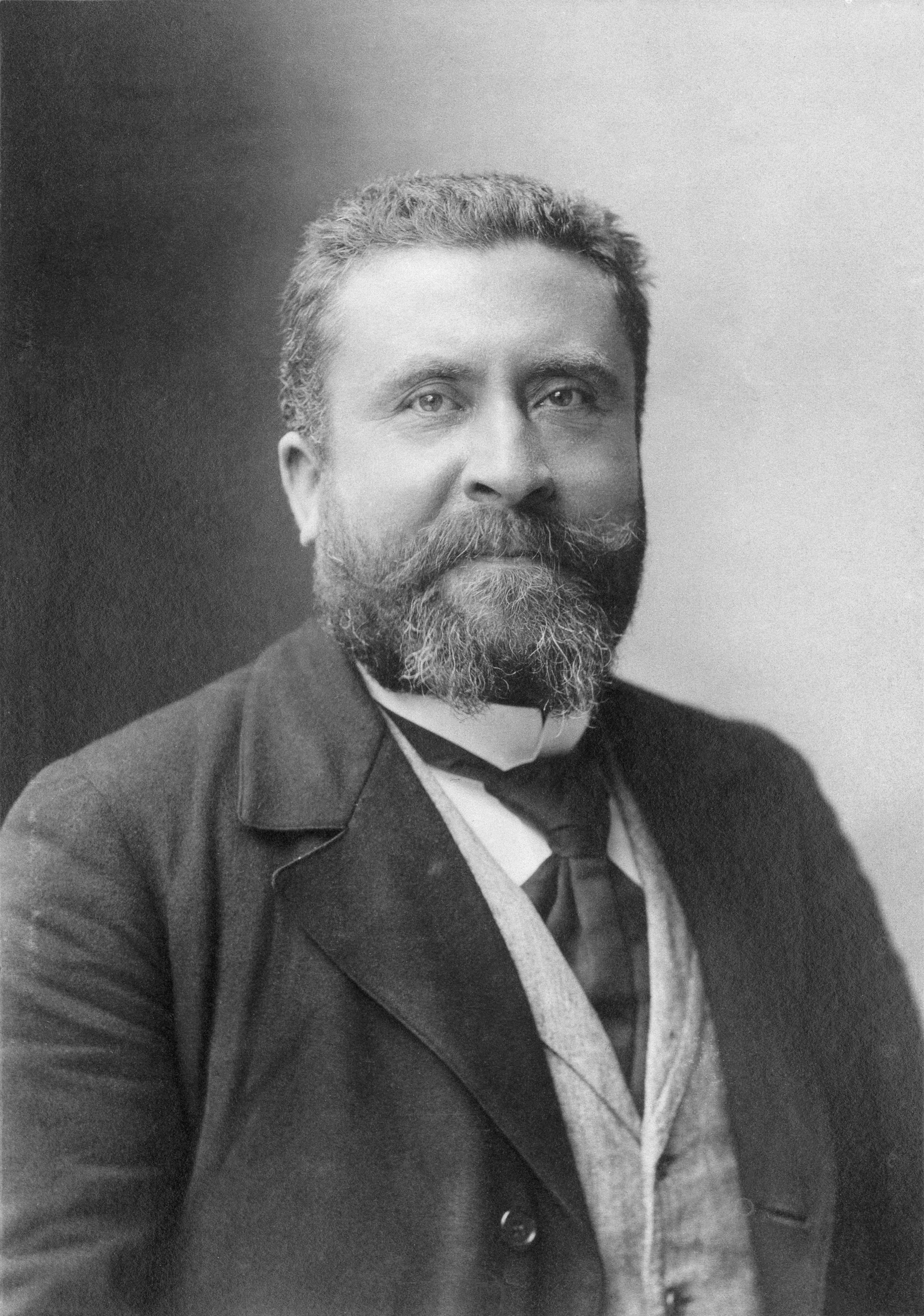
Jean Jaurès
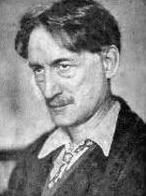
Henri Barbusse
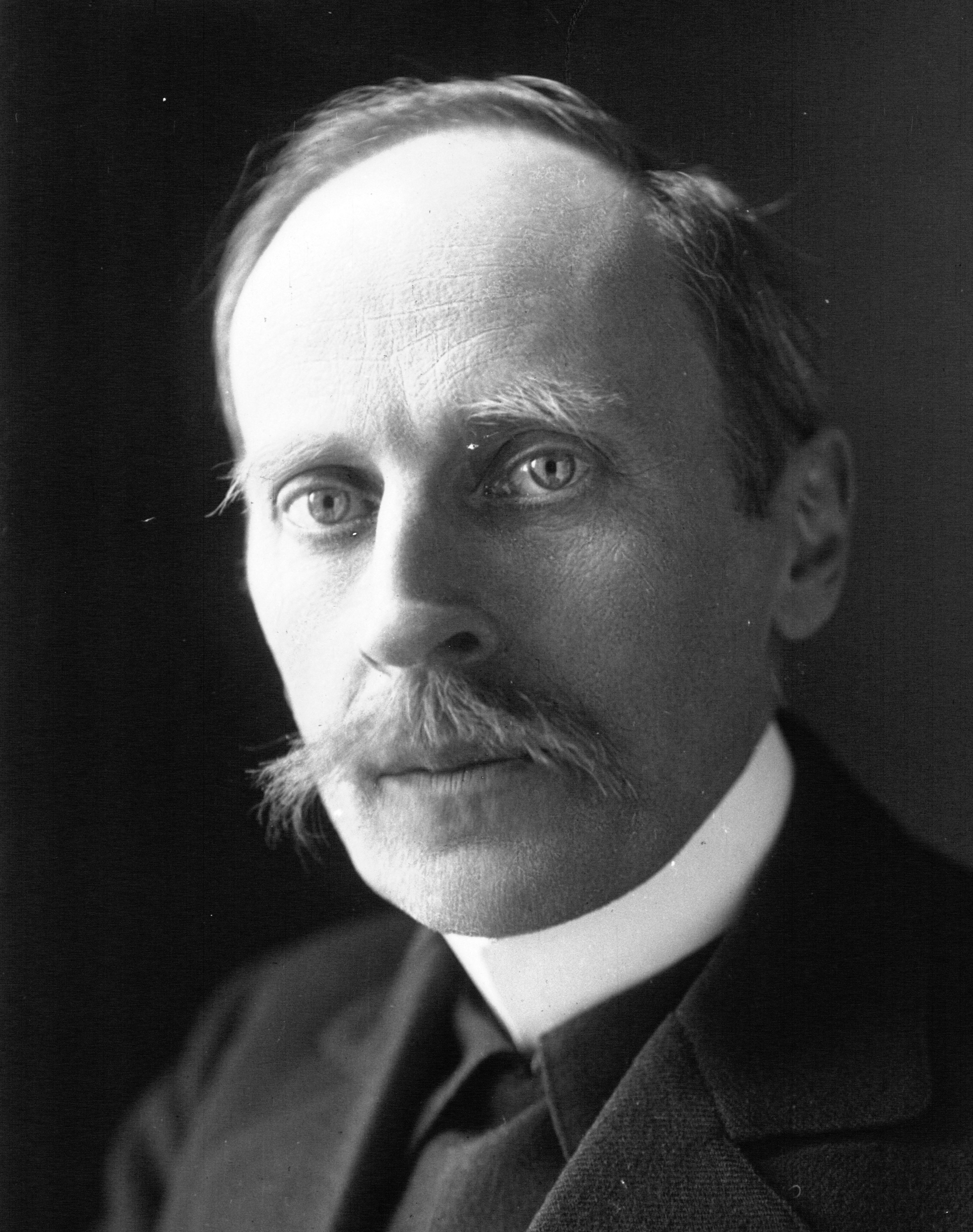
Romain Rolland
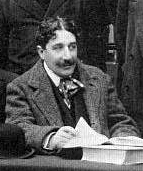
Alain
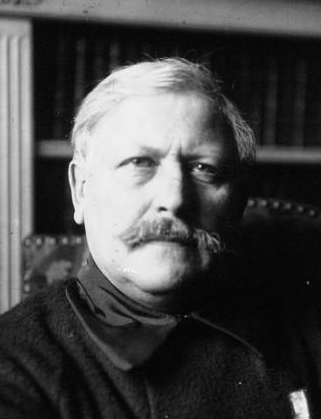
Victor Margueritte

### Un engagement humaniste

#### Comment mourir

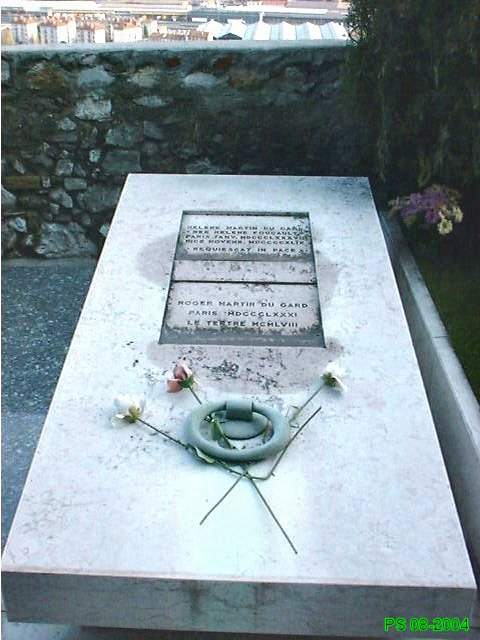
Tombe de Martin du Gard. La peur « de la mort et de l'oubli » fut « un moteur essentiel de [son] activité littéraire ».

La mort traverse et clôt Les Thibault, indépendamment même de l'hécatombe due à la guerre. La mort du père qui signe au mitan de l'œuvre la fin d'un monde, puis celle, choisie, de ses fils, achèvent chacune une unité narrative, conférant à l'ensemble sa structure tripartite — les trois Thibault peuvent d'ailleurs figurer les trois âges de la vie : de l'enfance à l'entrée dans l'âge adulte (Jacques), de la jeunesse au début de la maturité (Antoine), de l'âge mûr à la vieillesse (Oscar). Plus encore, la mort est ce qui « oriente le destin romanesque des personnages », en ce qu'elle apporte un éclairage nouveau sur leur vie, leur être. L'agonie du père lui donne une certaine grandeur dans le pathétique, celle de Jacques invalide sa posture héroïque, celle d'Antoine le rend à une courageuse lucidité : « ces trois morts, scansion principale du roman, viennent brutalement contredire la construction de soi que narraient les différents tomes ».
Mais Martin du Gard, hanté par cette question, s'intéresse avant tout au rapport des hommes à la mort. Jacques, quand son père parle de changer leur nom en Oscar-Thibault, sent « ce qui perçait d'angoisse dans ce besoin de se survivre : lui-même, malgré ses vingt ans, ne pouvait songer à la mort sans une soudaine défaillance » ; et le patriarche trahit bien par là son rêve « d'assurer son immortalité en occupant l'espace du nom propre (du propre nom) de ses fils ». Camus, lui, savourait, au-delà de la satire, le moment où Oscar Thibault ignorant la gravité de son état met en scène une solennelle et fausse cérémonie des adieux, puis comprend, aux réactions non feintes de son entourage, qu'il est perdu : « dès cet instant, il commence de mourir et la peur stérilise sa foi ». L'agonie d'Oscar dénonce le trépas du chrétien comme une comédie qui ne soulage en rien l'angoisse, tandis que l'entrée digne et lucide d'Antoine dans la mort relève plutôt du « modèle du sage laïque » à l'antique — ce qui l'oppose à Jacques, courant au-devant de la sienne pour esquiver sa difficulté à vivre, ou encore à Jérôme, qui par le suicide fuit l'opprobre, ou tout bonnement l'âge ennemi du libertin. Quant au geste d'Antoine injectant à son père une dose mortelle de morphine après des jours et des nuits de douleurs infernales, il offre un précoce exemple littéraire d'euthanasie compassionnelle.

#### Pour quoi vivre
L'impossibilité de croire laisse Roger Martin du Gard face à un vide que ne comblent pas ses convictions athées ni socialistes, le choc de la guerre ayant relancé son scepticisme à l'égard des systèmes, et à l'idée que la perfection puisse jamais se réaliser dans l'Histoire. Il est taraudé par la lancinante question que se pose Antoine : « Au nom de quoi ? ». Sa réponse, d'une simplicité toute pratique, concilie épanouissement personnel et respect d'autrui.
Jacques et Antoine empruntent divers chemins pour sortir d'eux-mêmes et aller vers leur vérité, passant par exemple par l'émotion d'une fraternité charnelle entre les hommes — Jacques qui soulève le corps souffrant de son père, Antoine malade lui-même... Le cadet a glissé de manière évidente de la révolte personnelle à l'idée de révolution, mais sans pour autant rejoindre vraiment les autres : son sacrifice prouve qu'il tentait encore de se donner raison contre les hommes, non de vivre parmi eux. L'aîné quitte moins aisément son équilibre bourgeois et sa vision d'un monde stable, sa haute opinion de lui-même et sa tendance égoïste à écarter toute contrainte risquant d'entraver son essor personnel : mais il finit, entre autres grâce à Rachel, par admettre réellement l'existence d'autrui et « une misère commune, où il trouvera à la fois sa limitation et un épanouissement ». Antoine qui s'éteint en ne pensant qu'à son neveu et à l'avenir du monde devient profondément lui-même : une fois détruites les structures religieuse et culturelles traditionnelles, l'homme futur n'existant encore qu'à l'état de promesse (Jean-Paul), il affronte sa mort sans recours mais conscient d'être en ceci lié aux autres, et cherche « le dernier mot de sa raison de vivre » dans l'humble consentement à son humanité.
C'est en cela que pour Albert Camus, si les personnages sont engagés (au sens qu'étant fortement attachés à la vie, ils ont beaucoup à perdre), on peut également « voir dans Les Thibault le premier des romans engagés » : on y assiste à « l'évolution qui mène l'individu à la reconnaissance de l'histoire de tous et à l'acceptation de ses luttes » ou de ses douleurs, cet avènement d'une conscience historique pouvant seul fonder l'espoir « d'une communauté des joies et de la réconciliation ». Comme son double Antoine, Roger Martin du Gard parie pour l'aventure humaine, ce qui fait son actualité — « celle qui est de tous les temps ».

## L'art du romancier

### Modèles et influences

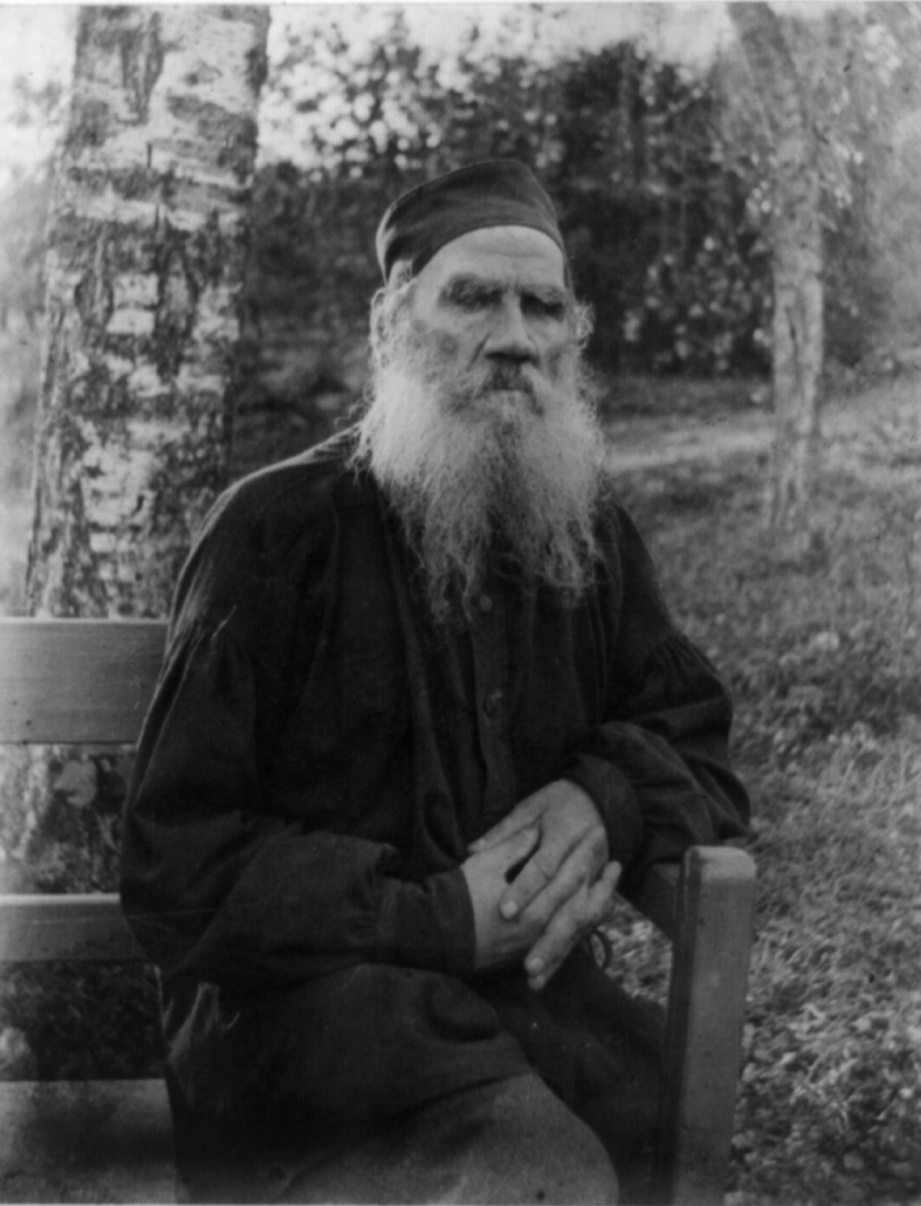
Léon Tolstoï vers 1897.

#### Tolstoï et le roman russe
Roger Martin du Gard s'est toujours dit impressionné par les romanciers russes : Dostoïevski, qui le laisse « confondu devant la complexité authentique, imprévisible », voire la folie, de ses caractères ; Tchékhov pour son amoralisme objectif ; mais avant tout TolstoÏ, qui a profondément marqué son adolescence et est « sans doute celui qui a eu sur [son] avenir d'écrivain l'influence la plus durable ». Il admire dans son œuvre « l'alliance de la mesure et de la force », le choix de personnages tirés de la vie ordinaire, des dons d'observation permettant de traverser les apparences pour plonger au cœur du mystère des êtres, et une sobriété d'écriture où la technique se fait oublier — autant de traits caractéristiques des Thibault. André Daspre y juge l'influence de Tolstoï « à la fois déterminante, constante et exclusive », s'agissant notamment de ne pas circonscrire la psychologie des personnages à une passion dominante, mais de « saisir les contradictions d'une personnalité ». De plus, Martin du Gard revient souvent sur la « vision intérieure » de Tolstoï, consistant pour le romancier à se représenter si précisément en imagination une scène, un décor, des êtres, un dialogue, que tout ce qu'il voit et entend en lui-même viendra tout seul et tout naturellement sous sa plume, sans qu'il ait à chercher d'autres détails.

#### Zola etLes Rougon-Macquart
Roger Martin du Gard a pu déclarer aussi que le réalisme était chez lui comme « inné » : « Ma nature, mes études, mes goûts, tout le passé, m'ont rivé à cet art réaliste ». Il place au premier rang de ses auteurs favoris Émile Zola, qu'il a découvert, ainsi que d'autres écrivains naturalistes dès l'âge de quatorze ans. Ces références hantent son journal et sa correspondance lorsqu'il veut évoquer une situation, préciser une pensée, juger du talent, en particulier descriptif, de tel ou tel auteur. Et d'après Angels Santa, si Martin du Gard souhaite s'affranchir de son modèle pour creuser sa propre voie, on trouve néanmoins la trace de Zola dans toute son œuvre, à travers les sujets qu'il choisit, la méthode qu'il adopte, basée sur la documentation, et — du moins selon ses contemporains —, « un certain penchant pour l'exagération ». On relève de fait dans Les Thibault quelques clins d'œil au maître du naturalisme : les considérations de Jalicourt sur l'intérêt d'une formation journalistique quand on veut être écrivain, ou bien Daniel qui admire La Débâcle tandis que Jacques est pris par les curés à lire « un ignoble roman de Zola : La Faute de l'abbé Mouret »!
Mais surtout, et bien que Martin du Gard s'en défende, l'œuvre entretient avec la saga de Zola une parenté plus profonde, structurelle : organisation du récit et de tout un monde autour des membres de deux familles — d'où le choix d'un titre général similaire —, jusqu'au déclin des deux branches, régénérées in extremis par la naissance d'un enfant prometteur — la naissance de Jean-Paul évoque celle de « l'enfant de l'avenir », le fils sans nom de Pascal Rougon et Clotilde, à la fin du Docteur Pascal, dernier volume des Rougon-Macquart. Le modèle paraît particulièrement prégnant si on considère les deux derniers tomes de chaque série, qui offrent « une sorte d'identique dénouement double » : L'Été 1914 met en scène un « échec singulier et collectif sur le plan historique » à l'instar de La Débâcle ; tandis que dans Épilogue Antoine, se livrant à de nombreuses réflexions sur lui-même et ses proches tout en enregistrant les progrès de sa maladie, paraît un « double distancé » du Docteur Pascal, anatomiste de sa propre famille et porte-parole de son auteur, qui livre à travers lui la clé de l'œuvre.

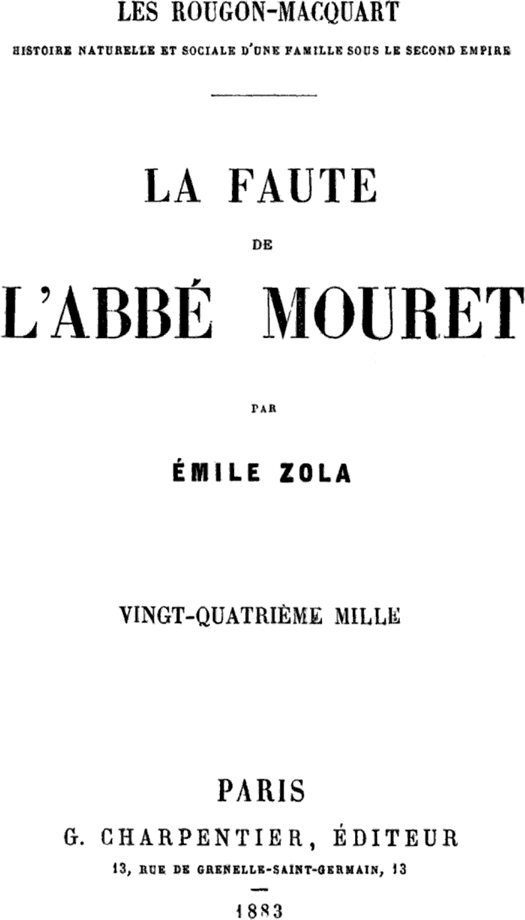
Édition de La Faute de l'abbé Mouret de 1883.
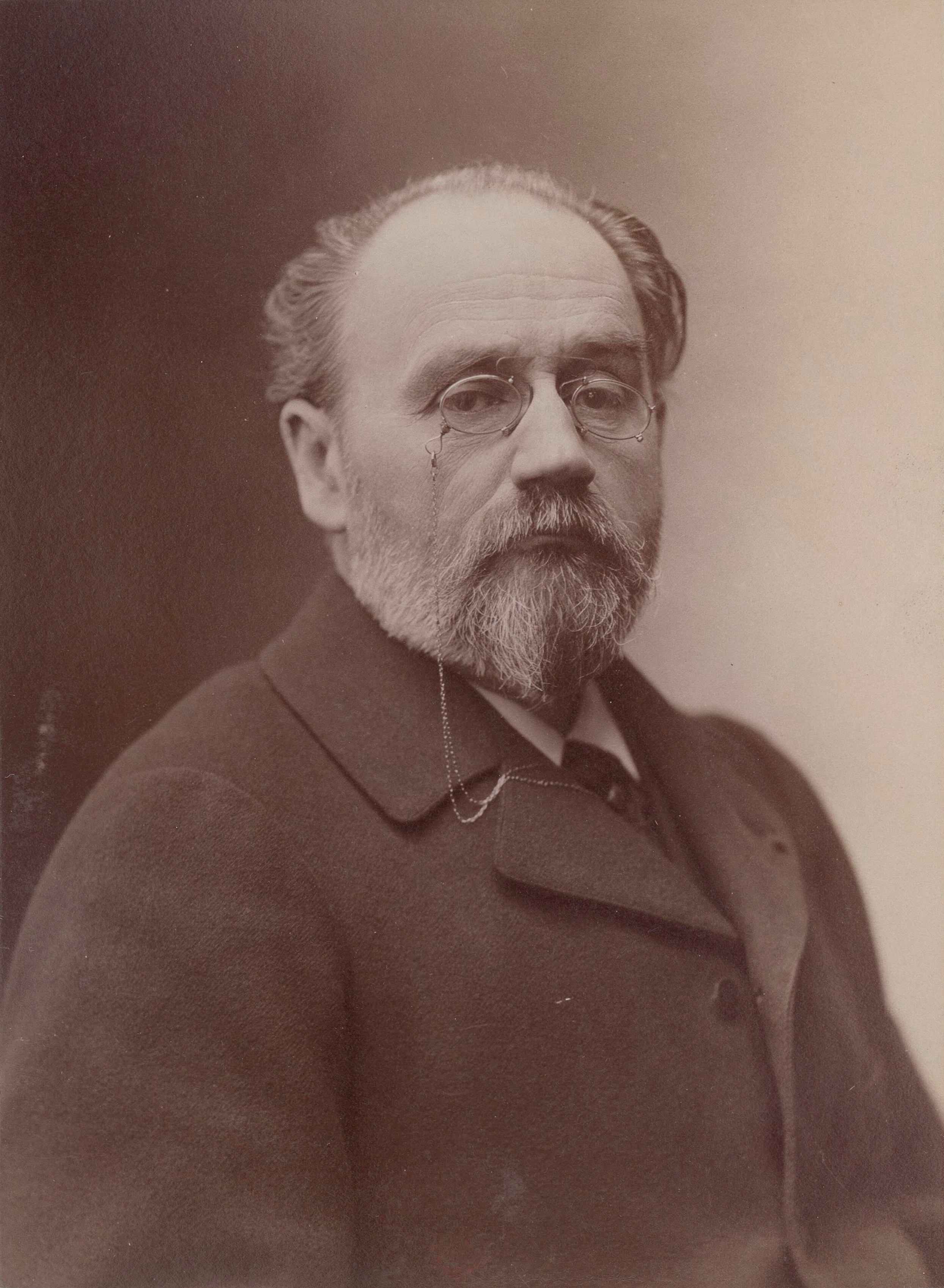
Émile Zola photographié par Nadar vers 1896.
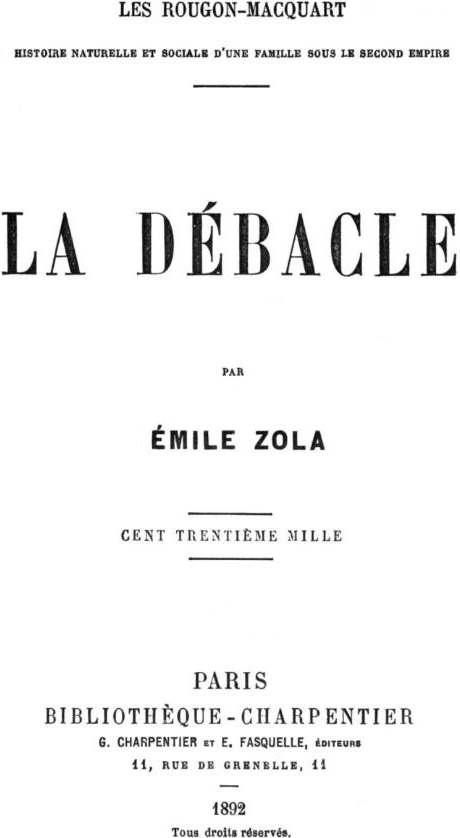
Première édition de La Débâcle en 1892.

Or Dominique Massonnaud souligne que la rupture entre les six premiers tomes et l'ensemble constitué par L'Été 1914 et Épilogue correspond à une « prise de distance par rapport au modèle familial ». Le dénouement du cycle — mort successive des fils Thibault, perte du nom — crée « un effet d'épuisement », non tant des deux familles que d'une forme romanesque : cette fin consacre l'épuisement du paradigme de la saga familiale, « l'asphyxie d'un modèle épique moderne ». Le « Familles, je vous hais! » des Nourritures terrestres de Gide, qui dès 1924 semblait à Albert Thibaudet structurer Les Thibault, n'orienterait donc pas seulement le destin de certains personnages (Jacques d'abord, mais aussi Jérôme, ou même Jenny), mais traduirait la façon dont, à partir de L'Été 1914, Roger Martin du Gard conçoit son œuvre par rapport à l'histoire du genre romanesque, « qu'elle contribue à reconfigurer en s'inscrivant dans et contre la filiation » du roman sériel.

#### Références à André Gide

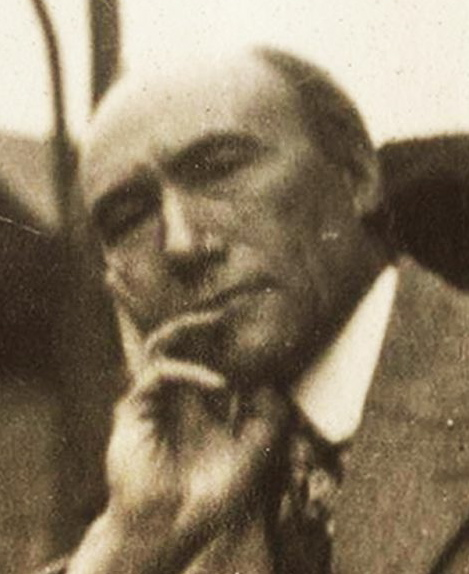
André Gide en 1920.

#### La fabrique des personnages

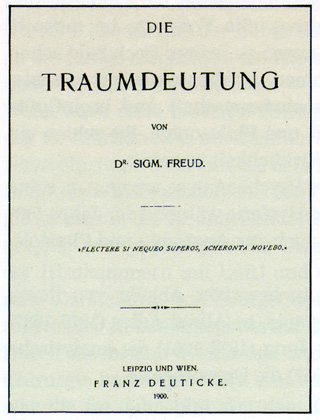
L'interprétation freudienne des rêves semble nourrir les pages où Antoine tente d'analyser les siens.

#### Traces autobiographiques

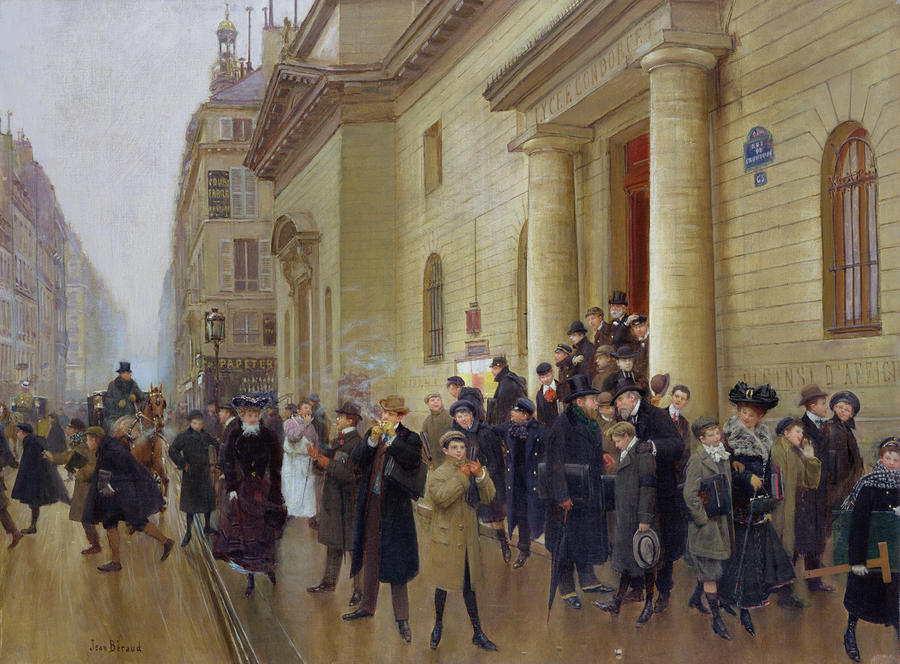
Le lycée Condorcet où Martin du Gard fut élève, peint par Béraud l'année où Jacques et Daniel se rencontrent.

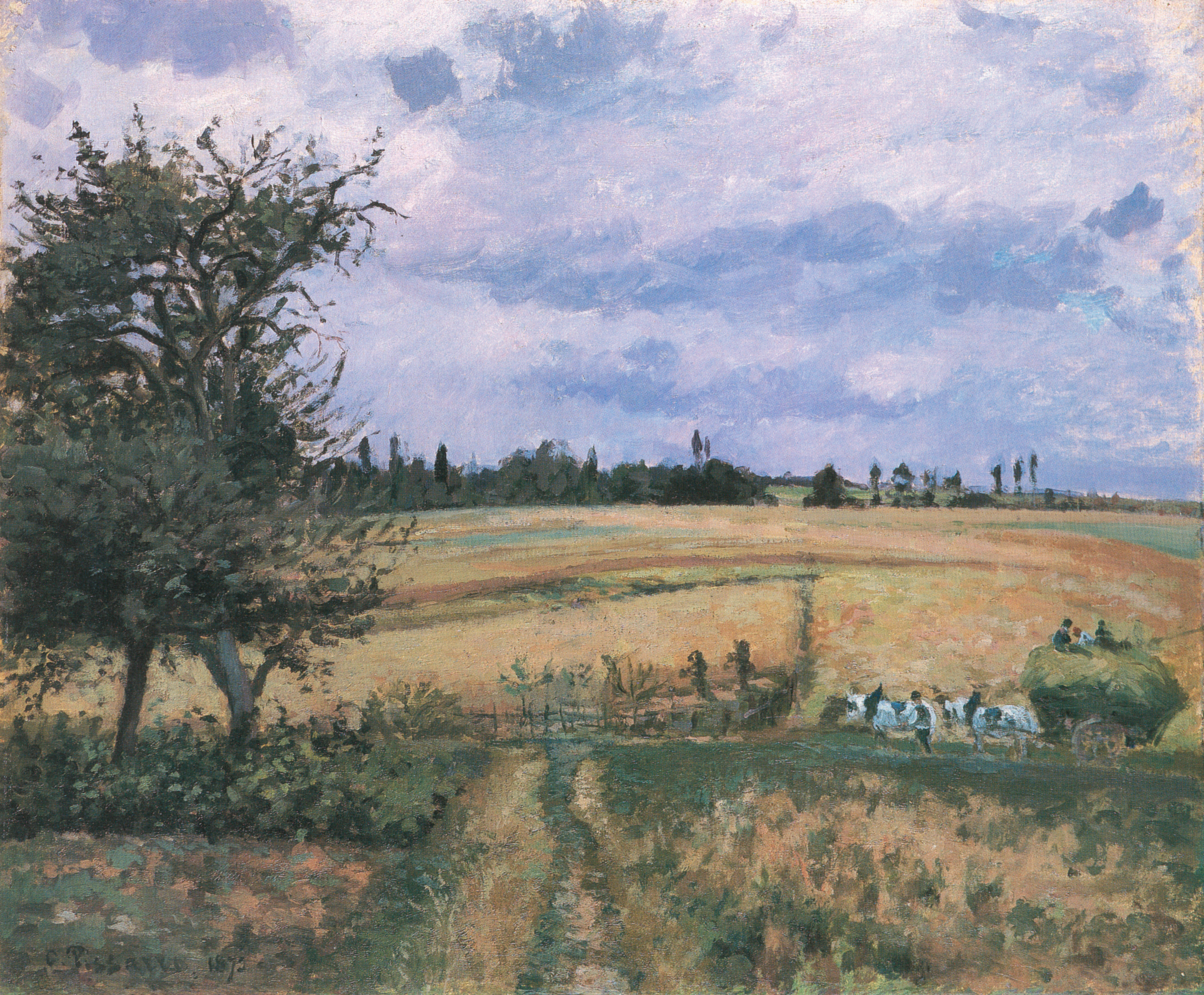
C. Pissarro, Paysage de l'Oise (1872). Une campagne qui a pu inspirer le cadre du Pénitencier.

#### Jeux sur les genres littéraires

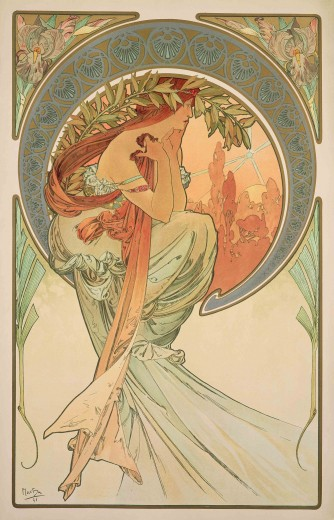
A. Mucha, La Poésie (1898). Jacques désavouera tous ses poèmes de jeunesse.